# 1. Großherzoglich Mecklenburgisches Dragoner-Regiment Nr. 17
Das 1. Großherzoglich Mecklenburgische Dragoner-Regiment Nr. 17 war ein Kavallerieverband des mecklenburgischen Militärs innerhalb der preußischen Armee.

## Geschichte und Aufstellung

### Vorgeschichte
Bereits vor 1700 bestand eine Leibgarde zu Pferde, die allerdings im Jahr 1702 abgedankt wurde. Nebenher begann man 1701 mit der Aufstellung von sechs Kompanien Dragonern. Aus diesen Kompanien bildete sich dann im Herbst 1702 ein Regiment zu Pferde. Das Regiment wurde von Oberstleutnant Helmuth Joachim von Meerheimb befehligt und zählte am 1. September 1702 einen Mannschaftsbestand von 373 Dragonern. Dieses Regiment ist als Stammeinheit der Kavallerie im Herzogtum Mecklenburg-Schwerin in neuerer Zeit anzusehen.
Die Mecklenburger Kavallerie sollte erst 1715 eine weitere Vermehrung erfahren. In diesem Jahr wurden das Dragoner-Regiment „von Vietinghoff“ und das Dragoner-Regiment „von Liliestreng“ errichtet, die aber jeweils nur zur Hälfte beritten waren. Letzteres Regiment sollte sich bald darauf im „Treffen von Walsmühlen“ am 5. und 6. März 1719 bewähren. Nachfolgend wurde die Mecklenburger Kavallerie nach Russland entsandt, eine Entscheidung, die sich als tragisch erweisen sollte. Lediglich in Dömitz verblieben einige Reiter unter dem Kommando von Major von Wenckstein. Im Gebiet der Ukraine verweilten die mecklenburgischen Truppen bis 1746. Der Mannschaftsbestand reduzierte sich während des langjährigen Einsatzes erheblich. Nur wenige Soldaten kehrten zurück, von der Kavallerie kehrte niemand zurück nach Mecklenburg. Erst mit der Errichtung der Leibgarde zu Pferde im Jahr 1760 trat wieder eine berittene Truppe in Erscheinung. Diese war in vier Halb-Eskadrons gegliedert und wurde von Oberst Otto von Barsse befehligt. Eine Schwadron Husaren mit 113 Reitern wurde in selbiger Zeit aufgestellt, welche anfangs unter dem Befehl von Major Thomas von Baader stand. In den Befreiungskriegen wurden schließlich Graf von der Osten-Sacken und der Rittmeister von Müller – ehemalige Angehörige der preußischen Usedom-Husaren – mit der Gründung eines berittenen Korps beauftragt.

### Geschichte und Aufstellung

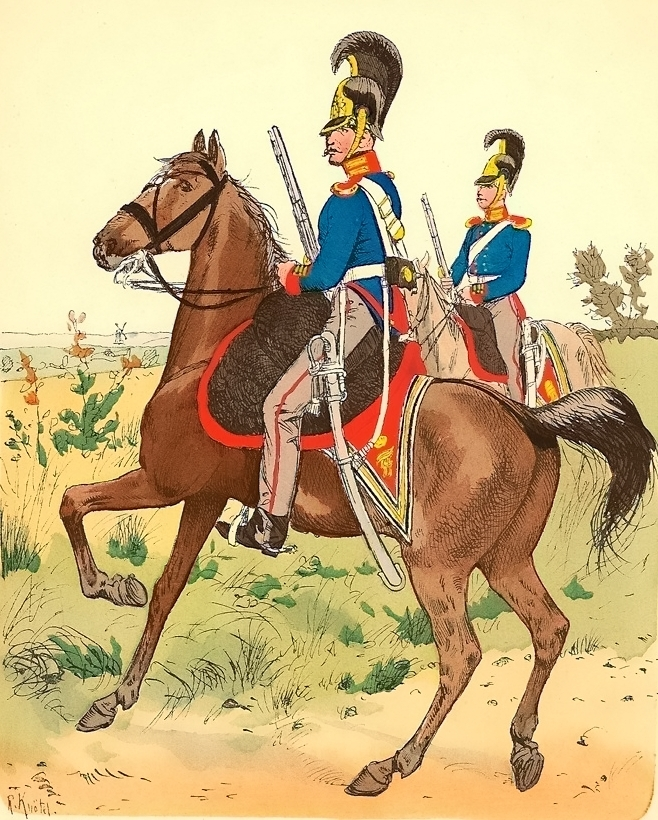
Chevaulegersregiment im Jahr 1835

Am 1. August 1819 befahl Großherzog Friedrich Franz I. die Errichtung eines Chevaulegersregiments. Die nachfolgend aufgestellte Stamm-Eskadron trat jedoch erst am 1. Juni 1821 in Grabow zusammen. Diese Stamm-Eskadron hatte anfangs eine Stärke von 6 Offizieren, 15 Unteroffizieren, 1 Arzt, 8 Trompetern, 1 Sattler, 1 Hufschmied und 98 Dragonern. Rekrutierungen der Mannschaften wurden auf Grundlage der Rekrutierungs-Ordnung von 1821 vorgenommen. Die Formierung des Regiments wurde dem ehemaligen österreichischen Kürassier Oberst von Pentz übertragen. Nach seinem Übertritt in den mecklenburgischen Militärdienst wurde er zum Generalmajor befördert und nachfolgend zum Chef des Regiments ernannt. Ebenfalls aus österreichischen Diensten, traten Rittmeister von Scheerer und Leutnant von der Lühe in den mecklenburgischen Dienst über. Aus dem hannoverischen und österreichischen Militär entstammten auch die ersten Wachtmeister des Regiments, welche der Regimentschef persönlich engagierte.
Die Ausbildung der Eskadron erfolgte zunächst zu Fuß, erst im Herbst 1821 wurden 121 Pferde an das Regiment übergeben. Der erfahrene hannoverische Regimentsbereiter Sengebusch übernahm nachfolgend die Reit-Ausbildung der Stamm-Eskadron.
Im Jahr 1831 wurde das Regiment um eine 2. Eskadron erweitert.
Am 5. März 1837 erhielt das Chevaulegers-Regiment auf Weisung des Großherzoges die Bezeichnung Dragoner-Regiment.
Im Mai des Jahres 1838 wurde das Regiment nunmehr der Mecklenburgischen Brigade unterstellt, welche unter Befehl des Generalleutnants von Both stand.
1843 formierten sich die 3. und 4. Eskadron. Eine 5. Eskadron wurde zum 1. Juni 1867 aus Abgaben der vier bestehenden Eskadronen aufgestellt.
Nachdem Mecklenburg im Jahre 1867 dem Norddeutschen Bund beigetreten war, womit seine Armee künftig unter dem Oberbefehl des Königs von Preußen stand, und ein zweites Dragonerregiment aufgestellt hatte, erhielt das Regiment am 1. Oktober 1867 die Bezeichnung „1. Großherzoglich Mecklenburgisches Dragoner-Regiment Nr. 17“. Das neu errichtete Dragoner-Regiment Nr. 18 war zuvor aus Mannschafts- und Offiziersabgaben des Dragoner-Regiments Nr. 17 gebildet worden. 1872 wurde diese Bezeichnung kurzzeitig abgeändert, so wurde auf Grundlage der Weisung des Großherzoges vom 22. Oktober eine Umbenennung in „Großherzoglich 1. Mecklenburgisches Dragoner-Regiment Nr. 17“ veranlasst. Wenig später gelangte man aber zu der Entscheidung, dass die in der Verfügung des Generalkommandos vom 30. November 1867 gewählte Bezeichnung ihre Gültigkeit behalten sollte.
Auf Grundlage der 1872 geschlossenen Militärkonvention traten die mecklenburgischen Truppenverbände zum 1. Januar 1873 vollständig in den Etat der preußischen Armee. Besoldung und Versorgung der Soldaten gingen in die Verantwortung der preußischen Armee über, wie auch sämtliche Ausrüstung der Truppenverbände. Die Großherzöge gaben folgend ihre Befehlsgewalt ab. Eigentumsrechte an den Militärbauten und Liegenschaften blieben jedoch von der Konvention unberührt. Das Regiment war nunmehr in die preußische Armee eingegliedert worden.
In Artikel 9 der Konvention wurde den mecklenburgischen Regimentern auch weiterhin der Namenszusatz „Großherzoglich Mecklenburgisch“ zugestanden.

## Garnison
- 1819 bis 1838 – Garnison Grabow
- 1837 bis 1918 – Garnison Ludwigslust

Das Regiment leichter Dragoner bzw. die Stamm-Eskadron war in den Anfangsjahren in Grabow garnisoniert, ab 1831 ebenso die 2. Eskadron. Die Mannschaften der Stamm-Eskadron waren zunächst in Bürgerhäusern einquartiert. Für die Überbringung der Pferde wurde ein Stall und das Reithaus im Norden von Grabow erbaut. Als Exerzierplatz nutzte man ein Gelände auf der Techentiner Feldmark.
Nach der Regierungsübernahme durch Großherzog Paul Friedrich vollzogen sich innerhalb des mecklenburgischen Militärs einige Umstrukturierungen. So wurde die Stamm-Eskadron 1837 nach Ludwigslust verlegt, während die zweite Eskadron erst am 13. Juli 1838 die Verlegung vollzog. Nach ihrer Verlegung bezogen die Dragoner die ehemaligen Quartiere des Grenadier-Garde-Bataillons. Die privilegierten Stabsoffiziere erhielten jeweils ein Haus aus Großherzoglichen Besitz zur Nutzung. Auch an die Unterbringung der niederen Offiziersränge wurde gedacht, sie erhielten Dienstwohnungen in den Kasernen. Die Wachtmeister und unverheirateten Unteroffiziere bezogen hingegen ein kleines Haus in der Nähe des Marstalles.
Für die Unterbringung der Pferde wurde anfangs der ehemalige Großherzogliche Marstall genutzt. Es folgten in der nächsten Zeit kleinere Umbaumaßnahmen.
Die 1867 aufgestellte 5. Eskadron sollte auf Wunsch des Großherzoges in Grabow garnisonieren. Wegen auftretender Probleme kam Grabow dann aber doch nicht in Frage. Daher wurde Neustadt in Betracht gezogen, dort stellte sich allerdings das Problem der Pferdeunterbringung. So wurde entschieden, dass auch die 5. Eskadron in Ludwigslust ihr Quartier bezieht.
Im Jahr 1873 nutzten die Dragoner die Kaserne Nr. I. in der Louisenstraße, die Kaserne Nr. II. an der Ortsmauer und die Kaserne Nr. III. an der Kanalstraße.
Das Exerzierhaus war ein weiterer wichtiger Bestandteil des Ensembles der Ludwigsluster Regimentsgebäude. Im Exerzierhaus wurde die militärische Ausbildung der Dragoner auch bei schlechten Wetterbedingungen ermöglicht.
Der wichtigste Gefährte eines Dragoners war sein ihm anvertrautes Pferd. Zur Unterbringung der Pferde waren innerhalb des Kasernements mehrere Stallungen errichtet worden. Die beiden zugehörigen Reithäuser gewährleisteten die Ausbildung der Pferde bei jeglicher Witterung.
Zum Zwecke der Schießausbildung unterhielt das Regiment in den Laascher Tannen zwei Schießhäuser. Ein zugehöriges Pulver-Magazin hatte seinen Standort am Ludwigsluster Koppelweg.
Das 1. Großherzoglich Mecklenburgische Dragoner-Regiment Nr. 17 blieb bis zu seiner Auflösung 1919 in Ludwigslust garnisoniert. In den Folgejahren wurde das Kasernement von der Reichswehr und der Wehrmacht genutzt. Nach 1945 übernahmen die sowjetischen Besatzungstruppen die militärische Infrastruktur.

### Belegungsübersicht 1837–1914

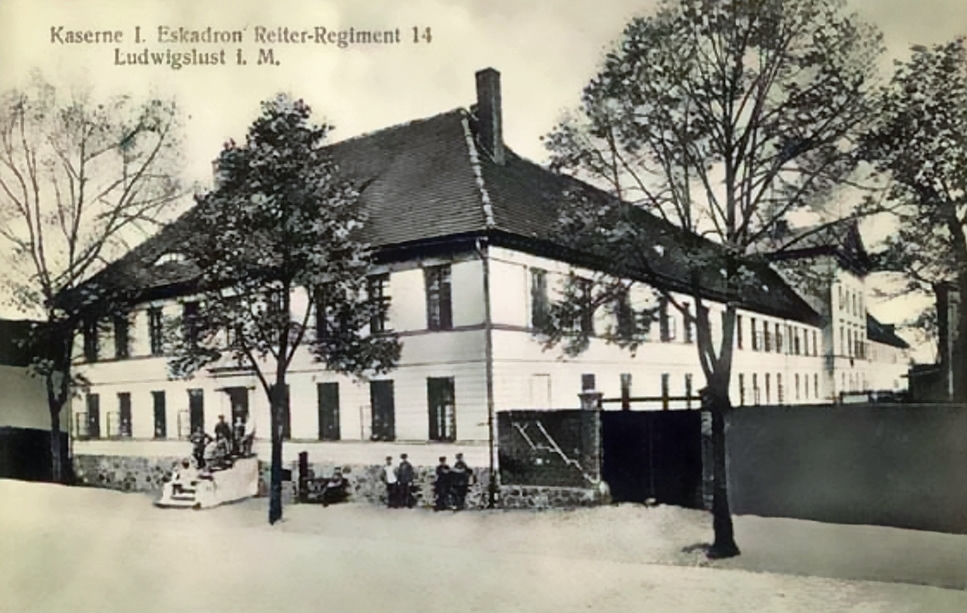
Kaserne II. in Ludwigslust: 2. und 5. Eskadron.

| Kaserne I. (Prinzenstall)     | Kaserne I. (Prinzenstall) | Kaserne I. (Prinzenstall) | Kaserne I. (Prinzenstall) | Kaserne I. (Prinzenstall) | Kaserne I. (Prinzenstall) | Kaserne I. (Prinzenstall) | Kaserne I. (Prinzenstall) | Kaserne I. (Prinzenstall) | Kaserne I. (Prinzenstall) |
| Zeitraum                      | Einheit                   |                           |                           |                           |                           |                           |                           |                           |                           |
| ----------------------------- | ------------------------- | ------------------------- | ------------------------- | ------------------------- | ------------------------- | ------------------------- | ------------------------- | ------------------------- | ------------------------- |
| 1837 bis 1875                 | 1. Eskadron               |                           |                           |                           |                           |                           |                           |                           |                           |
| 1875 bis 1914                 | 4. Eskadron               |                           |                           |                           |                           |                           |                           |                           |                           |
| Kaserne II. (Marstallkaserne) |                           |                           |                           |                           |                           |                           |                           |                           |                           |
| Zeitraum                      | Einheit                   |                           |                           |                           |                           |                           |                           |                           |                           |
| 1845 bis 1914                 | 2. und 5. Eskadron        |                           |                           |                           |                           |                           |                           |                           |                           |
| Kaserne III. (Kanalkaserne)   |                           |                           |                           |                           |                           |                           |                           |                           |                           |
| Zeitraum                      | Einheit                   |                           |                           |                           |                           |                           |                           |                           |                           |
| 1867 bis 1875                 | 3. und 4. Eskadron        |                           |                           |                           |                           |                           |                           |                           |                           |
| 1875 bis 1914                 | 1. und 3. Eskadron        |                           |                           |                           |                           |                           |                           |                           |                           |

### Die Hauptwache
Aus der Zeit der Bürgerquartiere stammt die Hauptwache, welche 1853 nach Plänen des Militärbaumeisters Ludwig Wachenhusen gestaltet wurde. Das Gebäude diente den Dragonern als Wach- und Arrestgebäude. Während im Erdgeschoss die Dragoner ihre Quartiere hatten, waren im Obergeschoss die Arrestzellen eingerichtet. Das den Dragonern als Hauptwache dienende Gebäude war gleichzeitig das Quartier der Schloßwache. Ihre Posten standen an den Hauptportalen des Schlosses, wo sie bei Ankunft und Abfahrt der Herrschaften präsentieren mussten. Die täglich um 13 Uhr stattfinde Wachablösung war ein besonderes Ereignis, von dem noch heute die Steine der Gewehrhalterungen am Haupteingang zeugen.

### Offiziersmesse
1852 wurde für das Offizierskorps eine Offiziersmesse eingerichtet. Großherzog Friedrich Franz II. hatte dem Regiment hierfür ein Haus an der Ecke Alexandrinenplatz und Marstallstraße bereitgestellt. Die Einrichtung folgte dem Muster der hannoverischen Offiziersmessen. 1867 entschloss man sich dem Offizierskorps eine größere Offiziersspeiseanstalt bereitzustellen. Hierzu wurde das ehemalige Wohnhaus des Oberstallmeisters von Bülow in der Kanalstraße 28 umgebaut. Der zweigeschossige klassizistische Putzbau, mit seiner elfachsigen Fassade, wurde im Jahr 1830 errichtet. Während im Parterre ein lediger Leutnant wohnte, befand sich im Obergeschoss der Speisesaal, der Festsaal sowie weitere kleinere Räumlichkeiten. Die repräsentativen Räumlichkeiten waren von prächtiger zeitgenössischer Ausstattung. Bemerkenswert der Speisesaal, dessen Wände von in Öl gemalten Bildern der Regimentskommandeure geziert wurden. Den Speisesaal zierten zudem die gerahmten Achselstücke des Großherzoges Friedrich Franz II., die den Ludwigsluster Dragonern nach dessen Tode als Geschenk überlassen wurden.

### Springgarten
Erwähnenswert auch der Garten der Offiziersmesse, der am gegenüberliegenden Kanalufer angelegt wurde und den Eskadronen als Springgarten diente. In ihm stand der sogenannte „Jägerschuppen“, ein früherer Exerzierschuppen der Mecklenburger Jäger. Das Fachwerkgebäude stand ursprünglich auf dem alten Schweriner Exerzierplatz, wurde dort abgebaut und folgend nach Ludwigslust verbracht. Die Dragoner nutzten den „Jägerschuppen“ als Abstellgebäude für Fahrzeuge und gelegentlich zur Unterbringung erkrankter Pferde.

## Einsatzgeschichte

### Einsatz in Schwerin und Wismar 1830

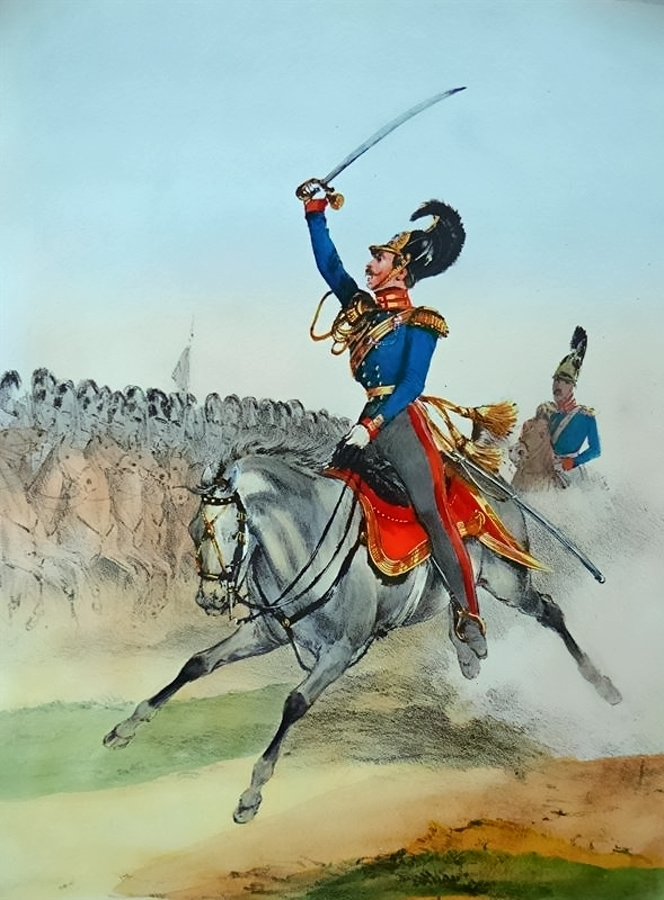
Stabsoffizier des Chevaulegersregiments.

Am 19. September 1830 kam es zu Unruhen innerhalb der Bevölkerung von Schwerin. Vorausgegangen war der Brand des Torfschuppens auf dem Gelände der großherzoglichen Münze.
Die militärische Wache ließ den Schuppen kontrolliert abbrennen. Die mit Steinen bewaffnete Menschenmenge, die sich mittlerweile dort gesammelt hatte, warf daraufhin sämtliche Fenster der Münze ein. Als diese Menge den Sturm des Gebäudes vorbereitete, erreichte das herbeigerufene Militär-Detachement den Ort des Geschehens. Nachdem das Gebäude vom Militär besetzt war, wurden die Steinwürfe der Protestierenden mit einer scharfen Salve beantwortet. Das hatte zur Folge, dass ein Mann getötet wurde und mehrere Menschen verletzt zu Boden gingen. Die flüchtende und aufgebrachte Menschenmenge verursachte in anderen Stadtteilen jedoch noch weitere Schäden.
Auf Großherzoglichen Befehl hin sollten weitere militärische Maßnahmen ergriffen werden, um die öffentliche Ordnung zu erhalten. Am 20. September rückte daher eine Eskadron unter Führung des Erbgroßherzoges Paul Friedrich in Grabow aus und bezog Quartier in Schwerin. In den nächsten Wochen wurden die Dragoner im Patrouillendienst innerhalb und außerhalb der Stadt eingesetzt. Nach Beruhigung der Lage und der Wiederherstellung der öffentlichen Ordnung kehrten die Dragoner nach Grabow zurück.
Die Ruhe sollte aber nur von kurzer Dauer sein. Im selbigen Herbst musste eine der Eskadronen erneut ausrücken, um in Wismar für „Ruhe und Ordnung“ zu sorgen. Auch in Wismar kam es zu Unruhen innerhalb der Bevölkerung. Infolgedessen wurde ein als „demokratischer Agitator“ verunglimpfter Anwalt von den Dragoner verhaftet und nach Schwerin verbracht.

### Grenzschutz 1831
Im Frühjahr 1831 brach in Preußen die Cholera aus. Es mussten Vorkehrungen getroffen werden, um die Einschleppung der Seuche ins Land zu verhindern. Daher wurden an den Landesgrenzen und an den Küsten Wachposten errichtet. Die 1. und 2. Eskadron stellten dafür die notwendigen Patrouillen von jeweils 8 bis 12 Pferden, welche an den vorgesehenen Stationen postiert wurden. Für die Zeit des Einsatzes wurden die Dragoner dem dortigen Gendarmerie-Kommando unterstellt. Trotz aller getroffenen Maßnahmen, brach die Cholera im darauffolgenden Jahr auch in Mecklenburg aus.

### Schleswig-Holsteinische Erhebung 1848

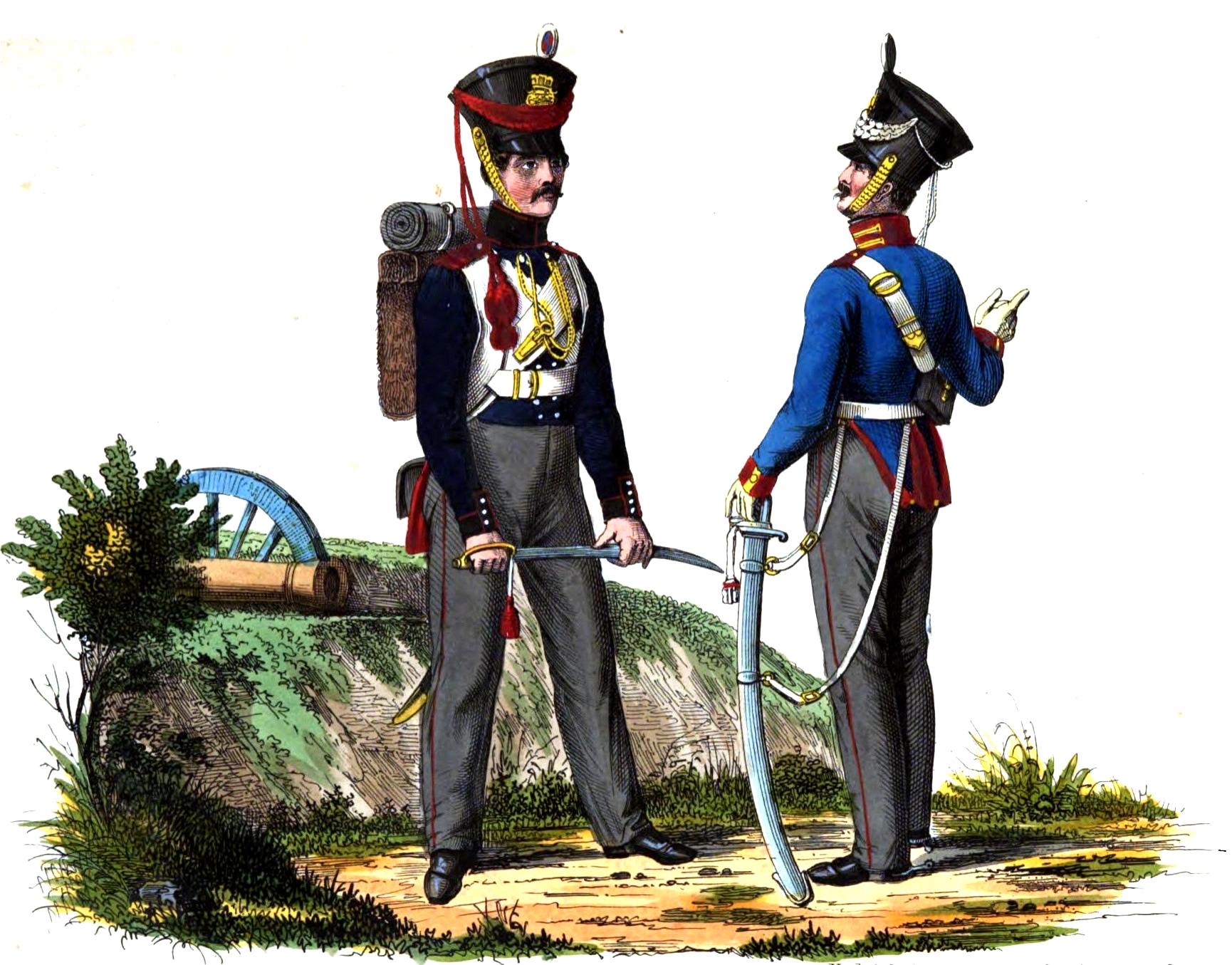
(rechts) Mecklenburger Dragoner im Waffenrock der 1840er Jahre.

Am 1. April 1848 erfolgte die Mobilmachung der mecklenburgischen Halbbrigade. Die folgend in den Verband des X. Bundeskorps eintrat.
Das Dragoner-Regiment in Ludwigslust erhielt Befehl, die 3. und 4. Eskadron in das Einsatzgebiet zu verlegen. Die beiden von Major Wilhelm von Below (1801–1876) geführten Eskadronen setzten sich am 6. April Richtung Hagenow in Bewegung. In Hagenow mussten die Eskadronen jedoch einige Tage verweilen, da sich die Mobilmachung weiterer mecklenburgischer Truppen verzögerte. Am 11. März begann dann der Marsch ins Einsatzgebiet, der über Bad Segeberg nach Neumünster führte, wo die Eskadronen am 15. April anlangten.
Den ersten Gefechtseinsatz hatten die Dragoner und ein Zug hannoverischer Husaren am 24. April bei Oeversee zu bestehen. Die 3. Eskadron traf dort auf die heftige Gegenwehr dänischer Dragoner. Es gelang schließlich einige der gegnerischen Dragoner gefangen zunehmen. Die 4. Eskadron stieß währenddessen auf eine feindliche Jägerkompanie. Das folgende Gefecht führte zu ersten Verlusten unter den mecklenburgischen Dragonern. Ein Unteroffizier wurde tödlich getroffen und acht Dragoner verletzt. Zudem erlitten auch die Pferde vielfache Schusswunden. Mit herangeführter Verstärkung konnte das Gefecht zum siegreichen Abschluss gebracht werden. Die folgende Zeit war vom Avantgarde- und Vorpostendienst geprägt. Zum nächsten Gefechtseinsatz kam es dann am 5. Juni bei Nübel. Beide Eskadronen trugen zum erfolgreichen Gefechtsausgang bei. Im Sundewitt blieben nunmehr sieben Bataillone, zwei Eskadronen mecklenburgischer Dragoner und eine Eskadron hanseatischer Dragoner zur Beobachtung gegen Alsen stehen. Sie alle standen unter dem Befehl des Obersten Graf Rantzau. Die mecklenburgischen Dragoner hatten fortan Feldwachen bei Atzböl, Beuschau und Baurup aufzustellen. Zu weiteren Kampfhandlungen kam es nicht mehr. Mit dem Waffenstillstand vom 30. August 1848 endete auch der erste Kriegseinsatz des Ludwigsluster Regiments. Am 4. September begann der Rückmarsch in die Heimat. Die Dragoner hielten am 20. September 1848 feierlichen Einzug in Ludwigslust, wo sie vom Großherzog und den Einwohnern empfangen wurden.

### Einsatz im Landesinneren 1848/49
Während sich ein Teil der Ludwigsluster Dragoner im Verband des X. Bundeskorps an den Kampfhandlungen in Schleswig-Holstein beteiligte, wurde der in Ludwigslust verbliebene Teil der Dragoner zur Sicherung der Ruhe und Ordnung im eigenen Land eingesetzt. Auch im Großherzogtum Mecklenburg-Schwerin kam es in dieser Zeit zu zahlreichen Unruhen. Die schlechte soziale Lage der Arbeiter und Tagelöhner führte zu teils gewaltsamen Auseinandersetzungen im Land.

#### Einsätze in Waren und Torgelow

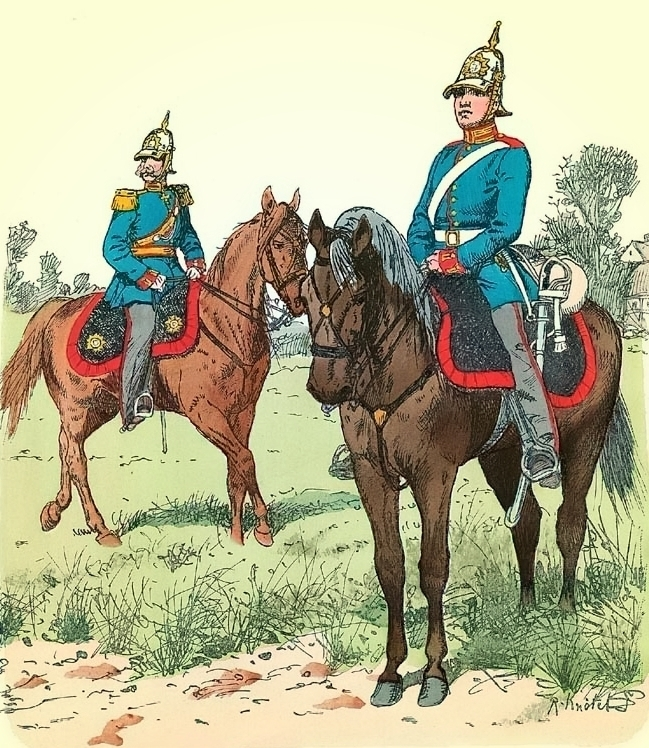
Dragoner um 1848

Am 1. April 1848 wurde daher Leutnant Helmuth von Blücher nach Lübtheen entsandt, um das dortige Dominalamt zu unterstützen. Sekondeleutnant Alfred von Langen rückte hingegen am 22. April mit 30 Dragonern nach Dargun aus. Die Dragoner sollten in diesen Gebieten und Orten – notfalls mit Gewalt – die Ordnung aufrechterhalten.
Auch in Waren kam es in dieser Zeit zu Tumulten, die die Entsendung einer Eskadron unter Befehl des Rittmeisters Adolf von der Lancken notwendig machte. Sie wurde wegen der Bedrohungslage auf den Gutshöfen im Umland von Waren stationiert. Die militärische Absicherung konnte jedoch nicht verhindern, dass das Gutshaus der Familie von Behr-Negendank in Torgelow in Flammen aufging. Der Brand war die Folge von Brandstiftung, die auf Aufständische zurückzuführen war. Ende Mai geriet die Lage in der Gegend von Torgelow und Waren zeitweise außer Kontrolle. Über 2000 Tagelöhner versuchten ihre soziale Lage – mit teils gewaltsamem Protest – zu verbessern. Das Mecklenburger Militär ging nunmehr mit unverhältnismäßiger Härte und Waffengewalt gegen die Tagelöhner vor. Dieses gewaltsame Vorgehen führte unweigerlich zu Opfern. Ein Tagelöhner wurde getötet und 18 teils schwer verletzt. Vielfach genügte aber bereits das bestimmte Auftreten des mecklenburgischen Militärs, um für „Ruhe und Ordnung“ zu sorgen. Während das Detachement des Oberstleutnants Ehrenreich Karl Adolf von Nußbaum (1796–1874) aufgelöst wurde, verblieben jeweils eine Abteilung Ludwigsluster Dragoner in Waren und Torgelow. Im Umland von Waren beruhigte sich die Lage jedoch vorerst nicht. Daher wurde den beiden vor Ort stationierten Abteilungen – am 18. Januar 1849 – eine Eskadron unter Befehl des Majors von Below als Verstärkung nachgesandt. Nachdem sich die Lage vor Ort beruhigt hatte, konnten die Dragoner im März in die Garnison nach Ludwigslust zurückkehren.

#### Einsatz in Lübeck
Im Oktober 1848 kam es zu einem weiteren Einsatz unter dem Befehl des Oberstleutnant Ehrenreich Karl Adolf von Nußbaum (1796–1874). Die mecklenburgischen Truppen – insgesamt 500 Mann – wurden auf Bitten des Senats der Freien Hansestadt Lübeck entsendet. Sie sollten die „Aufrechterhaltung der Ordnung“ garantieren. Eine von Rittmeister Ernst von Bülow angeführte Eskadron, die aus Abgaben der 1. und 2. Eskadron zusammengestellt wurde, schloss sich dem Kontingent an. Die 120 Dragoner verblieben vom 14. Oktober 1848 bis zum 13. Januar 1849 in Lübeck. Während des Einsatzes verstarb ein Dragoner an der Cholera.

### Badische Revolution 1849
Zum Zwecke der gewaltsamen Niederschlagung der Badischen Revolution wurde das mecklenburgische Dragoner-Regiment 1849 dem Neckar-Korps unterstellt.

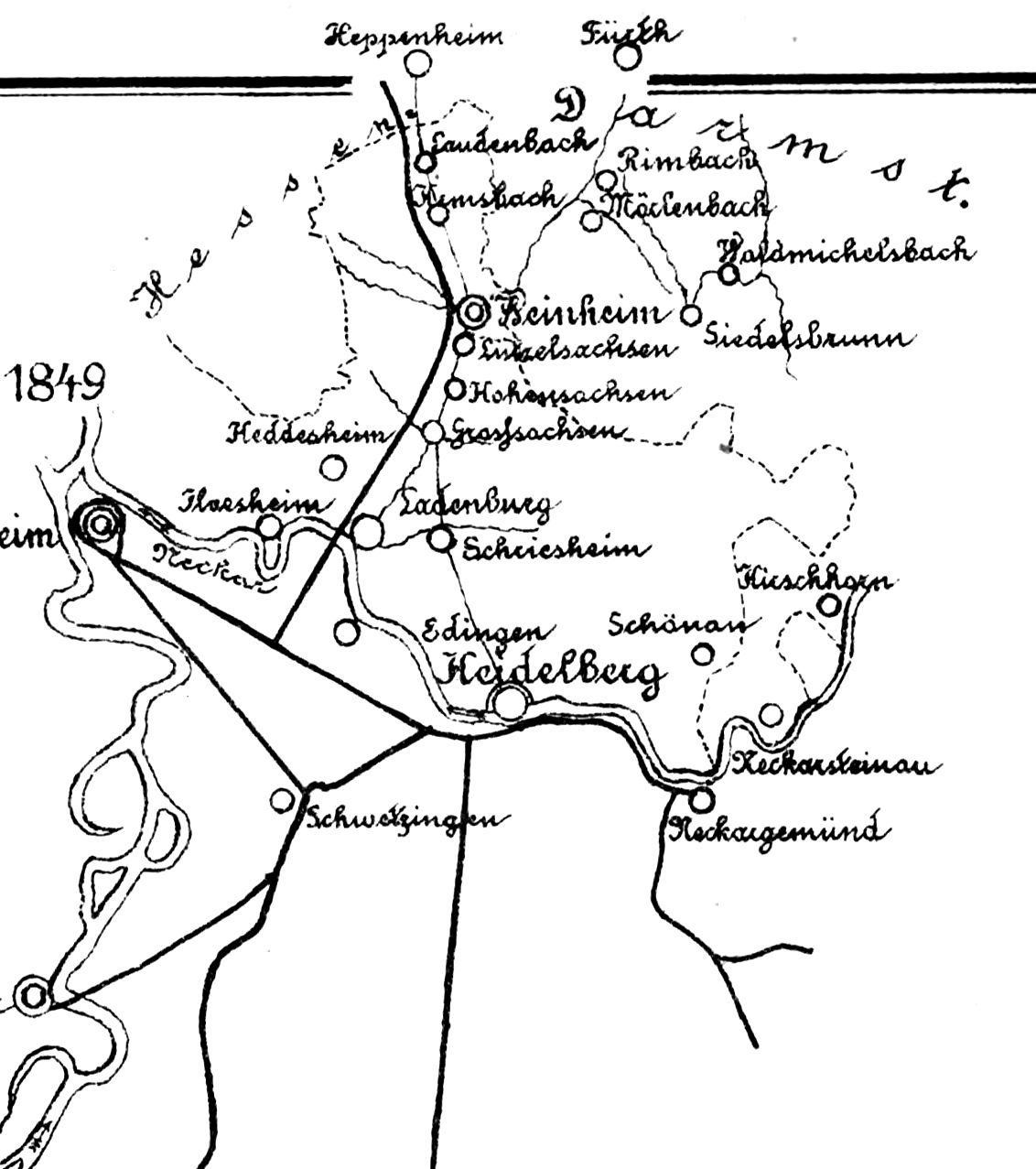
Karte Feldzug 1849

Am 19. Mai 1849 erhielt das Regiment Befehl zum Ausmarsch. Die mobilisierten Eskadronen verließen am 22. Mai Ludwigslust in Richtung Baden. Bei Boizenburg überquerte das Regiment die Elbe per Schiff und gelangte am 25. Mai nach Lüneburg. Dort wurden die Eskadronen auf die Eisenbahn verladen und Richtung Deutz verlegt. Von Deutz aus wurden sie dann per Dampfschiff bis Mainz transportiert, wo sie am 30. Mai anlangten. Von dort aus verlegten die Eskadronen per Fußmarsch nach Frankfurt. Die 1. Eskadron wurde wiederum von Frankfurt aus nach Darmstadt verlegt, die 2., 3. und 4. Eskadron verblieben vorläufig in Frankfurt als Besatzung. Am 10. Juni erhielt Oberstleutnant Joachim August Wilhelm von Bernstorff (1800–1869) dann den Befehl über ein Detachement, welches aus einem Bataillon hessischer Infanterie, einer halben mecklenburgischen Batterie und der 2., 3. und 4. Eskadron des mecklenburgischen Dragoner-Regiments zusammengesetzt war. Am 13. Juni rückten Teile des Detachement in Richtung Käferthal vor. Dort kam es zum ersten Gefecht mit feindlichen Vorposten. Eine Eskadron, die linke Seitendeckung, konnte mehrere Gefangene einbringen. Nach Aussage der Gefangenen befanden sich in Käferthal weitere feindliche Kräfte in der Stärke von 1200 Mann. Oberstleutnant von Bernstorff entschied aufgrund der eigenen geringen Stärke nicht weiter vorzugehen. Die 1. Eskadron machte am selbigen Tag einen Vorstoß auf Waldmichelbach, wo die Dragoner den Feind überrumpeln konnten. Oberstleutnant von Bernstorff erhielt nun den Befehl, mit den hessischen Eskadronen, der 2. und 3. Eskadron der mecklenburgischen Dragoner und zwei Geschützen das Dorf Käferthal zu umgehen. Die Umgehung wurde allerdings vom Feind bemerkt, daher konnte sich dieser rechtzeitig zurückziehen. Beim Gefecht von Ladenburg am 15. Juni attackierten die mecklenburgischen Dragoner erneut die feindlichen Kräfte, welche unter dem Druck des Angriffs weichen mussten. Die flankierenden Mecklenburger Dragoner konnten einige gegnerische Dragoner als Gefangene einbringen. Beim folgenden Gefecht von Groß Sachsen kämpfte die 4. Eskadron in der Avantgarde der von Weinheim vorgehenden Brigade Weiershausen. Am 17. und 18. Juni wurde für alle Truppen Ruhe befohlen. Das II. Preußische Korps und das Neckar-Korps verfolgten nunmehr die überall abziehenden gegnerischen Truppen. Die 2. Eskadron des Mecklenburger Dragoner-Regiments war nachfolgend zu einem Seitendetachement unter dem Oberstleutnant von Mohrenhöfer abkommandiert. Die 1. und 3. Eskadron waren mit dem Gros des Neckar-Korps nach Baden-Baden marschiert. Das Seitendetachement hatte bei der Oos noch ein Gefecht zu bestehen, bei dem die Ludwigsluster Eskadrons aber nicht mehr zum Zuge kamen. Vom 27. Juni bis zum 3. Juli blieb die 4. Eskadron als Besatzung in Karlsruhe zurück, und vereinigte sich erst am 10. Juli wieder mit den anderen Eskadrons.
Das II. preußische Korps beteiligte sich nachfolgend an der Einschließung der Festung Rastatt. Während das I. preußische Korps und das Neckar-Korps die Verfolgung des Feindes übernehmen sollten. Bereits am 3. Juli hatte der Kommandeur der mecklenburgischen Dragoner den Befehl über die Reserve des Neckar-Korps erhalten. In Reichenberg erhielt Oberstleutnant von Bernstorff am 6. Juli den Auftrag, mit Teilen der von ihm befehligten Reserve auf St. Georgen zu gehen, um dort die vermuteten Freischärler auszuheben. Der Ort wurde jedoch verlassen vorgefunden. Nachfolgend kam es zu keinen weiteren Kampfhandlungen mit Beteiligung der Mecklenburger. Die mecklenburgischen Dragoner verblieben in der Gegend von Donaueschingen und quartierten sich in die umliegenden Dörfer ein. Am 9. September traf Großherzog Friedrich Franz II. zur Besichtigung seiner Brigade ein. Im Anschluss wurde einigen Angehörigen des Regiments das Mecklenburgische Militärverdienstkreuz verliehen. Am 12. September kam der ersehnte Rückmarschbefehl. Den Rückmarsch legten die Kavallerie und Artillerie teilweise zu Fuß zurück. Das Dragoner-Regiment traf am 11. Oktober in Hildesheim ein. Von Hildesheim aus begann der Rücktransport per Eisenbahn nach Lüneburg. Über Boizenburg gelangte das Regiment schließlich am 17. Oktober nach Ludwigslust. In ihrer Garnisonsstadt hielten die Dragoner feierlichen Einzug.
Als Auszeichnung für die geleisteten Dienste im Feldzug, wurde auf die Metall-Spitze des Standartenüberzuges die Jahreszahlen der Feldzüge 1848 und 1849 aufgebracht.

#### Einsatzverlauf 1849
- 13. Juni – Gefecht bei Waldmichelsbach und Käferthal
- 15.–30. Juni – Unternehmungen des Neckarkorps
  - 15. Juni – Gefechte bei Ladenburg
  - 16. Juni – Gefechte bei Groß-Sachsen
  - 30. Juni – Gefecht bei Oos (2. Eskadron)
- 12. September – Rückmarsch nach Mecklenburg

### 1859 Kriegsbereitschaft
Während des Sardinischen Krieges wurde die deutsche Bundesarmee in Kriegsbereitschaft versetzt. Aus diesem Grund hielten sich die Ludwigsluster Dragoner im April 1859 zum Ausmarsch bereit. Nach Beilegung des Konfliktes konnte die Kriegsbereitschaft der Bundesarmee wieder aufgehoben werden.

### Küstenschutz 1864
Aus Anlass des Deutsch-Dänischen Krieges wurde im Februar 1864 eine mobile Kolonne aufgestellt. Die mobilen Truppen sollten den Schutz der mecklenburgischen Ostseeküste gewährleisten. Für die mobile Kolonne wurde auch ein Zug der Ludwigsluster Dragoner unter Führung des Premierleutnants von Stenglin bereitgestellt. Der Zug wurde nach seiner Verlegung in Warnemünde stationiert. Bis zum Waffenstillstand patrouillierten die Dragoner am dortigen Küstenabschnitt.

### Deutscher Krieg 1866

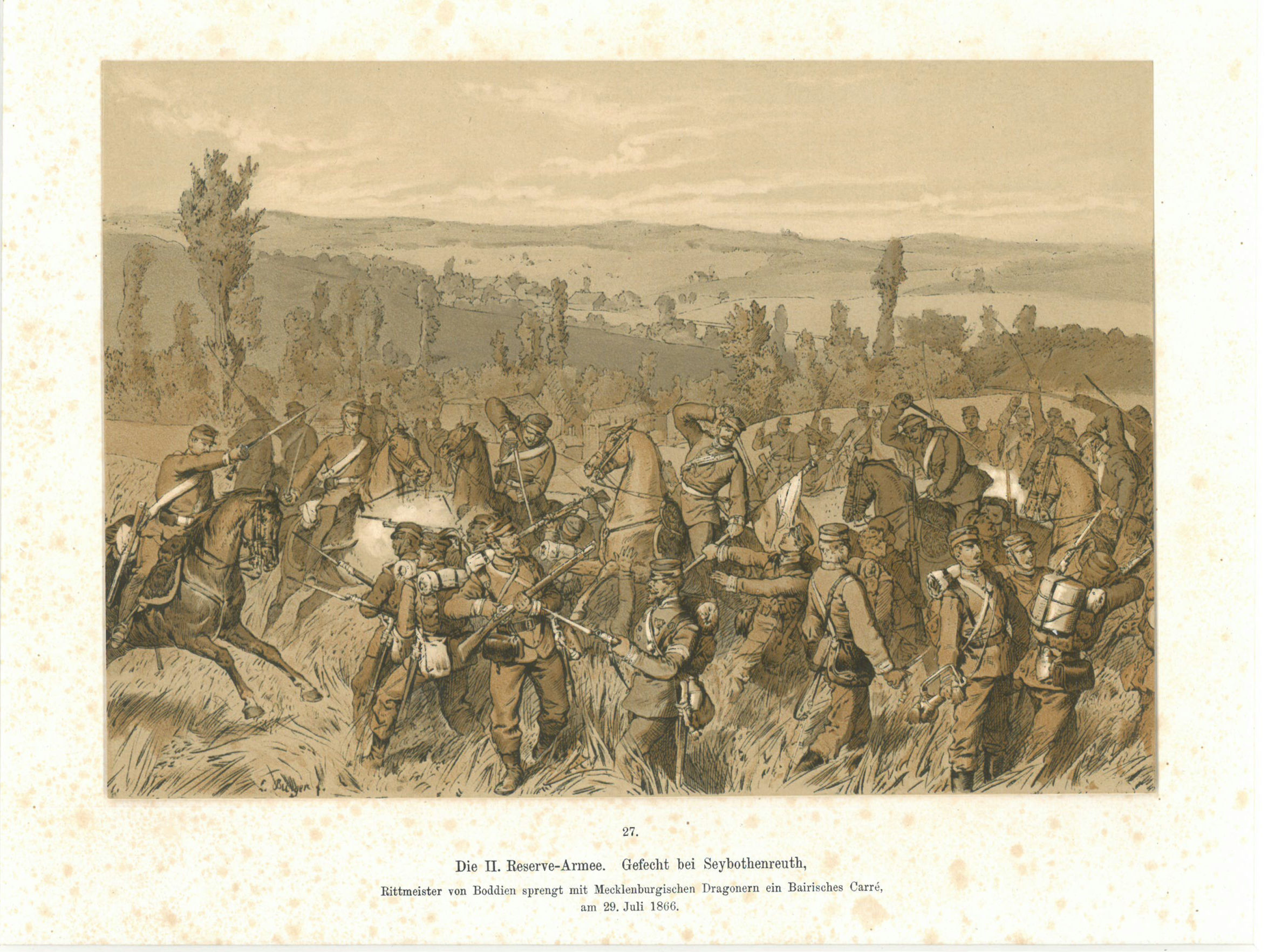
Rittmeister von Boddien sprengt mit Mecklenburgischen Dragonern ein Bairisches Carré, am 29. Juli 1866

Nachdem sich Mecklenburg auf die Seite Preußens gestellt hatte, erließ Großherzog Friedrich Franz II. am 21. Juni den Befehl zur Mobilmachung. Mecklenburg hatte per Vertrag mit Preußen die Besoldung und Ausrüstung zu tragen bzw. bereitzustellen. Preußen übernahm hingegen die Kosten für die Verpflegung, die Einquartierung und den Transport der Truppen. Die mecklenburgischen Truppen wurden folgend in das II. Reserve-Armeekorps eingegliedert. Nachfolgend kam es beim Vormarsch in Bayern zu einem Gefecht. Die von Rittmeister Hugo von Boddien befehligte 1. Eskadron zersprengte am 29. Juli 1866 im Gefecht bei Seybothenreuth die 13. Kompanie des IV. Bataillons des bayerischen Leib-Regiments. Auch die 3. Eskadron unter Rittmeister von Lützow hatte ihren Teil zum erfolgreichen Ausgang des Gefechts beigetragen. Anschließend erhielt das Kontingent den Befehl einen möglichst großen Bereich Bayerns zu besetzen. Zu weiteren Kampfhandlungen kam es nicht mehr. Nach Beendigung des Feldzuges kehrten die Mecklenburger in die Heimat zurück. Am 8. September 1866 hielt der mecklenburgische Verband feierlichen Einzug in Schwerin. Die von Rittmeister Boddien eroberte Fahne der bayerischen Kompanie erhielt einen Ehrenplatz in der öffentlich zugänglichen Waffenhalle des Schweriner Arsenals.

#### Verluste im Gefecht bei Seybothenreuth
- 1. Eskadron
  - Verwundete: 7
  - Pferde-Verluste: 23
- 3. Eskadron
  - Verwundete: 7
  - Pferde-Verluste: 13

### Deutsch-Französischer Krieg 1870/71
Am 16. Juli 1870 machte das Regiment mit den Eskadronen 2. bis 5. mobil. Die mobilisierten Eskadrons zählten zu dieser Zeit 23 Offiziere, 61 Unteroffiziere und 571 Dragoner, hinzu kamen die 77 Offiziers- und 627 Mannschaftspferde.
Die 17. Division bekam zunächst die Aufgabe den Küstenschutz zu gewährleisten. Sie erhielt folgend den Befehl sich in und um Hamburg zu konzentrieren. Am 25. August verließ das Regiment dann Norddeutschland in Richtung Pfalz, von wo aus am 30. August der Vormarsch auf Metz begann. Vor Metz traf das Regiment am 1. September ein. Dort kämpften die Mecklenburger Reiter vorerst im Verband der Einschließungsarmee.
Am 3. September verließ das Ludwigsluster Regiment vorläufig den Verband der 17. Kavalleriebrigade, um die Aufgabe eines Division-Kavallerie-Regiments zu übernehmen. Die 17. Kavalleriebrigade schied gleichzeitig aus dem Verband der 17. Division aus. Sie wurde dem Generalkommando direkt unterstellt und als Kavallerie-Reserve vorgehalten. Am 10. September trat die mecklenburgische Kavalleriebrigade dann wieder in den Divisionsverband ein.
Nachdem sich das Regiment an der Einschließung Toul beteilige, rückte es am 15. September vom dortigen Kriegsschauplatz ab. Das Regiment teilte sich daraufhin kurzzeitig, zwei Eskadronen ritten nach Reims, die anderen beiden nach Chalon. Von dort aus rückte die 2. Eskadron am 23. September zur Einschließung von Soissons aus, während die 4. Eskadron nach Mezieres ausrückte. Am 28. September folgten dann die 3. und 5. Eskadron nach Soissons. Die 2., 3. und 5. Eskadron marschierte von dort aus weiter nach Laon. Diese drei Eskadronen beteiligten sich dann am 8. und 9. Oktober und vom 20. bis 23. Oktober an den Expeditionen nach Orléans. Von dort aus rückten die Eskadronen am 15. November wieder ab, nachdem die 4. Eskadron von Mezieres herangezogen wurde. Die Eskadronen wurden kurzzeitig der 4. Kavallerie-Division zugeteilt, sie stießen dann aber wieder zur 17. Division. Das Regiment operierte vorwiegend gemeinsam mit dem 2. Großherzoglich Mecklenburgisches Dragoner-Regiment Nr. 18 innerhalb der 17. Division. In der Folgezeit beteiligte sich das Regiment an weiteren Schlachten und Gefechten des Feldzuges.
Am 26. Februar 1871 kam es schließlich zum Friedensschluss. Im Anschluss begann das Dragoner-Regiment am 24. März den Rückmarsch in die Heimat. Der feierliche Einzug in Schwerin fand am 14. Juni 1871 statt, die mecklenburgischen Verbände wurden von einer begeisterten Menschenmenge begrüßt.
Am Folgetag trafen die Dragoner in Ludwigslust ein, die Einwohner von Ludwigslust bereiteten dem Regiment ebenfalls einen feierlichen Empfang. Die Demobilisierung erfolgte schließlich am 17. Juni.

#### Expedition gegen St. Quentin
Am 6. Oktober bekam Oberst von Kahlden den Befehl eine Expedition gegen St. Quentin zu unternehmen. Die Stadt sei zu entwaffnen und der dortige Präfekt ist zu verhaften, so lautete der Befehl. Der Präfekt wurde beschuldigt Zivilisten zum Kampf aufzurufen. Die 2., 3. und 5. Eskadron und eine Kompanie des Landwehr-Bataillons Cottbus begannen am 7. Oktober ihren Marsch Richtung St. Quentin. Das Detachement erreichte St. Quentin am 8. Oktober. Auf den Anhöhen vor der Stadt trafen die Dragoner auf gegnerische Truppen, die sich allerdings sogleich zurückzogen. Die Avantgarde des Dragoner-Regiments drang nunmehr in die Vorstadt ein, hier versperrten allerdings zahlreiche Barrikaden den Weg. Beim Erreichen der ersten Häuser wurde das Feuer auf die Dragoner eröffnet. Oberst von Kahlden zog daraufhin die Mecklenburger Dragoner zurück. Leutnant Zimmermann und seine Landwehr-Kompanie erhielten den Befehl die Vorstadt anzugreifen. Trotz heftiger Gegenwehr gelang es der Kompanie Haus für Haus zu nehmen. Auch die Barrikaden stellten für die Fußtruppen kein Hindernis dar, ein Vordringen in den Stadtkern wäre somit möglich gewesen. Der Weg dorthin war aber aufgrund einer zerstörten Brücke sehr erschwert, zudem befanden sich mehrere Bataillone der französischen Nationalgarde in diesem Bereich. Oberst von Kahlden fasste daher den Entschluss, die Dragoner nicht zum Angriff in die Stadt vorzuschicken. Die noch vorhandenen Barrikaden und die zerstörte Brücke machten ein Vordringen der Kavallerie unmöglich. Daher wurde auch die Kompanie der Cottbuser Landwehr zurück befohlen. Das gesamte Detachement trat daraufhin den Rückzug an. Einige Tage später sollte eine erneute Expedition gegen die Stadt unternommen werden. Die Expedition vom 20. bis 23. Oktober führte dann zum Erfolg. Trotz der Gegenwehr von ca. 1.200 französischen Nationalgardisten wurde die Stadt erstürmt und besetzt.

#### Treffen bei Loigny

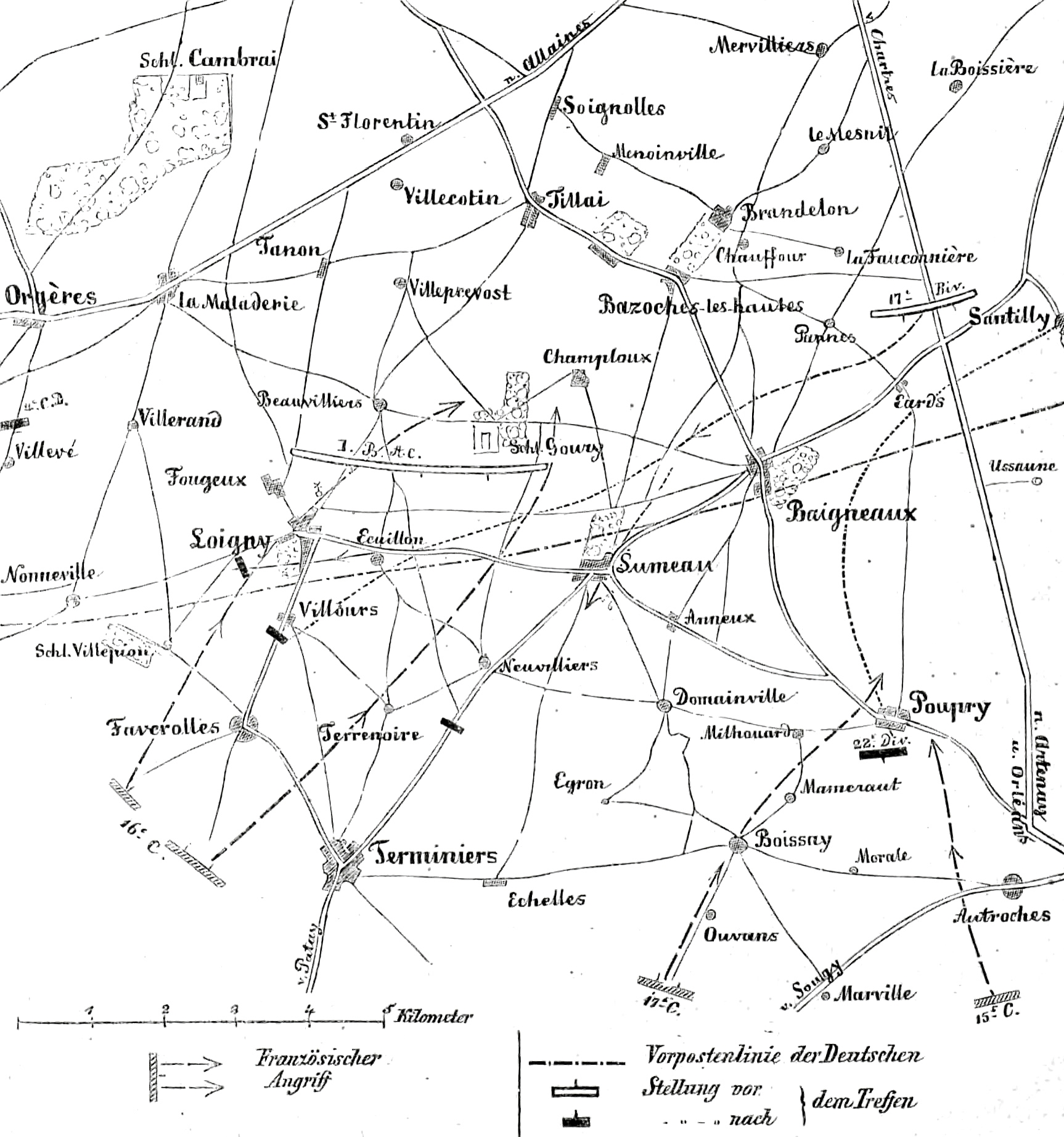
Treffen bei Loigny am 2. Dezember 1870

Am 2. Dezember 1870 kam es zur Schlacht bei Loigny. Im Verlauf der Schlacht griffen die Mecklenburger Eskadronen an unterschiedlichen Örtlichkeiten in das Kampfgeschehen ein.
Die 5. Eskadron des Dragoner-Regiments Nr. 17 – unter Befehl von Rittmeister von Blücher – hatte die Aufgabe die Deckung für die berittenen Artillerie-Batterien der 17. Division zu übernehmen. Am Nachmittag – gegen 2 Uhr – erhielt die Artillerie Befehl südlich des bereits in Brand geschossenen Dorfes Ecuillon vorzugehen und von dort aus den Geländeabschnitt zwischen Villours und Villepion unter Feuer zu nehmen. Zuerst rückte die 1. reitende Batterie vor, diese wiederum gesichert von drei Zügen der 5. Eskadron der mecklenburgischen Dragoner. Als diese Batterie die südlich von Ecuillon gelegene Position erreichte, wurde eine verdeckt liegende französische Schützenlinie mehrere hundert Meter voraus sichtbar.
Die Batterie protzte sofort ab, um folgend die französische Schützenlinie unter Beschuss zu nehmen. Die gegnerischen Schützen wurden durch den Artilleriebeschuss zum Rückzug auf Villours gezwungen. Im selbigen Zeitraum attackierten die Dragoner die zurückweichenden feindlichen Schützen, welche vom Angriff völlig überrascht wurden. Auf freiem Feld kam es dann zum Gefecht, in dessen Folge zahlreiche Gefangene eingebracht wurden.
Die 5. Eskadron hatte lediglich fünf verletzte Pferde zu beklagen.

#### Gefechtskalender 1870/71

##### 1870

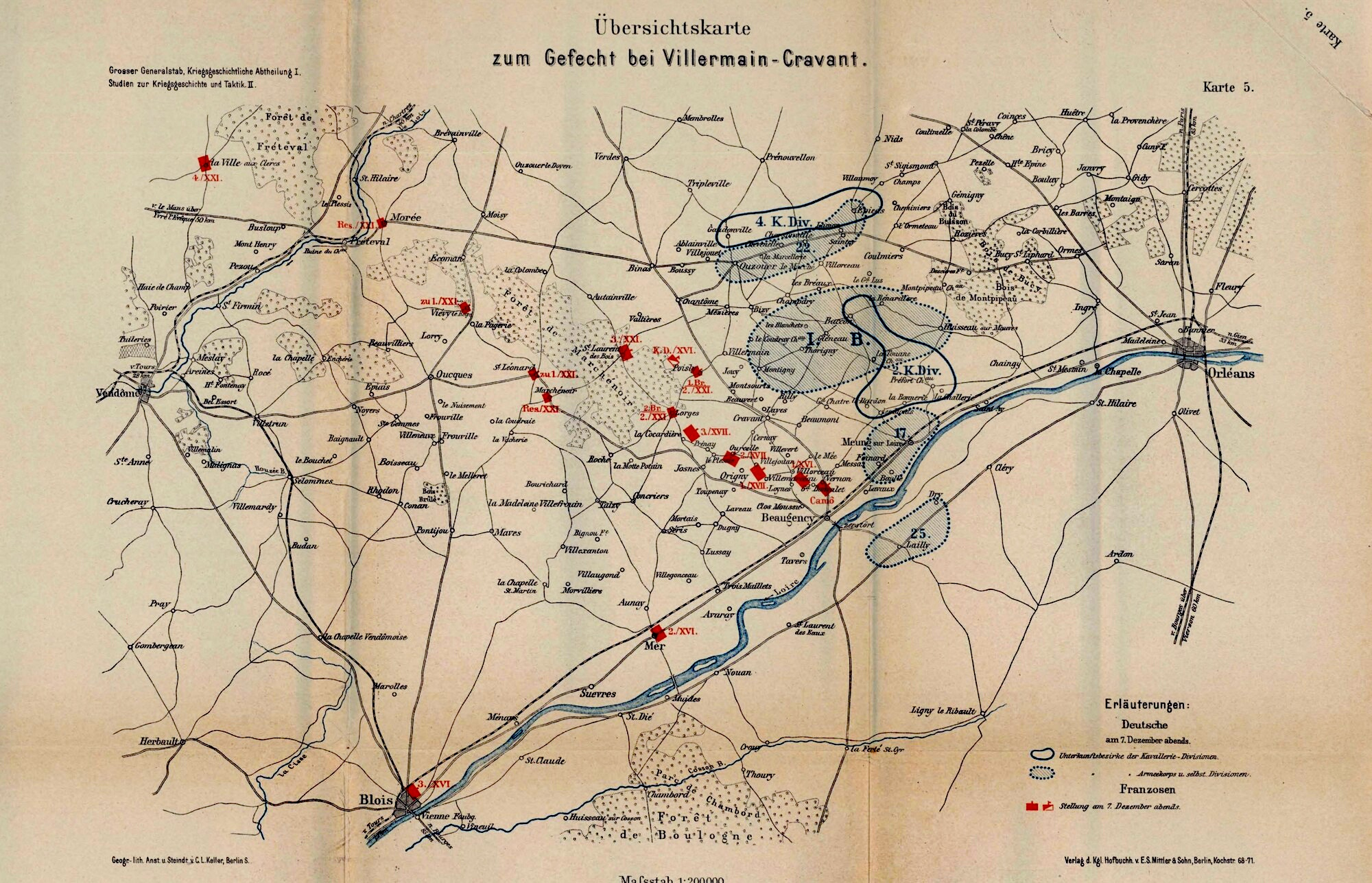
Einsatz der 17. Division, Gefecht bei Meung rechtes Loire Ufer

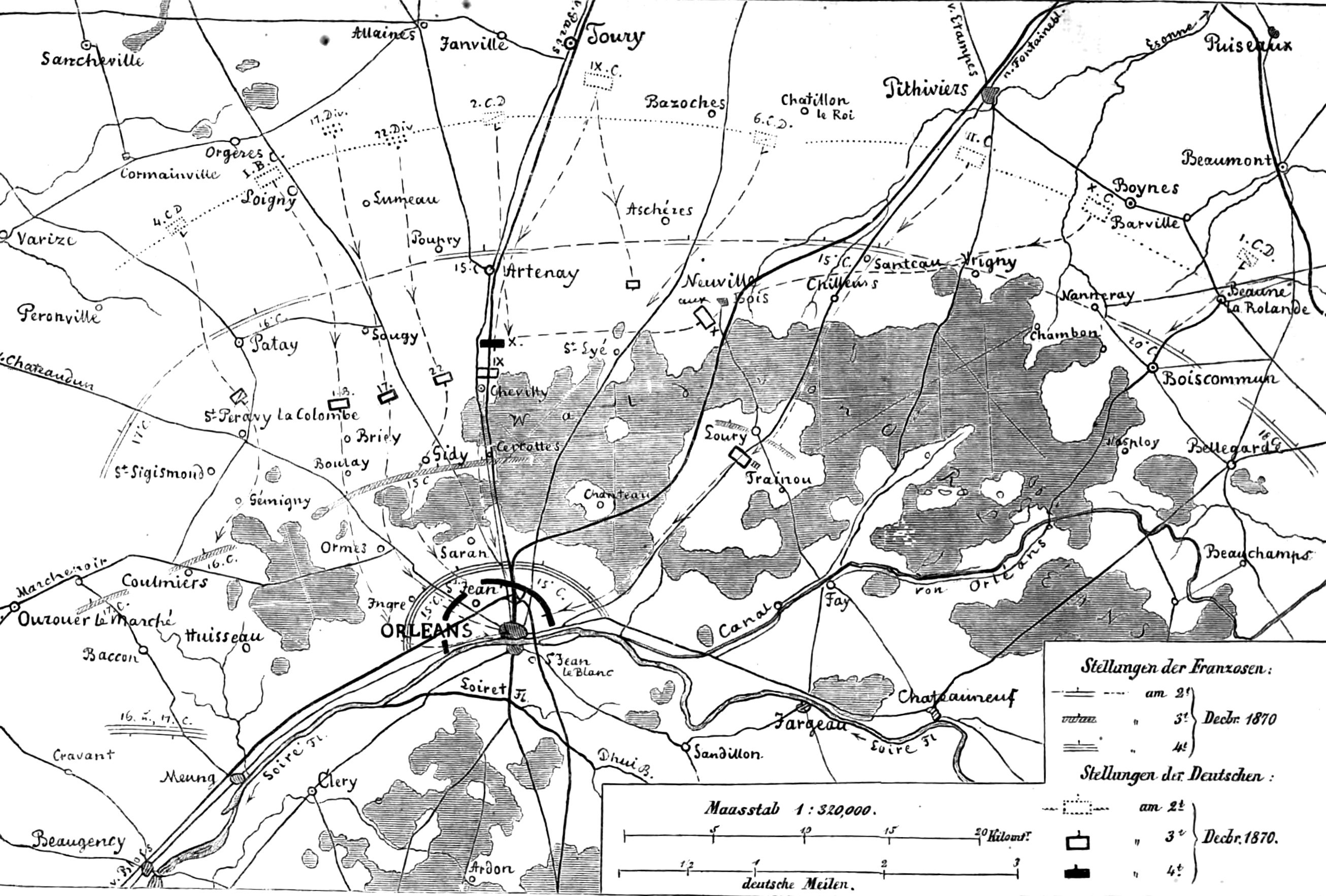
Die Schlacht von Orléans 1870

- 01. bis 10. September – Einschließung von Metz
- 12. bis 14. September – Belagerung von Toul
- 24. September bis02. Oktober – Belagerung von Soisson (2. Eskadron)
  - 24. September – Attacke gegen Infanterie bei Soisson (1. Halbzug)
- 25. September bis02. November – Einschließung von Mézières (4. Eskadron)
- 08. bis 21. Oktober – Expedition gegen St. Quentin
  - 08. Oktober – Gefecht in der Vorstadt von St. Quentin (ohne 1. Eskadron)
- 25. November – Gefecht bei Brou
- 02. Dezember – Schlacht bei Loigny-Poupry
- 03. bis04. Dezember – Schlacht von Orléans
- 07. Dezember – Gefecht bei Meung
- 08. Dezember – Schlacht bei Beaugency-Cravant
  - 09. Dezember – Gefecht bei Villorceau
  - 10. Dezember – Gefecht bei Villejouan
- 12. Dezember – Gefecht bei Ouiques
- 14. Dezember – Attacke gegen Infanterie bei Morée (1. Zug)
- 27. Dezember – Gefecht bei Moree

##### 1871
- 09. Januar – Gefecht bei Connere und Thoringe
- 10. bis 12. Januar – Schlacht von Le Mans

#### Verlustzahlen 1870–71
- Gefallene: 9 Tote
- Krankheit (verstorben): 16 Tote[37]

### Erster Weltkrieg 1914–1918

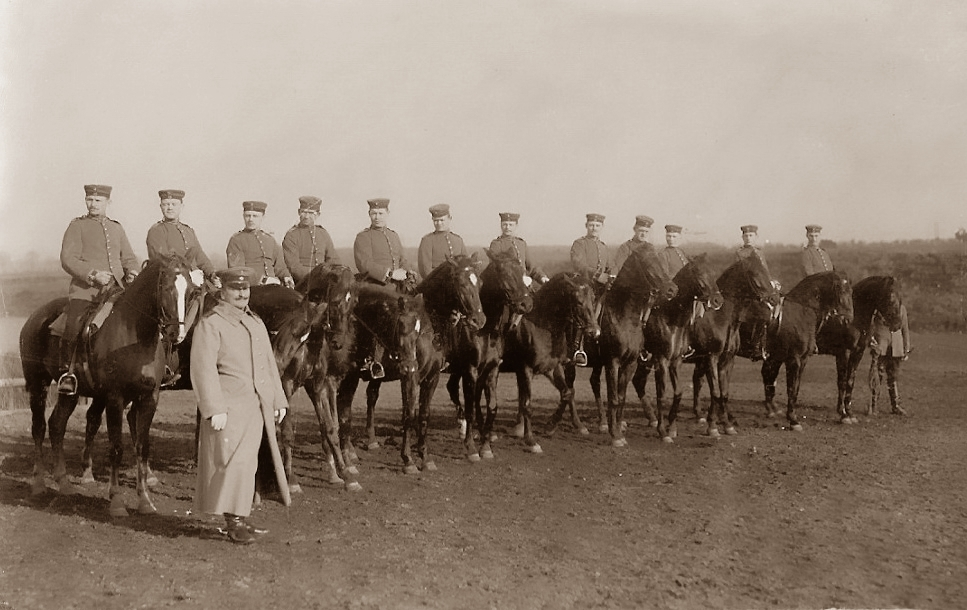
Dragoner des 1. Großherzoglich Mecklenburgischen Dragoner-Regiments Nr. 17

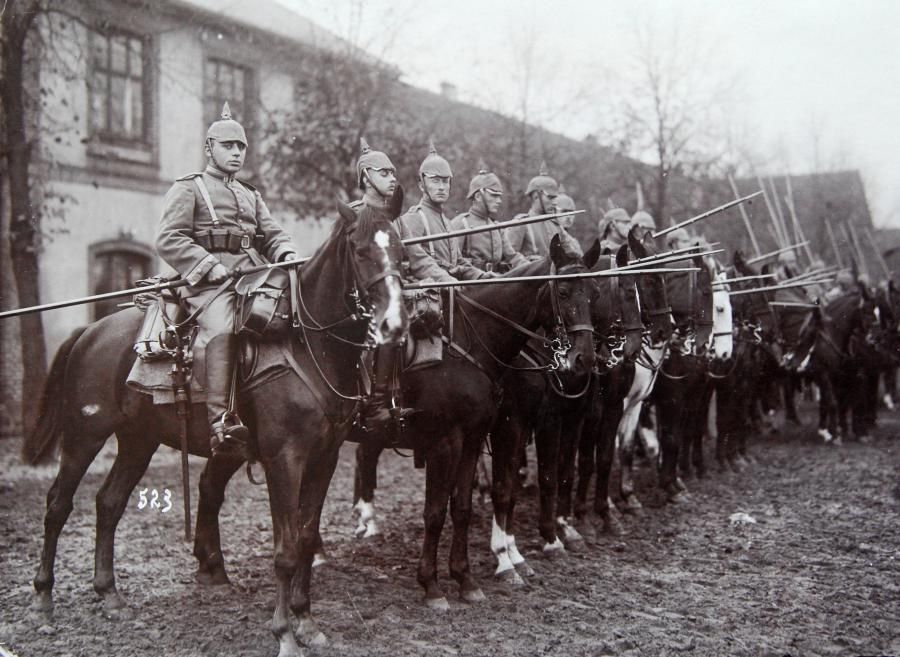
Aufgesessene Dragoner des 1. Großherzoglich Mecklenburgischen Dragoner-Regiments Nr. 17.

Das 1. Großherzoglich-Mecklenburgische Dragoner-Regiment Nr. 17 machte am 2. August 1914 mit seinen Eskadrons mobil. Nachfolgend wurde das Regiment an den westlichen Kriegsschauplatz transportiert, wo die Entladung östlich von Aachen erfolgte. Am 4. August überschritt das Regiment dann im Verband der 4. Kavallerie-Division die belgische Grenze bei Gemmenich. Alle folgenden Kampfhandlungen wurden im Verband der 17. Kavallerie-Brigade durchgeführt.

#### Einsatzverlauf Westfront 1914
Den ersten Feindkontakt hatten Teile der 4. Kavallerie-Division im Ort Vise, wo sich ein Feuergefecht mit belgischen Gendarmen entwickelte. Die Maasbrücken im Ort waren bereits zerstört, auch die Kähne waren unbrauchbar gemacht worden. Daher war ein sofortiger Maasübergang nicht mehr möglich.
Hauptaufgabe der Kavallerie war das aufklärende Vorgehen. Die 2. und 4. Kavallerie-Division erhielten jedoch den weitergehenden Auftrag nördlich um Lüttich herumzugreifen. Am 5. August setzten die Aufklärungs-Eskadrons bei Lixhe über die Maas, darunter auch die 2. Eskadron der Ludwigsluster Dragoner. Nachfolgend errichteten Deutsche Pioniere weitere behelfsmäßige Brücken für den Übergang. So konnten dann auch die restlichen Verbände den Übergang vollziehen.
Am 10. und 11. August kam es dann in den Orten Linsmeau und Velm zu gewaltsamen Übergriffen auf die belgische Zivilbevölkerung und deren Eigentum. Die 17. Kavallerie-Brigade bzw. die 4. Kavallerie-Division waren unmittelbar daran beteiligt.
Eines der dramatischsten Ereignisse des Krieges ereilte die Mecklenburger Dragoner beim Gefecht von Halen am 12. August 1914. Nach dem Gefecht von Halen kämpfte das Ludwigsluster Regiment weiterhin im Verband der 4. Kavallerie-Division in der Marneschlacht und in der Schlacht an der Aisne und Oise. Beide Mecklenburger Dragoner-Regimenter verblieben noch bis November 1914 auf dem westlichen Kriegsschauplatz. Nachfolgend wurde das Regiment an die östliche Front transportiert. Dort beteiligten sich die Mecklenburger Dragoner am Kampfgeschehen der nächsten Kriegsjahre.

#### Einsatzverlauf Ostfront 1914–1918
Anfangs beteiligte sich das Regiment an den Gefechten während des Vormarsches auf Warschau. Im Anschluss beteiligten sich die mecklenburgischen Dragoner am Kampf um Kowno. Es folgte im September 1915 die Schlacht bei Wilna. Die Schlacht bildete die letzte Möglichkeit den russischen Gegner in Bewegung zu stellen. Im November 1915 erstarrte auch die Front im Osten im Stellungskrieg. Die mecklenburgischen Dragoner gingen anschließend vor Dünaburg in Stellung.
Im Herbst 1916 musste die 4. Kavallerie-Division dann ihre Pferde abgeben. Die Regimenter des Verbandes waren von nun an größtenteils unberitten. Diese Maßnahme war auch eine Folge des fortdauernden Stellungskrieges an der östlichen Front und des daraus resultierenden vorwiegend infanteristischen Einsatzes der Eskadrons.
Die Schlacht um Riga im September 1917 war schließlich die letzte größere militärische Operation, an der sich das Regiment im Verband der 17. Kavalleriebrigade beteiligte. Im Verlauf der Kampfhandlungen wurde die Brigade am 2. September der Ostgruppe von General der Infanterie v. Kathen unterstellt.
Nach dem Waffenstillstand am östlichen Kriegsschauplatz, wurde das Regiment ab Februar 1918 in Livland bzw. Estland eingesetzt. Die 4. Kavallerie-Division wurde im April 1918 erneut an die Westfront verlegt. Die Mecklenburger Dragoner verblieben allerdings bis zum Kriegsende im Bereich der Ostfront. Im Bereich des Generalkommandos 60 – nördlich von Dorpat – wurde das Regiment vom 4. März an bis Kriegsende eingesetzt. Die Bandenbekämpfung und die Wahrnehmung von Besatzungsaufgaben gehörte ab diesem Zeitpunkt zu den Hauptaufgaben der Mecklenburger. Am 18. Dezember 1918 begann der Abmarsch aus dem Einsatzgebiet Dorpat in Richtung Riga. In Tigniz kam es dann am folgenden 22. Dezember zur Auseinandersetzung mit den dortigen estnischen Truppen. Bei dieser Auseinandersetzung zeichneten sich insbesondere die Eskadrons des Dragoner-Regiments Nr. 17 aus. Ihre Standhaftigkeit gegenüber den feindlich gesinnten Truppen verhinderte ein Abschneiden der Kolonne. In Riga trafen die Dragoner schließlich am 27. Dezember ein. Am 31. Dezember begann von dort aus der Abtransport in die Heimat. Die letzten Teile des Regiments traten jedoch erst am 10. Januar 1919 den Rückmarsch in die Heimat an.
Wie alle deutschen Kavallerie-Regimenter des Heeres, erlitten auch die Ludwigsluster zahlreiche Verluste.

#### Gefecht bei Halen 1914

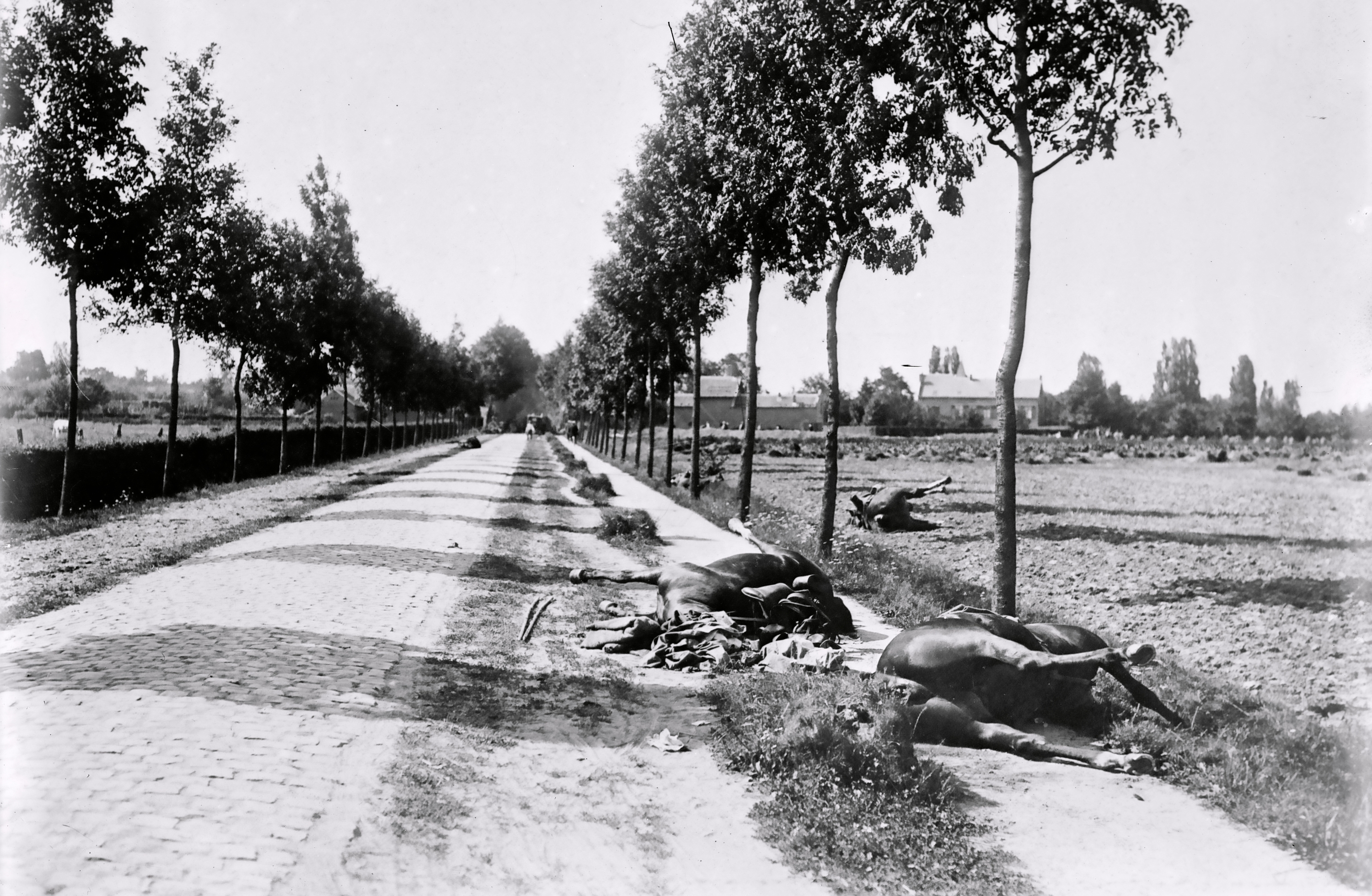
Die Straße Halen–Diest, nach den Kämpfen vom 12. August 1914.

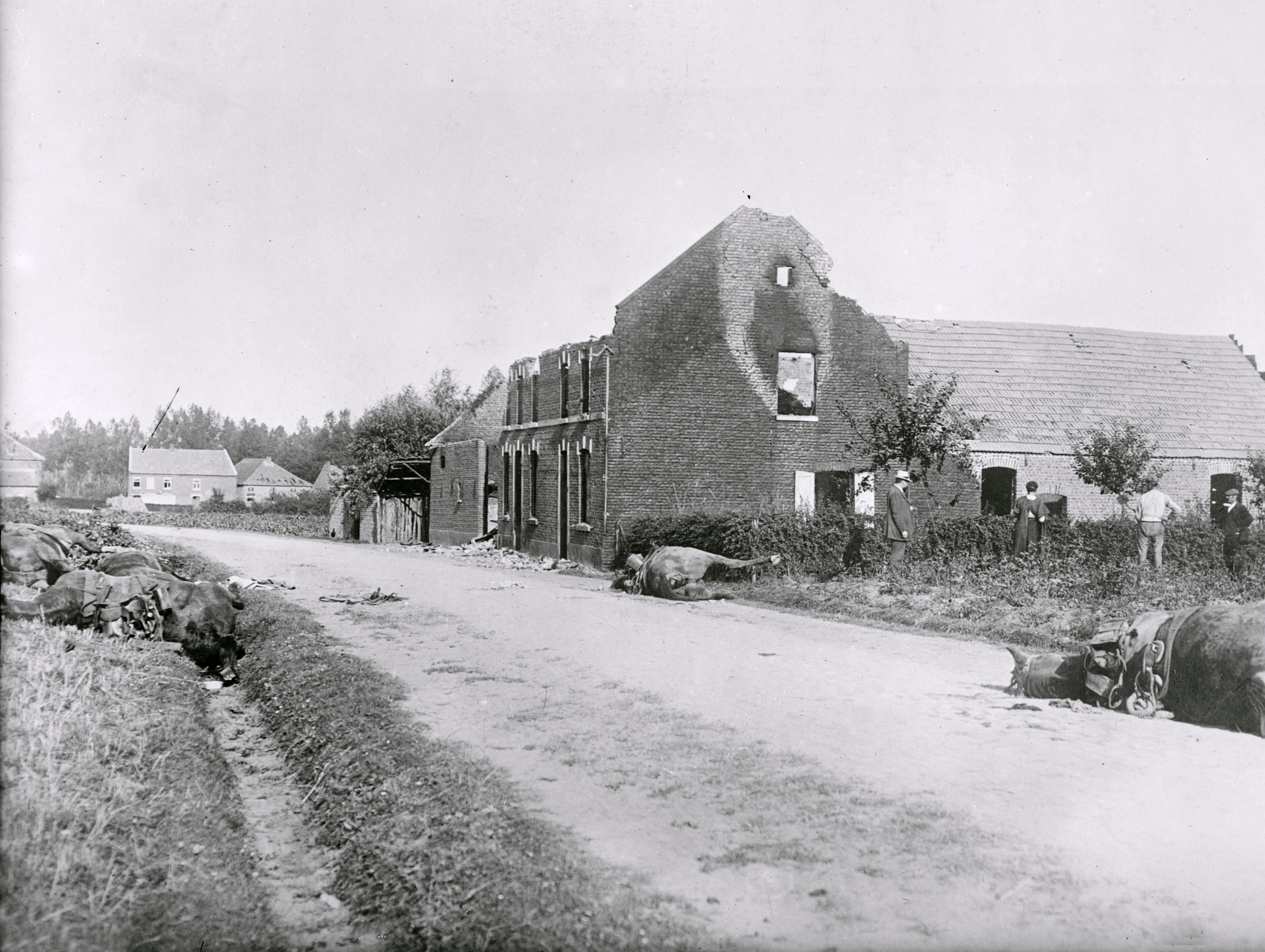
Die Straße Halen–Diest, nach den Kämpfen vom 12. August 1914.

Am 12. August kam es zum Gefecht bei Halen, dem letzten Gefecht aufgesessener Kavallerieverbände. Halen sollte genommen werden, denn nur hier und bei Zelck waren die Brücken über die Grote Gete noch intakt, wobei Zelck von belgischen Truppen besetzt war.
Das Dragoner-Regiment Nr. 17 wurde bereits beim Einreiten – am Nordwestrand – in Halen von feindlicher Artillerie beschossen. Eine Aufklärungspatrouille unter Führung von Leutnant der Reserve von Bernstorff-Karin wurde zur Erkundung der vorliegenden Höhen entsendet. Die Patrouille konnte eine starke feindliche Besetzung feststellen. Daher beschloss der Kommandeur der 17. Kavallerie-Brigade Generalleutnant von Garnier gegen die Artilleriebatterien auf der Erhebung bei Hontsum eine Attacke reiten zu lassen. Allerdings in der irrtümlichen Annahme, dass diese kaum Widerstand leisten würden. Ziel der folgenden Attacke war die Batterie bei Hontsum und eine weiter südlich gelegene Batterie. Eine Angriffslinie konnte sich aufgrund der von Gräben und Zäunen durchzogenen Felder nicht entwickeln. Es blieb nur der schmale Weg nach Diest, von dem aus die Attacke in Kolonne zu je vier Reitern geführt wurde. Die erste belgische Linie wurde überritten. Am Ortseingang von Zelck stießen die mecklenburgischen Reiter jedoch auf mit Draht verstärkte Barrikaden aus Fuhrwerken und Buschwerk. Die feindlichen MG-Stellungen, die in den umliegenden Häusern Stellung bezogen hatten, nahmen die Reiter zudem umgehend unter Beschuss. Das hatte zur Folge, dass die von Rittmeister von Bodecker geführte 2. Eskadron des Dragoner-Regiments Nr. 17 fast vollständig vernichtet wurde. Rittmeister von Bodecker wurde schwer verletzt und geriet in Gefangenschaft. An der Spitze der 3. Eskadron war der Regimentsstab der 2. Eskadron gefolgt, auch sie wurden von Artillerie- und Infanteriegeschossen eingedeckt. Ein Herankommen – zu Pferde – an den Feind schien unmöglich. Der Regimentskommandeur befahl daraufhin der 3. Eskadron – von Rittmeister von Maltzan befehligt – sich nach Halen zurückzuziehen und den Angriff zu Fuß fortzusetzen. Die Leib-Eskadron attackierte währenddessen die feindlichen Verbände westlich der Straße Halen–Diest. Wenige von ihnen gelangten bis an die belgische Linie, denn auch ihnen schlug schweres Infanterie- und MG-Feuer entgegen. Das schwierige Kampfgelände bot jedoch keine Möglichkeit, dem feindlichen Beschuss zu entgehen. Rittmeister von Kalnein – Kommandeur der Leib-Eskadron – fiel im gegnerischen Feuer. Von der Leib-Eskadron und der 2. Eskadron kehrten lediglich 13 Mann zu Fuß zurück. Die Reste des Regiments sammelten sich im Anschluss südlich von Halen.
Die nächste Attacke führten die Dragoner des Dragoner-Regiments Nr. 18 an, deren erste Angriffswelle vom belgischen Maschinengewehrfeuer regelrecht niedergemäht wurde. Daraufhin stürzten die nachrückenden Reiter über die Kadaver der erschossenen Pferde und blockierten so den Angriffsweg. Es gelang nur wenigen Dragonern, in die belgischen Stellungen einzudringen, jedoch ohne irgendeinen militärischen Erfolg zu erzielen. Nachfolgend setzten das Kürassier-Regiment „Königin“ (Pommersches) Nr. 2 und das 2. Pommersche Ulanen-Regiment Nr. 9 zum Angriff an. Aber auch sie konnten die belgischen Einheiten nicht aus ihren Stellungen verdrängen. Insgesamt acht Attacken ritt man gegen die feindlichen Fußtruppen, ohne Aussicht auf Erfolg. Die Gesamtverluste bezifferten sich auf 492 Reiter und 843 Pferde. Das Dragoner-Regiment Nr. 17 verlor acht Offiziere und 159 Mann, hinzu kam der Verlust von 165 Pferden. Das Dragonerregiment Nr. 17 und Nr. 18 gliederten sich nach diesen Verlusten aus jeweils zwei Eskadronen.
Die Hauptursache des Fehlschlages lag im Angriffsbefehl an sich, der im eindeutigen Widerspruch zu den Exerzierregeln stand. Diese besagten eindeutig, das Attacken nur auf erschütterte Infanterie und Artillerie auszuführen seien. Allerdings verschaffte diese Attacke der eigenen Artillerie den zeitlichen Rahmen, um in Stellung zu gehen. Der Artillerie gelang es schließlich, die feindliche Artillerie auf den Höhen von Hontsum zum Schweigen bringen.
Als Folge des Gefechts von Halen wurde die Heereskavallerie nur noch für defensive Aufgaben herangezogen.

#### Gefecht bei Néry 1914

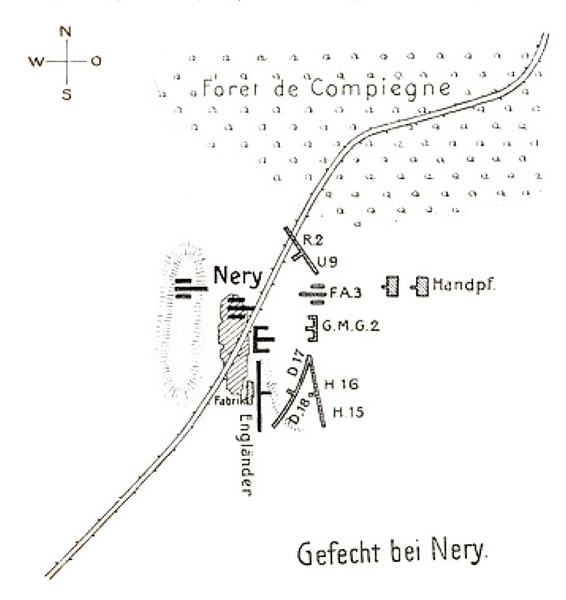
Gefecht bei Nery am 1. September 1914

Am 1. September kam es zum Gefecht bei Néry. Im Verband der 4. Kavallerie-Division gingen die mecklenburgischen Dragoner auf Paris vor und hatten folgend den Befehl erhalten, den Wald bei Compiegne am 1. September in der Frühe zu passieren.
Am Morgen des 31. August begann der Vormarsch. Während des Vormarsches gelang es der 4. Kavallerie-Division – um 1.30 Uhr am 1. September – die englischen Besatzungen einiger Lastkraftwagen bei der Ortschaft Bethisy gefangen zunehmen. Nachfolgend wurde die Gegend abgesucht und mit der Aufklärung derselben begonnen. Generalleutnant von Garnier erhielt schließlich die Meldung über ein englisches Artillerie-Biwak bei Nery und befahl daraufhin den Angriff. Die 17. Kavallerie-Brigade nahm ihre Position südöstlich auf den Höhen ein, hinter sich zwei Batterien Feldartillerie. Artillerie und die Maschinengewehrabteilung der Division eröffneten, auf eine Entfernung von 800 m, das Feuer auf das feindliche Biwak. Die Division setzte folgend zur abgesessenen Attacke an, welche die biwakierenden englischen Truppen völlig überraschte. Der Vorteil der Überraschung währte allerdings nur kurz, die Schützenlinie der Mecklenburger wurde durch gegnerisches Artilleriefeuer eingedeckt. Verstärkt durch die Husaren der Division, gelang das Vordringen bis auf 500 m an den Dorfrand. Auch der Gegner führte weitere Verbände ins Gefecht und versuchte seinerseits, die mecklenburgischen Dragoner einzuschließen. Die Lage sollte sich daraufhin weiter verschärfen, da die erhoffte Verstärkung durch die 2. und 9. Kavallerie-Division ausblieb. Bei Anbruch der Dunkelheit gelang schließlich der Ausbruch. Umringt von den feindlichen Truppen konnte der deutsche Verband unbemerkt in den Wald bei la Chapelle gelangen. Unmittelbar vor der dort gelegenen Chaussee machte der deutsche Verband halt, da die feindlichen Verbände über diesen Weg ihre Truppen nach Paris zurück führten. Die Mecklenburger mussten hier bis zum Vormittag des 3. September ausharren, erst dann konnte ein Ausweg erkundet werden. Am Abend wurde schließlich das Biwak bei Nateuil bezogen.

#### Schlacht bei Wilna 1915
Am 19. August begann der Angriff des deutschen Ostheeres im Raum Wilna. Der Angriff hatte zum Ziel, durch Umfassung des nördlichen russischen Flügels in dessen Rücken zu gelangen und die russischen Verbände vernichtend zu schlagen. Die 1. und 4. Kavallerie-Division unter Befehl von Generalleutnant von Garnier befanden sich zu diesem Zeitpunkt nördlich der Wilia bei Kiemiele, wo sich der Gegner in befestigten Stellungen verschanzte. Im Verband des 6. Kavalleriekorps drängte das Regiment die russische Kavallerie am 9. September nach Nordosten zurück. Auf Befehl des Generalfeldmarschalls von Hindenburg hatte das 6. Kavalleriekorps dann gegen die Flanke und den Rücken der bei Wilna standhaltenden Russen vorzugehen. Primärziel sollte der Bahnknotenpunkt Molodecnzo sein. Am 13. September setzte sich das Korps über Swenzjany in Marsch. Die 4. Kavallerie-Division griff schließlich am 15. September Soly an und konnte es folgend einnehmen. Von Soly ausgehend rückten die Regimenter der 4. Kavallerie-Division nach Südwesten vor. Hier trafen sie jedoch auf überlegene feindliche Verbände und mussten daher bis nördlich Smorgon zurückweichen.
In der Nacht zum 18. September räumten die russischen Verbände Wilna. Hierdurch wurde die deutsche Umfassungsabsicht gefährdet, da sich die russischen Verbände so der Einschließung entziehen konnten.
Generalleutnant von Garnier erhielt am 22. September den Befehl, mit der 4., 9. und der Bayerischen Kavallerie-Division des 6. Kavallerie-Korps die Armeeflanke zu sichern und in den Rücken der russischen Verbände zu gehen. Dazu kam es nicht mehr, die Russen nahmen am selben Tag den vorgesehenen Sammelpunkt Sosenka. Nachfolgend kam es in den Abschnitten des Ostheeres zu schweren Kämpfen. Die 4., 9. und die Bayerische Kavallerie-Division sollten dann am 26. September gegen russische Kavallerie bei Dolhinow vorgehen. In der Zwischenzeit konnte der Gegner aber weitere starke Verbände heranführen. Die durch die deutsche Militär-Führung beabsichtigte Umfassung der russischen Verbände war hiermit endgültig gescheitert. Die eigene Truppenstärke erwies sich als nicht ausreichend. um eine derartige Unternehmung weiterzuführen. Es galt jetzt den Übergang in den Stellungskrieg voranzutreiben. Noch am 26. September hielten die 4. und die Bayerischen Kavallerie-Division an der Wilia in der Linie Kamininka–Dolhinow–Milcza. Trotz der heftigen Angriffe der russischen Truppen gelang am 27. September die Loslösung vom Gegner. Nachfolgend war es die Aufgabe der Kavallerie die Bewegung der 10. Armee zu decken. In der Zeit vom 28. bis 30. September wich dann das 6. Kavalleriekorps staffelweise in die Linie Miadziol-Postaway zurück.
Im Ergebnis der Schlacht um Wilna konnten bedeutende Geländegewinne erzielt werden. Die Vernichtung bedeutender Teile des russischen Heeres gelang allerdings nicht. Diese Schlacht war eine der letzten großen Bewährungsproben des 1. Großherzoglich Mecklenburgischen Dragoner-Regiments Nr. 17.

#### Gefechtskalender 1914–18

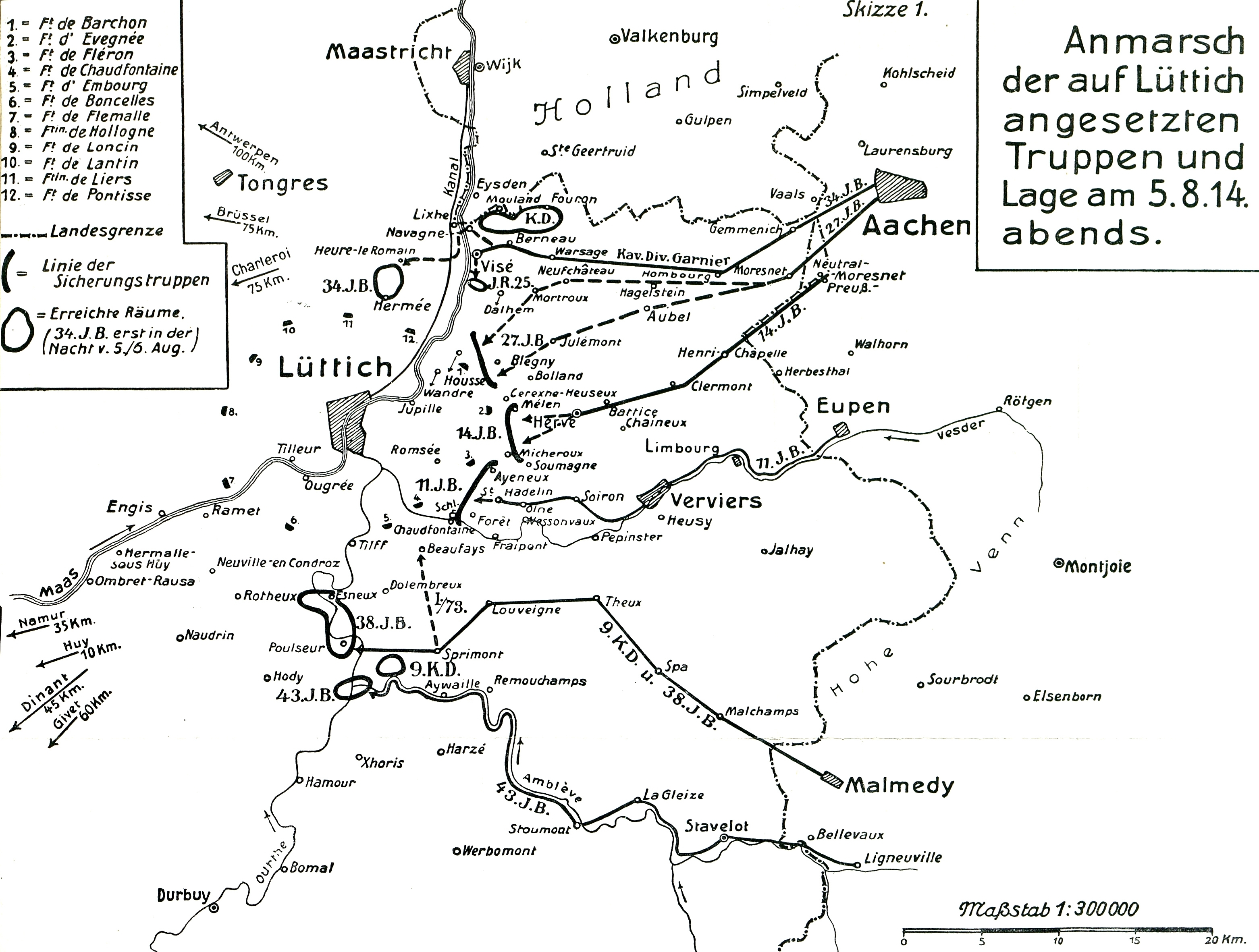
Vormarsch auf Lüttich

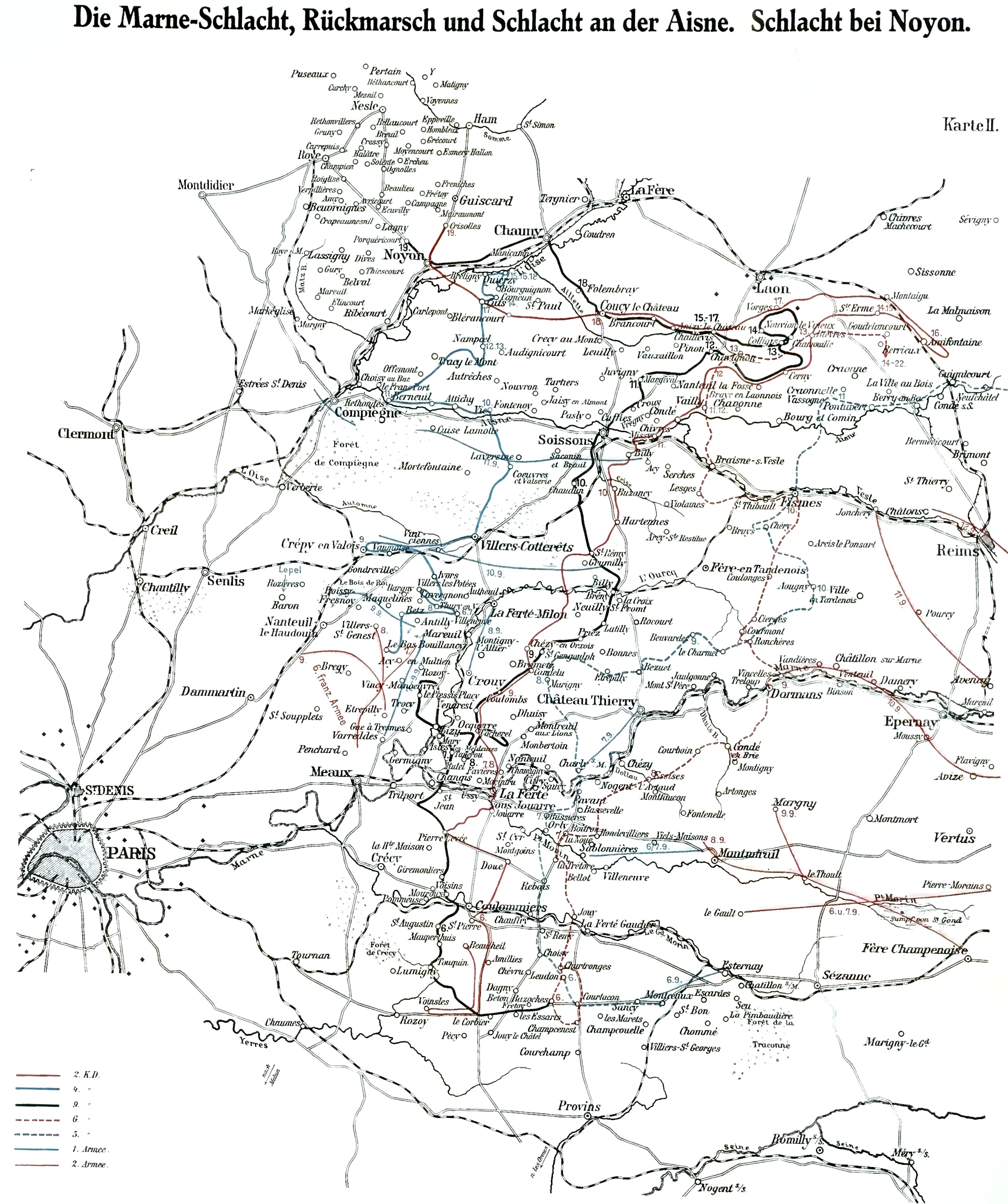
Die 4. Kavallerie-Division im Frankreich-Feldzug 1914.

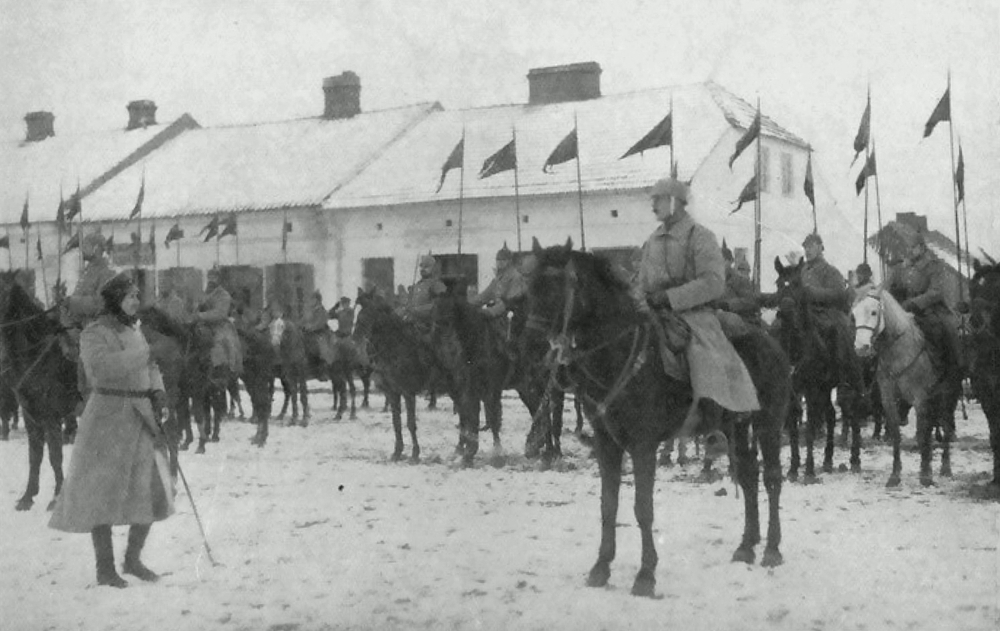
Großherzog Friedrich Franz IV. beim Besuch seiner mecklenburgischen Dragoner an der Ostfront im Dezember 1914.

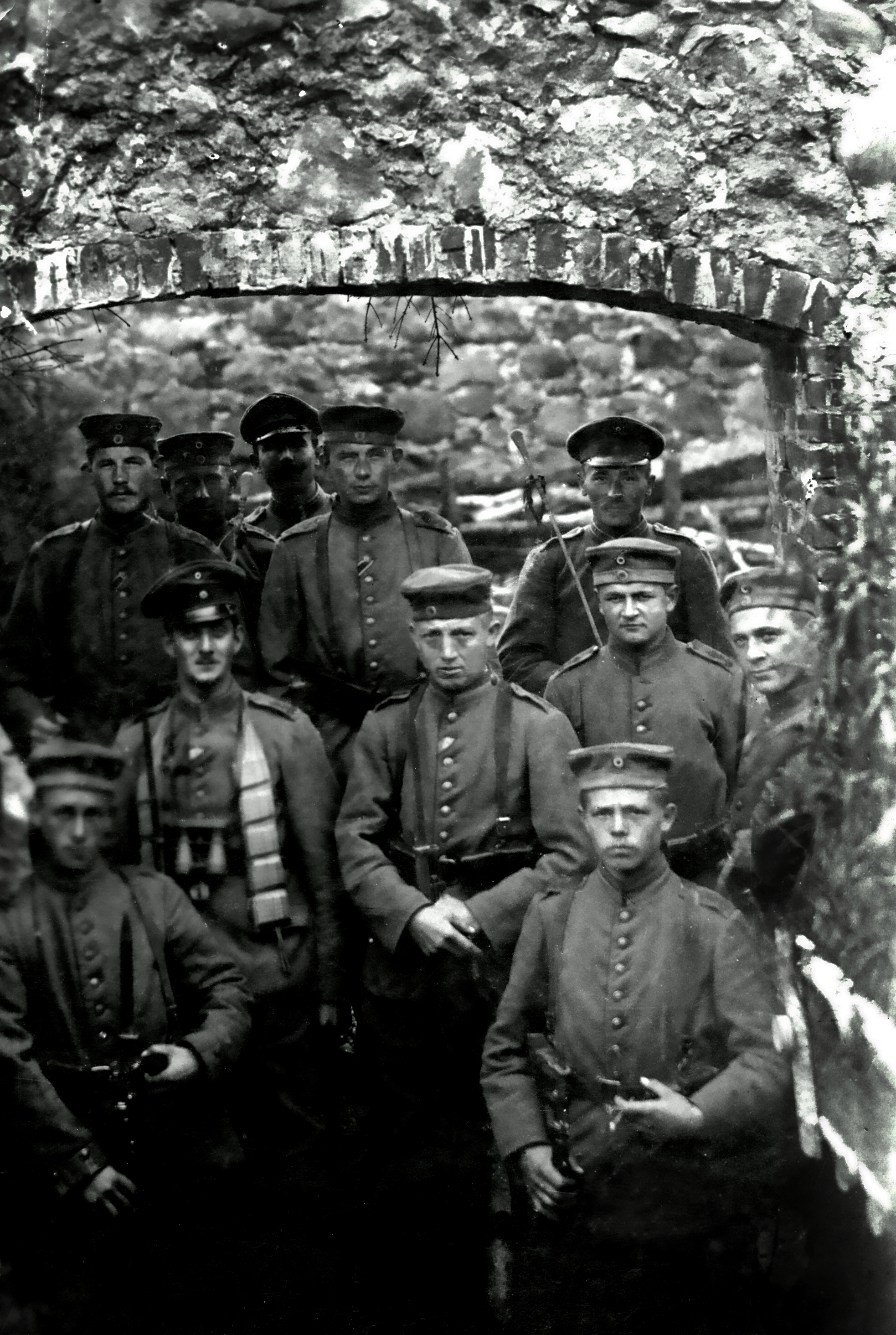
Mecklenburger Dragoner im Stellungskrieg bei Dünaburg an der Ostfront 1916

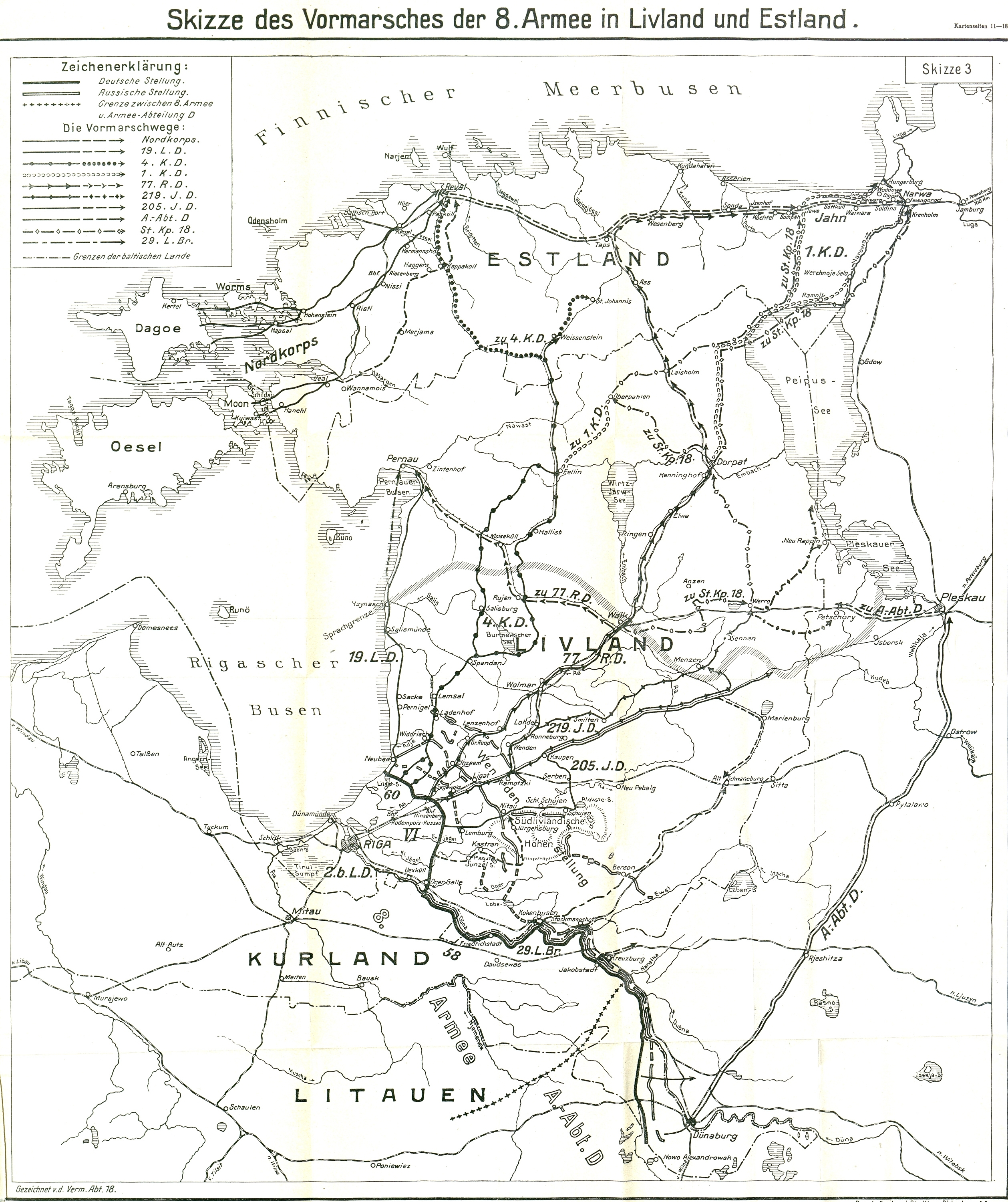
Vormarsch der 8. Armee in Livland und Estland Februar/März 1918

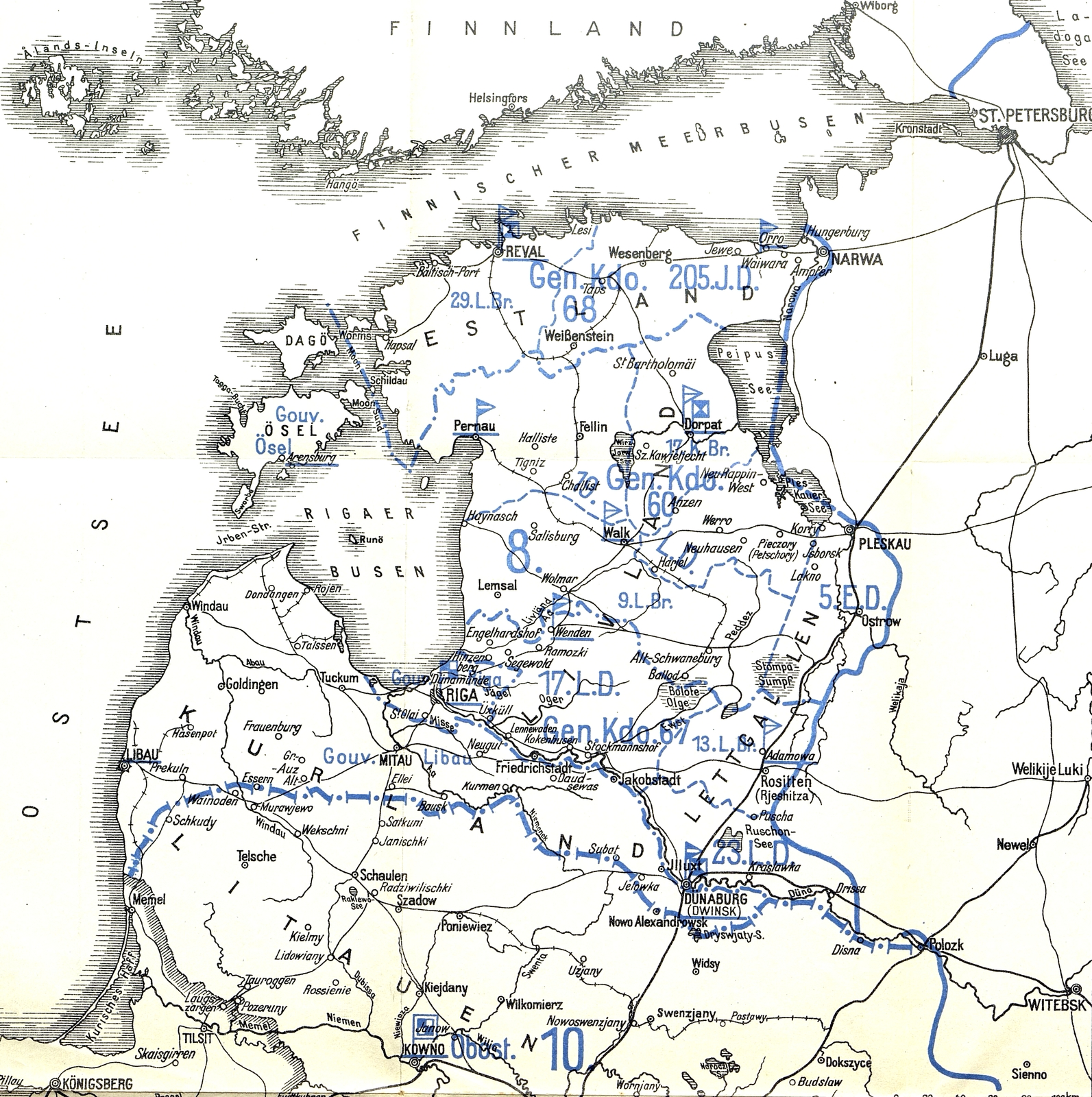
Die „17. Kavallerie-Brigade“ in Livland Anfang November 1918

##### 1914
- 04. bis 22. August – Vormarschgefechte in Belgien
  - 08. August – Gefecht bei St. Trond
  - 10. August – Gefecht bei Linsmeau und Orphey–Lissem
  - 12. August – Gefecht bei Halen
- 23. bis 24. August – Schlacht bei Mons
  - 24. August – Gefechte bei Tournai
- 25. bis 27. August – Schlacht bei Solesmes und Le Cateau
  - 25. August – Gefecht bei St. Aubert
  - 26. August – Gefecht bei Bethencourt
- 29. August bis 5. September – Vormarsch und Aufklärung vor der 1. Armee
  - 31. August – Auftrag Sprengung der Bahnstrecke Villers–Cotterets–Crepy en Balois[67]
  - 01. September – Durchbruch durch die britischen Linien bis La Chapelle, nordöstlich Paris
  - 01. September – Gefecht bei Nery, südlich Compiegne
- 05. bis 11. September – Schlacht am Ourcq und am Petit Morin
  - 05. September – Gefecht bei Bregy–Bouillancy
  - 07. September – Gefecht bei Thury en Balois und Autheuil en Balois
  - 08. September – Gefecht bei Cuvergnon
  - 09. September – Gefecht bei Baumoise
- 12. bis 16. September – Schlacht an der Aisne
  - 13. September – Gefecht bei Nampcel
  - 15. bis 16. September – Gefecht bei Quierzy
- 17. bis 23. September – Schlacht bei Noyon und Kämpfe zwischen Oise und Somme
  - 17. September – Gefecht bei Cuts
  - 24. September – Gefecht bei Douai
- 24. September bis 1. Oktober – Schlacht an der Somme
  - 26. September – Gefecht bei Beugny
  - 27. September – Gefecht bei Ervillers
  - 28. September – Gefecht bei Courcelles
  - 29. September bis 1. Oktober – Gefecht bei Croisilles, St. Leger, Ervillers und Achiet le Grand
- 02. bis 14. Oktober – Schlacht bei Arras
  - 03. Oktober – Gefecht bei Courrières
  - 04. Oktober – Gefecht bei Pont-à-Vendin
  - 05. Oktober – Gefecht bei Loos und Grenay
  - 06. bis 8. Oktober – Gefechte bei Lens und Liévin
  - 10. Oktober – Gefecht bei Herlies und Reuve Chapelle
  - 11. Oktober – Gefecht bei Festubert
  - 12. bis 14. Oktober – Gefecht bei Richebourg
- 20. bis 29. Oktober – Schlacht bei Lille, Warneton südlich Messines am Walde von Ploegsteert
- 30. Oktober bis 4. November – Schlacht bei Ypern
- 13. bis 17. November – Verlegung aus der Gegend von Courtrai an die Ostfront[44]
- 21. bis 24. November – Kämpfe bei Lichanow und Lipa
- 13. bis 18. Dezember – Schlacht bei Lowicz und Saniki
- von 18. Dezember – Kämpfe an der Rawka–Bzura

##### 1915
- bis 04. Februar – Kämpfe an der Rawka–Bzura
- 15. bis 29. März – Gefechte bei Memel und Tauroggen
- 06. bis 21. März – Stellungskämpfe bei Lipniki-Lyse
- 31. März bis 9. Mai – Stellungskämpfe zwischen Augustow, Mariampol und Pilwiszki
- 25. Mai bis 3. Juni – Aufklärungsgefechte bei Ilgowno
- 04. bis 8. Juni – Gefechte bei Wyssoka-Ruda und Koslowa-Ruda
- 09. bis 19. Juni – Gefechte im Wald vor Kowno
- 20. Juni bis 20. Juli – Stellungskämpfe von Augustowo und Pilwiszki
- 21. bis 29. Juli – Kämpfe an der Jeszja und bei Weiwery
- 01. bis 18. August – Belagerung von Kowno
- 19. August bis 8. September – Schlacht am Njemen
- 09. bis 27. September – Schlacht bei Wilna, nördlich Wilna
- 29. September bis 2. Oktober – Gefechte an der Mjadsjolka, Dryswjata
- 03. bis 19. Oktober – Gefecht um Kosjany
- 29. bis 31. Oktober – Schlacht vor Dünaburg
- 02. November bis 31. Dezember – Stellungskämpfe vor Dünaburg

##### 1916
- von 1. Januar – Stellungskämpfe vor Dünaburg
- 7. bis 12. September – Gefechte bei Dweten

##### 1917
- bis 1. August – Stellungskämpfe vor Dünaburg
- 02. bis 28. August – Bandenbekämpfung in Litauen
- 01. bis 5. September – Schlacht um Riga (Kavallerie-Division Nord)
  - 04. September – Einnahme von Seleni (4. Eskadron)
- 06. September bis 4. Oktober – Stellungskämpfe nördlich der Düna
- vom 6. Oktober – Bandenbekämpfung in Litauen
- 07. Dezember – Waffenruhe und Waffenstillstand

##### 1918
- bis 17. Februar – Waffenruhe und Waffenstillstand
- bis 22. Februar – Bandenbekämpfung in Litauen
- 23. Februar bis 4. März – Kämpfe zur Befreiung von Livland und Estland
- vom 5. März – Besetzung von Livland und Estland als deutsche Polizeimacht
- 19. November – Kriegsende
- 18. Dezember – Abzug aus Dorpat nach Riga[68]
- 27. Dezember – Ankunft in Riga
- 31. Dezember – Rückmarsch in die Heimat (1. und 2. Eskadron)

##### 1919
- bis 10. Januar – Besetzung von Livland und Estland als deutsche Polizeimacht
- ab 10. Januar – Rückmarsch in die Heimat (4. Eskadron)

### Verbleib

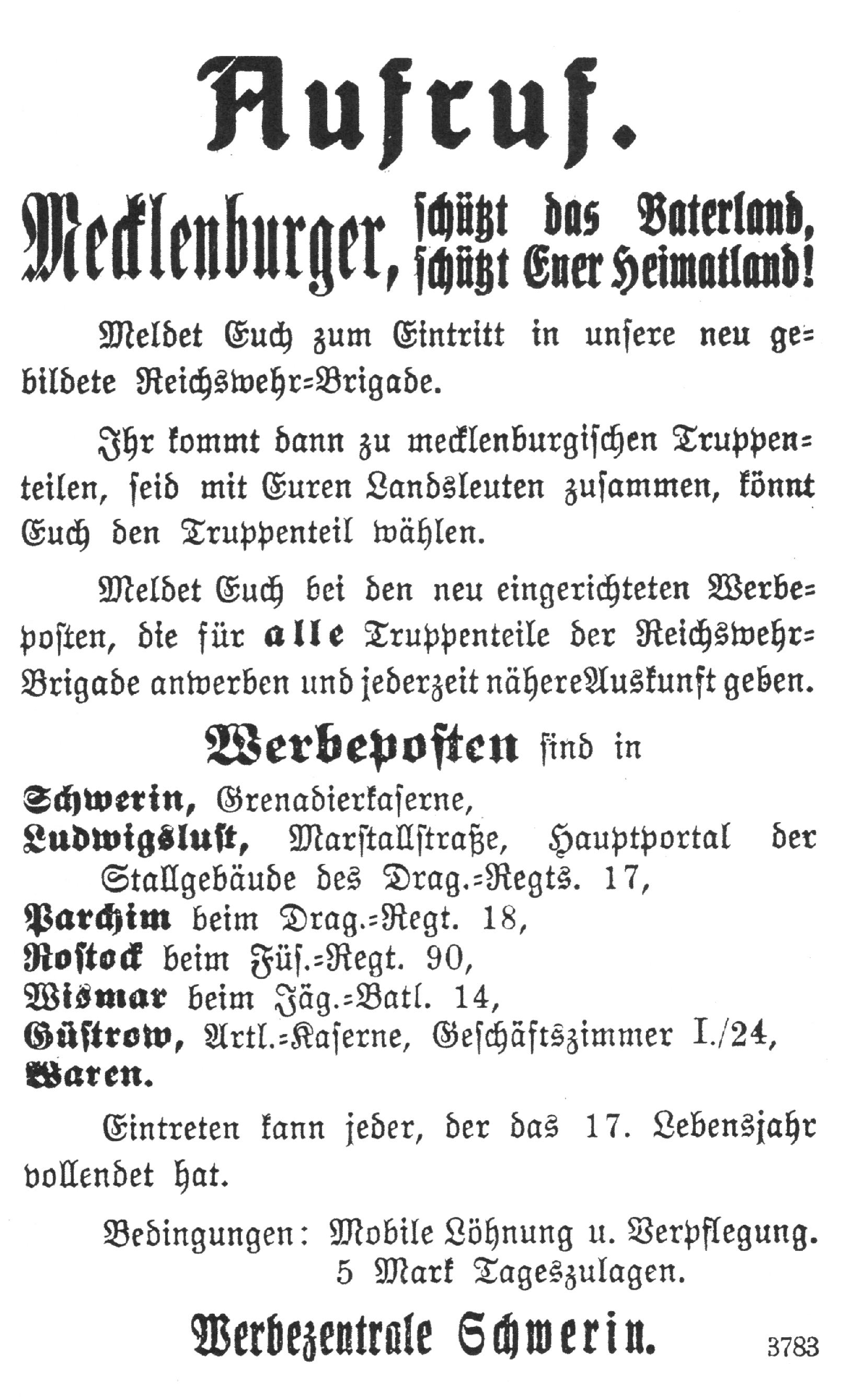
Aufruf zum freiwilligen Eintritt in die vorläufige Reichswehr.

Nach Kriegsende kehrte der Verband im Januar 1919 nach Ludwigslust zurück, hier wurde er demobilisiert und schließlich aufgelöst.
Im Juni 1919 wurde dann die Reichswehr-Brigade 9 der Vorläufigen Reichswehr in Schwerin aufgestellt, von der das unterstellte Reichswehr-Kavallerie-Regiment 9 zunächst mit der 1. Eskadron in Ludwigslust und der 2. Eskadron in Parchim in Garnison lagen. In der Reichswehr von 1921 fand schließlich das 14. Reiter-Regiment mit seiner Ausbildungs-Eskadron und der 1. Eskadron in Ludwigslust eine neue Heimat. Im Oktober 1934 folgte die Umbenennung in Reiter-Regiment Ludwigslust, 1936 dann in Reiter-Regiment 14. Aus diesem Regiment formierte sich am 1. August 1936 das Kavallerie-Regiment 14 der Wehrmacht. Das Regiment beteiligte sich an der Parade vom 2. Juni 1939 in Berlin, die anlässlich des Staatsbesuches des Prinzregenten von Jugoslawien befohlen wurde. Es sollte die letzte Parade vor Beginn des Zweiten Weltkrieges werden. 1939 wurde das Regiment infolge der Mobilmachung der Wehrmacht aufgelöst. Aus dem Bestand wurden nachfolgend die Aufklärungs-Abteilungen 19, 31, 156 und 171 aufgestellt. Die restlichen Teile des Mannschaftsbestandes dienten dann in der am 26. August 1939 aufgestellten Kavallerie-Ersatz-Abteilung 14 in Ludwigslust. 1942 zur Radfahr-Ersatz-Abteilung 14 umbenannt, wurde sie 1943 in Reserve-Radfahrer-Abteilung 14 umbenannt und in die Niederlande verlegt. Schließlich erfolgte die letzte Umbenennung in Aufklärungs-Ersatz-Abteilung 14, deren Auflösung im Dezember 1944 vollzogen wurde. Der noch vorhandene Mannschaftsbestand ging in der in Ludwigsluster Kavallerie-Ausbildungs-Abteilung 100 auf.

#### Gliederung des 14. Reiter-Regiments
- 14. Reiter-Regiment[73]
  - Stab und Ergänzungs-, ab 29. Mai 1922 Ausbildungs (Preuß.) Eskadron in Ludwigslust
  - 1. (Mecklenb.) Eskadron in Ludwigslust
  - 2. (Mecklenb.) Eskadron in Parchim
  - 3. und 4. (Preuß.) Eskadron in Schleswig

#### Tradition
Die Tradition übernahm in der Reichswehr die 1. Eskadron des 14. Reiter-Regiments in Ludwigslust. Zu einem späteren Zeitpunkt ging die Tradition auf die Ausbildungs-Eskadron über. In der Wehrmacht übernahm die II. Abteilung und 11. Schwadron des Kavallerie-Regiments 14 die Tradition.
Auch außerhalb der aktiven militärischen Formationen wurde die Tradition der Mecklenburger Dragoner weiter gepflegt. In den 1920er Jahren organisierten sich ehemalige Regimentsangehörige aus Ludwigslust und Parchim im „Bund der Friedrich Franz Dragoner“.

## In Friedenszeiten
In der Anfangszeit – um 1822 – gestaltete sich die Diensteinteilung wie folgt:
- Rekruten traten jeweils zum April in den Dienst des Regiments.
- Ihre Grundausbildung erfolgte von April bis in den August.
- Die sogenannte Exerzierzeit war vom 1. April bis zum 1. September.
- Im Oktober folgte dann die Beurlaubung, ein Teil der alten Mannschaften wurden bis zum nächsten Frühjahr beurlaubt.
- Während der Wintermonate wurden die Pferde von den älteren Mannschaften spazieren geritten, die besten Reiter von ihnen wurden zur Abrichtung der Remonten eingeteilt.

Die Friedensjahre wurden für die intensive Ausbildung und die Verbesserung von Taktik und Organisation genutzt. Diese Ausbildung umfasste u. a. das Reiten von Attacken, Bewegungen in Linie und Kolonne, Reiten im Gelände und das Kontrafechten – ab 1890 – mit der Lanze. Zum Zwecke der Ausbildung wurden regelmäßig – jeweils im Herbst – Feldmanöver abgehalten. Korps- und Kaisermanöver waren weitere Ereignisse die den alltäglichen Dienst unterbrachen, hier konnten die Ludwigsluster Dragoner ihre erworbenen Fähigkeiten unter Beweis stellen.
Auch die repräsentativen Aufgaben und Ehrendienste begleiteten das Regiment während der gesamten Bestehenszeit. Als besondere Ehre galt die Teilnahme an den Kaiserparaden. Die Offiziere des Regiments waren außerdem stets gerne gesehene Gäste bei großherzoglichen Feierlichkeiten.

### Chronologie der Ereignisse

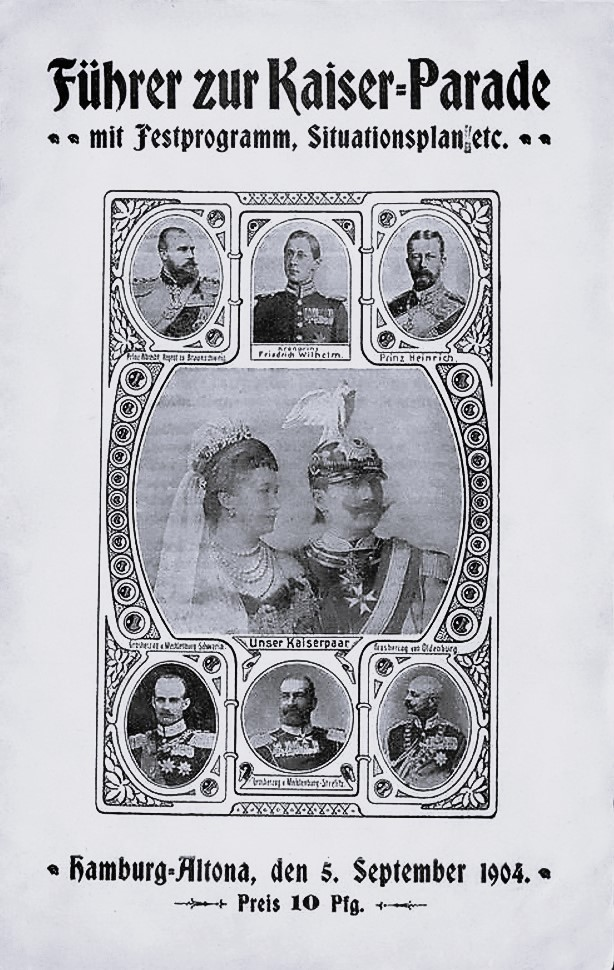
Veranstaltungsführer Kaiserparade September 1904 auf dem Luruper Feld

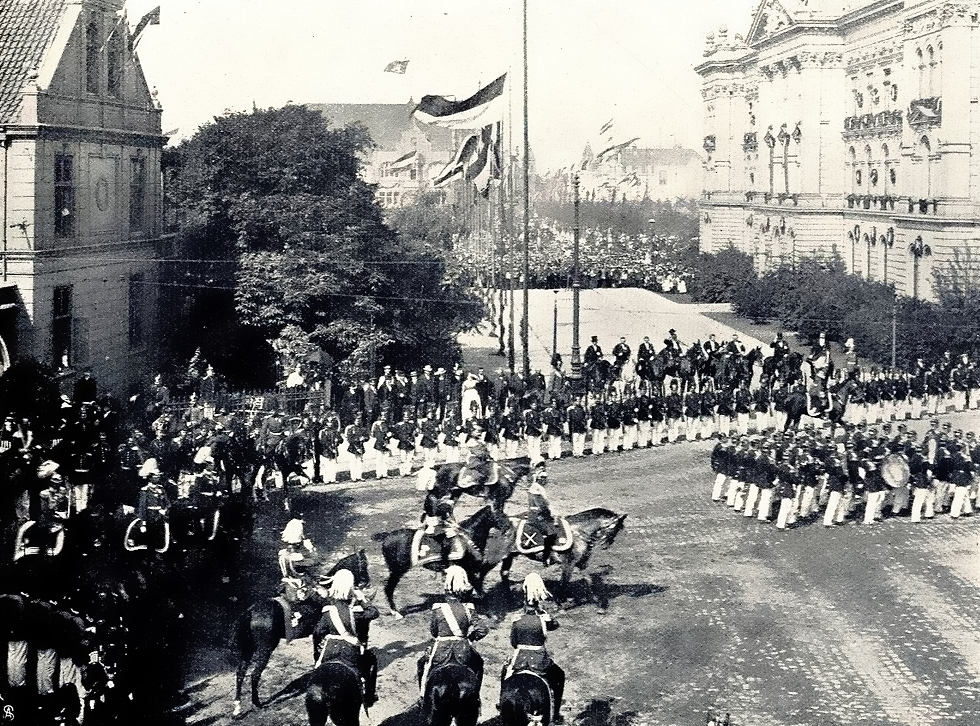
Rückkehr des Kaisers von der Kaiserparade am 5. August 1904 auf dem Luruper Feld.

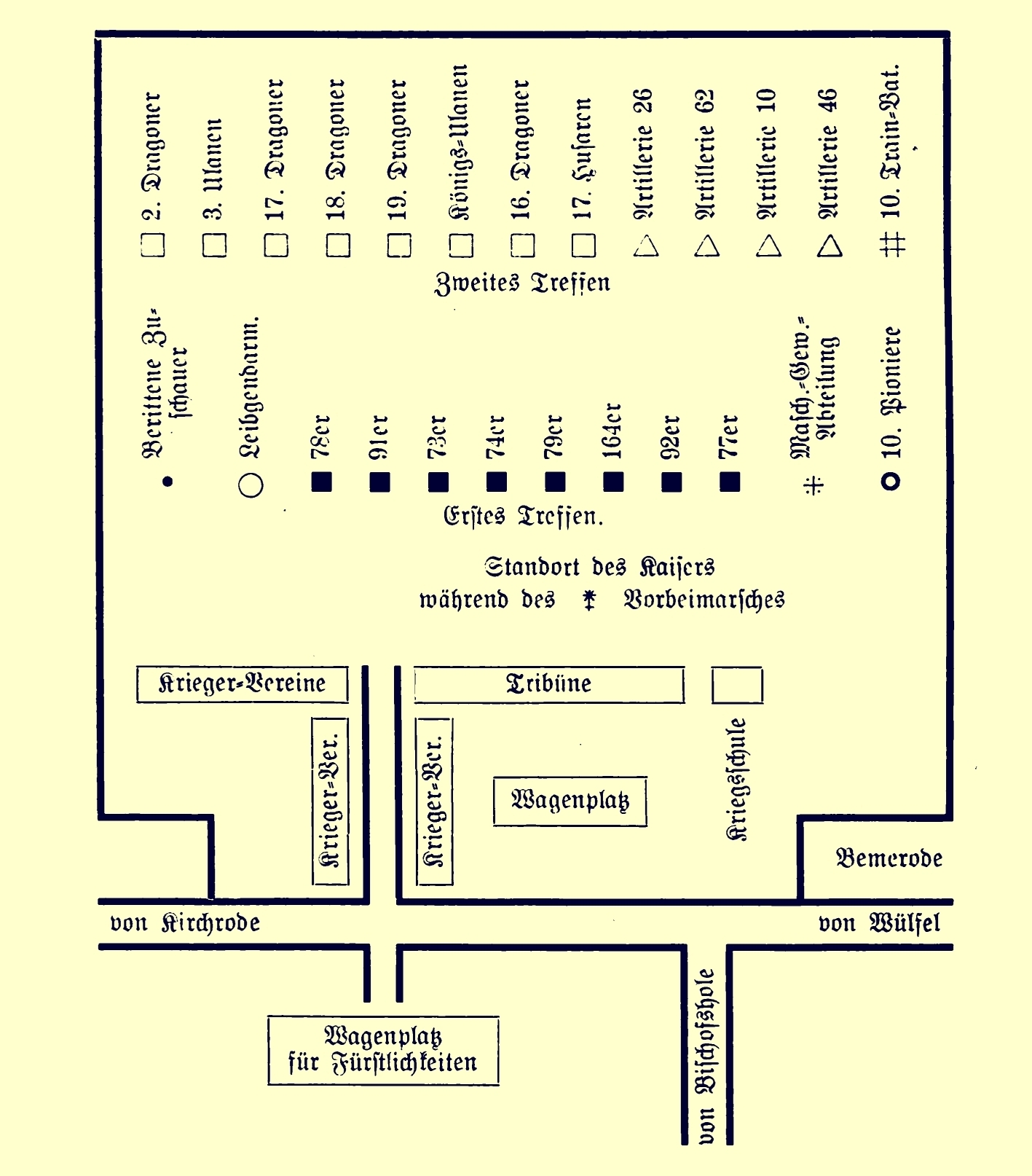
Die Paradeaufstellung, Kaisertage in Hannover im August 1907.

- 1837 – Aus Anlass des Todes von Großherzog Friedrich Franz I. wurde eine kombinierte Eskadron von 120 Reitern gestellt, sie bildeten die Eskorte bei der Überführung des Großherzogs nach Doberan.
- 1838 – Am 1. Mai trat das Regiment der mecklenburgischen Brigade bei, aus diesem Anlass fand auf dem Ludwigsluster Exerzierplatz eine große Parade statt.
- 1838 – Großes Truppenlager am 16. Juni, mit Teilen der Mecklenburger Brigade auf dem Exerzierplatz am Haselholz in Schwerin.
- 1842 – Anlässlich des Todes des Großherzoges Paul Friedrich wurde eine kombinierte Eskadron gestellt, sie bildeten die Eskorte bei der Überführung des Großherzogs.
- 1843 – Ende September, erstes Manöver des X. Bundes-Korps, über 25000 Mann traten bei Lüneburg zusammen.
- 1846 – Jeweils am Mittwoch wurde eine Wachtparade abgehalten, so stellte jede Eskadron einen Unteroffizier und 12 Dragoner. Unter Befehl des Inspektionsoffizier wird eine Stunde exerziert. Bei Anwesenheit des Großherzoges in Ludwigslust, fand an jedem Sonntag nach dem Kirchgang eine Parade zu Fuß auf dem Schloßplatz statt.
- 1853 – Das Regiment nimmt im Herbst am Manöver des Gardekorps und des preußischen III. Armee-Korps in Berlin teil. Unter Leitung von General von Wrangel findet ein großes Kavallerie-Exerzieren statt, es beteiligen sich hieran 61 Eskadronen.
- 1857 – Anlässlich der Einweihung des neuen Schweriner Schlosses fand am 27. Mai 1857 eine große Parade in Schwerin statt, zu der auch das Dragoner-Regiment befohlen wurde.
- 1862 – Großherzogin Auguste verstarb am 3. März des Jahres. Aus Anlass der Beisetzungsfeierlichkeiten am 10. März in Schwerin ritten das Trompeterkorps und eine halbe kombinierte Eskadron unter Führung von Rittmeister von Kahlden dem Trauerzug voran. Eine weitere halbe kombinierte Eskadron unter Führung des Premierleutnants von der Lühe bildete den Abschluss des Trauerzuges.
- 1864 – Eine kombinierte Eskadron des Dragoner-Regiments geleitete die verstorbene Großherzogin Anna von Mecklenburg-Schwerin zur letzten Ruhestätte.
- 1868 – Am 11. September nahm das Regiment im Verband der 17. Division an der Parade vor Preußens König Wilhelm I. in Groß-Rogahn teil. Anlass war der Übertritt der Offiziere in die Preußische Armee.
- 1869 – Das 50-jährige Jubiläum des Regiments wurde am 6. November in Ludwigslust begangen.
- 1871 – Im Gedenken an die Gefallenen des Krieges 1870/71, fand am 26. November 1871 in der Garnisonskirche in Ludwigslust – auf Befehl des Kaisers – ein Gottesdienst statt. Die Angehörigen des Regiments nahmen im Paradeanzug teil. Offiziere trugen zu diesem Anlass am linken Oberarm einen Trauerflor.
- 1872 – Im Herbst des Jahres fand das Brigade-Exerzieren der 17. Kavallerie-Brigade auf der Valluhner-Heide statt, erstmals zusammen mit dem Husaren-Regiment (Hannoversches) Nr. 15. Das Husarenregiment wurde vorhergehend – per A.K.O. vom 11. April 1871 – der 17. Kavallerie-Brigade zugeteilt, nachdem das 2. Brandenburgische Ulanen-Regiment Nr. 11 ausgeschieden war.
- 1874 – Besuch des Großfürsten Wladimir von Russland in Ludwigslust. Am 19. Mai 1874 stellte das Regiment eine kombinierte Eskadron unter Befehl von Rittmeister von Merckel als Ehrenwache auf dem Bahnhof. Anlässlich des Besuches wurde am 20. Mai eine Parade auf dem Ludwigsluster Exerzierplatz abgehalten, an der beide mecklenburgische Dragoner-Regimenter teilnahmen.
- 1874 – Am 2. Dezember des Jahres fand die Einweihung des Denkmales für den Krieg 1870/71 in Schwerin statt. Das Ludwigsluster Dragonerregiment entsendete anlässlich der feierlichen Einweihung eine Abordnung. Die teilnehmenden Eskadronen hatten jeweils Stärke von drei Offizieren, sieben Unteroffizieren und 52 Dragonern.
- 1879 – Anlässlich der Vermählung des Erbgroßherzogs Friedrich Franz III. mit der Großfürstin Anastasia Michailowna Romanowa, begleitete der Regimentskommandeur den Erbgroßherzog nach St. Petersburg. Am 7. Februar hielt das Paar feierlichen Einzug in Ludwigslust. Eine kombinierte Eskadron bildete am Bahnhof die Ehrenwache.
- 1879 – Großherzog Friedrich Franz II. ernannte am 24. Dezember seinen ältesten Sohn den Erbgroßherzog Friedrich Franz III. zum Regimentschef des Ludwigsluster Dragonerregiments. Feierlicher Anlass war die Geburt von Herzogin Alexandrine zu Mecklenburg.
- 1881 – Das Regiment nahm am Herbstmanöver des IX. Armee-Korps in Holstein teil.
- 1883 – Regimentskommandeur Oberstleutnant von Schack verkündete am 15. April das Dahinscheiden des Großherzoges Friedrich Franz II. Am Nachmittag ließ der Kommandeur das Regiment antreten, um es auf den regierenden Großherzog Friedrich Franz III. zu vereidigen.[80]
- 1883 – Am 20. April fand die feierliche Beisetzung des Großherzoges Friedrich Franz II. in der Blutkapelle des Schweriner Doms statt. Unter Führung von Major von Hellermann begleiteten zwei kombinierte Eskadrons und das Trompeterkorps den Trauerzug.
- 1884 – Im Herbst 1884 nahm das Regiment am Kavallerie-Exerzieren auf dem Übungsgelände bei Parchim an der Lübzer Chaussee teil.
- 1889 – Am Abend des 13. Oktober stellte das Ludwigsluster Dragonerregiment eine Ehren-Eskadron für den Empfang des russischen Zaren Alexander III., welcher mit dem kaiserlichen Sonderzug am Ludwigsluster Bahnhof eintraf.
- 1893 – Zur feierlichen Einweihung des Denkmals von Friedrich Franz II. wurde eine Abordnung mit der Regiments-Standarte gestellt.
- 1894 – Das Regiment beging in diesem Jahr sein 75-jähriges Jubiläum. Auf Befehl des Großherzoges Friedrich Franz III. wurden die Feierlichkeiten einen Monat früher ausgerichtet.[81] Das Fest wurde am 6. Oktober im Goldenen Saal des Ludwigsluster Schlosses eröffnet. Es folgten am Nachmittag das Reiterfest auf der Reitbahn, der Festgottesdienst in der Stadtkirche und die Parade des Regiments am Schloss.
- 1895 – Im September des Jahres nahm das Regiment im Verband des IX. Armee-Korps am Kaisermanöver südöstlich von Stettin teil.
- 1897 – Aus Anlass der Beisetzung des Großherzoges Friedrich Franz III. in Ludwigslust wurde eine Eskadron mit der Standarte des Regiments gestellt.
- 1898 – Im Verband der 17. Division nahm das Regiment am Kaisermanöver vom 3. bis 10. September teil. Am dritten Dezember wurde bei Linden eine Parade abgehalten.
- 1901 – Aus Anlass des 200-jährigen Gedenktages der Erhebung Preußens zum Königreich, fanden in Schwerin am 18. Januar Feierlichkeiten statt.
- 1901 – Anlässlich der Regierungsübernahme durch Friedrich Franz IV. am 9. April, fanden in den Garnisonen des Landes Paraden und Festessen in den Offiziersmessen statt.
- 1904 – Anlässlich der Vermählung des Großherzogs Friedrich Franz IV. fand am 9. Juli auf dem großen Exerzierplatz in Schwerin eine große Parade statt. Neben den beiden Dragonerregimentern nahmen auch das I. und III. Bataillon des Grenadier-Regiments Nr. 89 und das II. Bataillon des Füsilier-Regiments Nr. 90 sowie das Artillerie-Regiment Nr. 60 teil.
- 1904 – Im September folgte die Teilnahme am Kaisermanöver. Am 5. September fand die Kaiserparade des IX. Armee-Korps auf dem nach der Reichsgründung 1871 angelegten großen Exerzierplatz in Lurup statt.
- 1907 – Kaisertage in Hannover vom 26. bis 29. August. Die mecklenburgischen Dragoner-Regimenter Nr. 17 und 18 nahmen am 27. August unter Führung des Großherzogs Friedrich Franz IV. und Herzog Paul Friedrich an der Kaiserparade auf dem Kronsberg bei Hannover teil.[82]
- 1911 – Am 26. August nahmen die Ludwigsluster Dragoner an der über dreistündigen Kaiserparade teil. Die Parade wurde auf dem Luruper Exerzierplatz bei Altona abgehalten. In den darauffolgenden Tagen beteiligte sich das Regiment am Manöver.
- 1913 – Anlässlich der 100-Jahr-Feier des Befreiungskrieges nahm eine Abordnung des Regiments Aufstellung vor der Ruhmeshalle des Schweriner Arsenals.
- 1913 – Teilnahme der Offiziere des Regiments an der Gedächtnisfeier zum 100. Todestage des Grafen Mussin-Puschkin am 2. April 1913 im Schlosspark Ludwigslust. Graf Alexander Alexejewitsch Mussin-Puschkin erlitt am 2. April 1813 im Gefecht bei Lüneburg als Major des Isumschen Husaren-Regiments schwere Verletzungen, an denen er später in Boizenburg verstarb.[83][84]

## Organisation

### Unterstellung

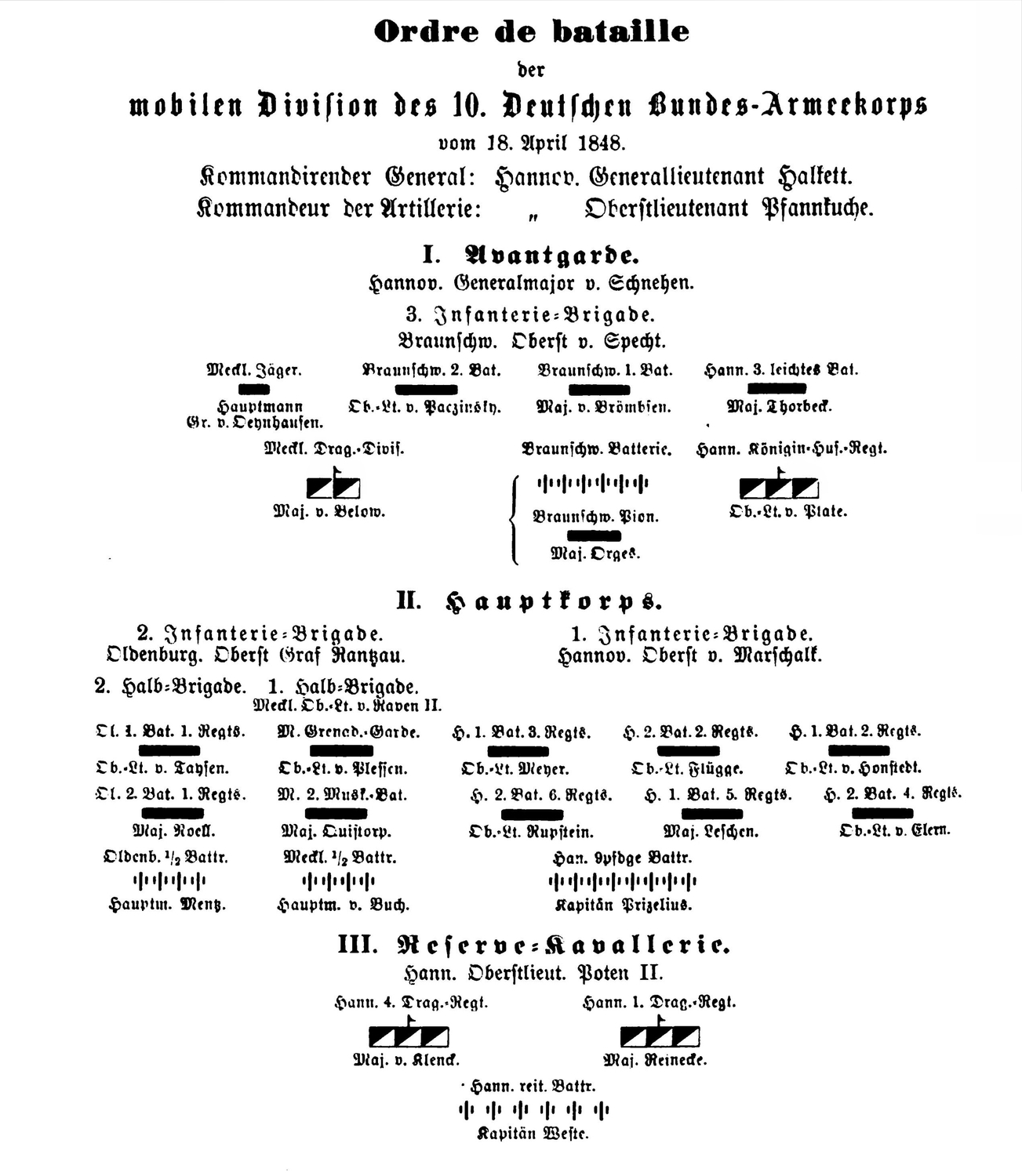
Aufstellung Feldzug von 1848

#### Schleswig-Holsteinische Erhebung 1848
- X. Bundes-Armeekorps (Generalleutnant Halkett)
  - I. Avantgarde (Hannov. Generalmajor von Schnehen)
    - 3. Infanterie-Brigade (Braunschw. Oberst von Specht)
      - Mecklenburger Dragoner-Division[87] (Major von Below)

#### Deutscher Krieg 1866
- II. Reserve-Korps
  - 1. (mecklenburgische) Division
    - 1. Infanterie-Regiment
      - (I.) Grenadier Garde-Bataillon
      - II. Bataillon

    - 2. Infanterie-Regiment
      - III. Bataillon
      - IV. Bataillon

    - Dragoner-Regiment
    - Jäger-Bataillon
    - Füsilier-Bataillon des 4. Garde-Regiment

#### Deutsch-Französischer Krieg 1870/71

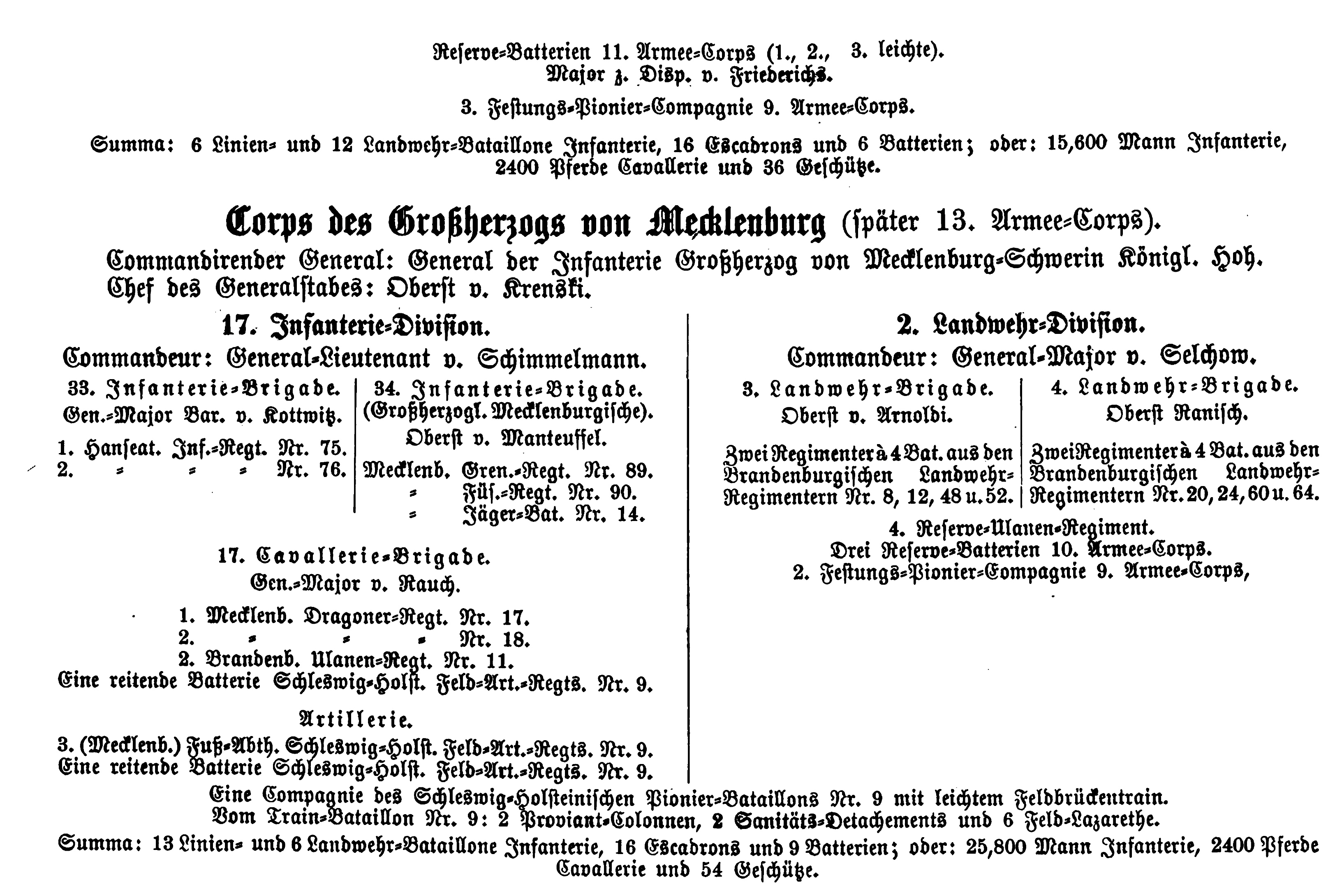
Aufstellung Feldzug 1870/71

- Korps des Großherzogs von Mecklenburg (später XIII. Armee-Korps)
  - 17. Division
    - 34. Infanterie-Brigade
      - Großherzoglich Mecklenburgisches Grenadier-Regiment Nr. 89
      - Großherzoglich Mecklenburgisches Füsilier-Regiment Nr. 90
      - Mecklenburgisches Jäger-Bataillon Nr. 14

    - 17. Großherzoglich Mecklenburgische Kavallerie-Brigade
      - 1. Großherzoglich Mecklenburgisches Dragoner-Regiment Nr. 17
      - 2. Großherzoglich Mecklenburgisches Dragoner-Regiment Nr. 18
      - 2. Brandenburgisches Ulanen-Regiment Nr. 11
      - 3. (Mecklenburgische) Fußabteilung
      - 1. reitende Batterie Feld-Artillerie-Regiment Nr. 9

#### Friedenszeit
- IX. Armee-Korps
  - 17. Division
    - 17. Großherzoglich Mecklenburgische Kavallerie-Brigade
      - 1. Großherzoglich Mecklenburgisches Dragoner-Regiment Nr. 17
      - 2. Großherzoglich Mecklenburgisches Dragoner-Regiment Nr. 18

#### Erster Weltkrieg 1914–1918
Die mecklenburgischen Dragoner-Regimenter bzw. die 17. Kavallerie-Brigade unterstanden im Kriegsfall der 4. Kavallerie-Division, die wiederum nur im Kriegsfall gebildet wurde. Im weiteren Verlauf des Krieges operierte die mecklenburgische Kavallerie-Brigade auch als selbständige Einheit. Ab September 1917 wurde die 17. Kavallerie-Brigade der Kavallerie-Division Nord unterstellt. Im Oktober trat sie dann wieder in den Verband der 4. Kavallerie-Division. Die 4. Kavallerie-Division wurde im April 1918 erneut an die Westfront verlegt.
Die 17. Kavallerie-Brigade verblieb jedoch im Bereich des Generalkommandos 60 an der Ostfront und agierte hier als selbständiger Verband.
Den beiden mecklenburgischen Dragoner-Regimenter wurden im Verlauf des Krieges kleinere Formationen des IX. Armeekorps zugeteilt bzw. unterstellt. Hierzu gehörten die Reserve-Kavallerie-Abteilung Nr. 46, die 1. und 4. Landsturm-Eskadron und die 1. 2. und 3. Landwehr-Eskadron sowie die Reserve-Ersatz-Eskadron.

##### August 1914 bis Januar 1917
- 4. Kavallerie-Division
  - 17. Großherzoglich Mecklenburgische Kavallerie-Brigade
    - 1. Großherzoglich Mecklenburgisches Dragoner-Regiment Nr. 17
    - 2. Großherzoglich Mecklenburgisches Dragoner-Regiment Nr. 18

##### Februar–September 1917
- 17. Großherzoglich Mecklenburgische Kavallerie-Brigade (selbstständig)
  - 1. Großherzoglich Mecklenburgisches Dragoner-Regiment Nr. 17
  - 2. Großherzoglich Mecklenburgisches Dragoner-Regiment Nr. 18

##### September–Oktober 1917
- Kavallerie-Division Nord
  - 17. Großherzoglich Mecklenburgische Kavallerie-Brigade
    - 1. Großherzoglich Mecklenburgisches Dragoner-Regiment Nr. 17
    - 2. Großherzoglich Mecklenburgisches Dragoner-Regiment Nr. 18

##### Oktober 1917 bis April 1918
- 4. Kavallerie-Division
  - 17. Großherzoglich Mecklenburgische Kavallerie-Brigade
    - 1. Großherzoglich Mecklenburgisches Dragoner-Regiment Nr. 17
    - 2. Großherzoglich Mecklenburgisches Dragoner-Regiment Nr. 18

##### November 1918
- Generalkommando z. B.V. 60
  - 17. Großherzoglich Mecklenburgische Kavallerie-Brigade (selbständig) (ohne Dragoner-Regiment Nr. 18[90])
    - 1. Großherzoglich Mecklenburgisches Dragoner-Regiment Nr. 17
    - Landwehr Infanterie-Regiment Nr. 383 (zugeteilt von der 19. Landwehr-Division)
    - Landsturm Infanterie-Regiment Nr. 17 (zugeteilt)

### Gliederung

#### Schleswig-Holsteinische Erhebung 1848
- Mecklenburger Dragoner-Division (Major von Below)
  - 3. Eskadron (Rittmeister von Bülow)
    - 14 Unteroffiziere, 4 Trompeter, 100 Dragoner, 1 Eskadronchirurgus, 1 Kurschmied, 1 Sattler, 3 Offiziersknechte.

  - 4. Eskadron (Rittmeister von Rodde)
    - 14 Unteroffiziere, 4 Trompeter, 100 Dragoner, 1 Kurschmied, 1 Sattler, 6 Offiziersknechte.

#### Badische Revolution 1849
- Mecklenburgisches Dragoner-Regiment (Oberstleutnant von Bernstorff)
  - Stab (Stellvertreter: Major von Below, Regimentsadjutant: Premierleutnant von Suckow)
    - 1 Unterarzt, 1 Pferdearzt, 1 Stabstrompeter, 1 Regimentsschreiber, 1 Rechnungsführer, 12 Dragoner.
      - 1. Eskadron (Rittmeister Herzog Wilhelm von Mecklenburg-Schwerin)
        - 15 Unteroffiziere, 5 Trompeter, 120 Dragoner, Kurschmied.

      - 2. Eskadron (Rittmeister von Bülow I.)
        - 14 Unteroffiziere, 3 Trompeter, 120 Dragoner, 1 Beschlagschmied, 1 Büchsenschmied, 1 Sattler.

      - 3. Eskadron (Rittmeister von Bülow II.)
        - 14 Unteroffiziere, 4 Trompeter, 120 Dragoner, 1 Beschlagschmied, 1 Sattler.

      - 4. Eskadron (Rittmeister von Rodde)
        - 14 Unteroffiziere, 4 Trompeter, 120 Dragoner, Kurschmied.

#### Deutscher Krieg 1866
- Mecklenburgisches Dragoner-Regiment (Major von Kahlden)
  - Stab (Zweiter Stabsoffizier: Major von Suckow, Regimentsadjutant: Sekondeleutnant von Heasler)
    - 1 Stabsarzt, 1 Stabstrompeter, 1 Regimentsschreiber, 1 Rechnungsführer, 1 Regimentsschreiber, 2 Dragoner, 8 Trainsoldaten.
      - 1. Eskadron (Rittmeister von Boddien)
        - 1 Premierleutnant, 2 Sekondeleutnants, 1 stellvertretender Wachtmeister, 1 Portepeefähnrich, 2 Sergeanten, 10 Unteroffiziere, 4 Trompeter, 127 Dragoner, 10 Trainsoldaten, 1 Assistenzarzt.

      - 2. Eskadron (Rittmeister von Arnim)
        - 4 Sekondeleutnants, 1 Wachtmeister, 6 Sergeanten, 6 Unteroffiziere, 3 Trompeter, 1 Vize-Trompeter, 127 Dragoner, 10 Trainsoldaten, 1 Regimentspferdearzt.

      - 3. Eskadron (Rittmeister von Lützow)
        - 1 Premierleutnant, 3 Sekondeleutnants, 1 Wachtmeister, 1 Standartenträger, 1 Portepeefähnrich, 2 Sergeanten, 8 Unteroffiziere, 4 Trompeter, 127 Dragoner, 9 Trainsoldaten.

      - 4. Eskadron (Rittmeister von der Lühe)
        - 3 Sekondeleutnants, 1 Wachtmeister, 3 Sergeanten, 8 Unteroffiziere, 4 Trompeter, 127 Dragoner, 10 Trainsoldaten, 1 Assistenzarzt.

#### Deutsch-Französischer Krieg 1870/71
- 1. Großherzoglich Mecklenburgisches Dragoner-Regiment Nr. 17 (Oberstleutnant von Kahlden)
  - Stab (Stellvertreter: Major von Köhler, Regimentsadjutant: Premierleutnant von le Fort)
    - 1 Stabsarzt, 1 Stabstrompeter, 1 Zahlmeisteraspirant, 1 Regimentsschreiber, 12 Dragoner.
      - 2. Eskadron (Rittmeister von Wickede)
        - 1 Premierleutnant, 3 Sekondeleutnants, 1 Wachtmeister, 4 Sergeanten, 10 Unteroffiziere, 3 Trompeter, 137 Dragoner, 1 Büchsenmacher, 1 Regimentssattler, 1 Unterlazarettsgehilfe.

      - 3. Eskadron (Rittmeister von Engel)
        - 1 Premierleutnant, 3 Sekondeleutnants, 1 Wachtmeister, 3 Sergeanten, 10 Unteroffiziere, 4 Trompeter, 136 Dragoner, 1 Unterlazarettsgehilfe.

      - 4. Eskadron (Rittmeister von Graevenitz)
        - 1 Premierleutnant, 3 Sekondeleutnants, 1 Portepeefähnrich, 1 Wachtmeister, 4 Sergeanten, 10 Unteroffiziere, 4 Trompeter, 137 Dragoner, 1 Kurschmied, 1 Unterlazarettsgehilfe.

      - 5. Eskadron (Rittmeister von Blücher)
        - 1 Premierleutnant, 3 Sekondeleutnants, 1 Wachtmeister, 4 Sergeanten, 10 Unteroffiziere, 4 Trompeter, 136 Dragoner, 1 Unteroßarzt, 1 Unterlazarettsgehilfe.

#### Erster Weltkrieg 1914–1918
Eine Eskadron gliederte sich aus vier Offizieren, 163 Dragonern, 178 Pferden und drei Wagen. Aus jeweils fünf Eskadronen bildete sich dann das Kavallerieregiment, wobei die fünfte Eskadron in Ludwigslust als Ersatz-Eskadron bzw. Ausbildungs-Eskadron verblieb. Die Friedensstärke war der Kriegsstärke angepasst worden, daher konnte die Mobilmachungszeit deutlich verkürzt werden.
Innerhalb der Kavallerie-Regimenter wurden bis zum Kriegsbeginn keine eigenen Maschinengewehr-Abteilungen aufgestellt, jedoch war jeder Kavallerie-Division eine Maschinengewehr-Abteilung zugeteilt. Der 4. Kavallerie-Division war zu Kriegsbeginn die Garde-Maschinengewehr-Abteilung Nr. 2 unterstellt worden. Erst im Verlauf des Krieges werden MG-Eskadrons gebildet, teils ausgerüstet mit Beutewaffen.

##### Gefecht bei Halen
- 1. Großherzoglich Mecklenburgisches Dragoner-Regiment Nr. 17 (Oberst von der Heyden-Rynsch)
  - Stab (Adjutant: Rittmeister von Bredow)
    - (1.) Leib-Eskadron (Rittmeister von Kalnein)
    - 2. Eskadron (Rittmeister von Bodecker)
    - 3. Eskadron (Rittmeister von Maltzan)
    - 4. Eskadron (Rittmeister von Troschke)

## Uniform

### Chronik
- 1837 – Die brandenburgischen Aufschläge wurden durch schwedische Aufschläge ersetzt.
- 1837 – Im März wurden die blauen Kollets nach preußischem Muster gefertigt. An den grauen Hosen wurden nunmehr schmale rote Vorstöße getragen.
- 1838 – Anstelle des Kammhelms wurde ein Tschako getragen, denen der preußischen Gardedragoner ähnlich.[92]
- 1841 – Die Unteroffiziere und Dragoner tragen anstatt der roten Epauletten rote Schulterklappen.
- 1842 – Um die Uniform der Dragoner zweckmäßiger zu gestalten, fielen die gestickten Kronen auf den Kolletschößen und die gestickten Gürtel der Säbelkoppel weg.
- 1847 – Hohe neusilberne Helme anstelle des Tschakos wurden eingeführt, der zu Paraden mit weißem Haarbusch versehen wurde.[92] Dieser neue Helm war mit gelben Beschlag aus Tombak und Schuppenkette versehen. Eine weitere Neuerung war die als „Mecklenburger Spitze“[93] bezeichnete Helmspitze, die auf dem Kreuzblatt befestigt wurde.[94] Die mecklenburgische Kokarde wurde rechts getragen. Das Innenfutter war aus Leder gearbeitet und der Vorder- und Hinterschirm zudem mit blauem Samttuch ausgeschlagen.
- 1848 – Die alten Kollets wurden zugunsten des neuen hellblauen Waffenrockes abgeschafft.[94] Jedoch durften die noch vorhandenen Kollets unter dem Mantel oder bei widriger Witterung getragen werden.
- 1852 – Die Mäntel der Mannschaften erhielten rote Achselklappen.
- 1864 – Am 14. Oktober, Einführung des „Käppis“ nach österreichischem Muster in hellblauer Farbe mit rotem Bräm im Austausch für die Pickelhauben.[95] Das Käppi war mit einem Lederschirm versehen, bei den Dragonern mit Schuppenkette aus Messing als Sturmriemen. Zu Paraden wurde ein weißer Haarbusch (Mannschaften) oder Federbusch (Offiziere) getragen. Die Käppis der Dragoner mit eingeschobenen Filzeinsatz, dieser sollte vor Säbelhieben Schutz bieten.
- 1864 – Ab diesem Jahr trugen die drei besten Reiter jeder Eskadron eine gelbe Schnur am linken Unterarm, ähnlich der Schützenschnur der Infanterie.[96]
- 1867 – Das 1864 eingeführte Käppi wurde wieder gegen die kornblumenblaue Feldmütze getauscht.[97]
- 1867 – Einführung eines Helmes aus schwarzem Leder – nach preußischem Muster – mit gelbem Beschlag und weißem mecklenburgischen Wappen, welches von einem Lorbeerkranz eingefasst war. Zur Parade wurde ein schwarzer Haarbusch getragen, während der Helm der Trompeter mit einem roten Haarbusch versehen wurde.[98]
- 1867 – Nach dem Zusammentreten des „2. Dragoner-Regiments Nr. 18“ ergaben sich einige Änderungen bei den Uniformen.
  - Der Waffenrockkragen wurde vorne abgerundet, gemäß den Vorschriften preußischer Linienregimenter.
  - Schulterstücke der Offiziere wurden unter Verwendung der mecklenburgischen Farben nach preußischem Vorbild verändert.
  - Den Offizieren wurde erlaubt hellblaue Überröcke zu tragen.
  - Achselklappen der Einjährig-Freiwilligen wurden von einer Schnur in den mecklenburgischen Farben eingefasst.
  - Anstatt der roten Achselklappen der Mäntel wurden hellblaue und rot eingefasste eingeführt.
  - Wachtmeister tragen das goldene Portepee, die Troddel der Unteroffiziere in den mecklenburgischen Landesfarben.
- 1871 – Ab Herbst wurden kurze gefütterte Hosen aus blau meliertem Tuch getragen; ohne Biese und mit Lederbesatz. Dazu wurden die hohen Reitstiefel getragen, welche am Rande nach hinten schräg geschnitten waren. Die Abänderung des Beinkleides war bereits mit der A.K.O. vom 24. März 1870 veranlasst worden.
- 1885 – Großherzog Friedrich Franz III. verlieh am 9. Juli dem Regiment seinen Namenszug, zu tragen auf den Epaulettes der Offiziere und den Achselklappen der Mannschaften.
- 1892 – Einführung des schilffarbenen Überzuges für die Pickelhaube.
- 1897 – Die sechskantige ausgekehlte Helmspitze wurde eingeführt, die Kugel auf der Spitze entfiel.[97]
- 1901 – Dem großherzoglichen Namenszug auf den Epaulettes und den Achselklappen wurde die römische Ziffer III. hinzugefügt.
- 1910 – Einführung des feldgrauen Waffenrockes.

### Waffenrock Offiziere 1821
Die Uniform der Gründungszeit wurde nach einem Vorschlag des Generalmajors von Pentz gestaltet.
- Waffenrock der Offiziere: Hellblaue Kollets mit roten brandenburgischen Aufschlägen, ab 1837 schwedische Aufschläge, mit hellblauen Ärmelpatten, goldbestickter roter Kragen und gelbe in Doppelreihe aufgesetzte Knöpfe. Die kurzen Schöße waren rot eingefasst, deren Enden mit einer in den Landesfarben gestickten Krone versehen waren, dazu die gelben Epaulettes und die gelben Achselschnüre. Hinzu kamen noch die goldene Schärpe, der Kartuschriemen und der Säbelkoppel in Landesfarben. Auch der silberne Kartuschkasten ist erwähnenswert.
- Helm: Kammhelm aus schwarzem Leder mit aufgesetzter Rosshaarhaube. Der Schirm war gelb eingefasst, dazu die gelbe Schuppenkette. Über dem Schirm, ein Messingblech mit Sonne und eingebrachten mecklenburgischen Wappen und mit einer goldenen Fangschnur versehen.

#### Interims-Uniform Offiziere
- Uniform: Hellblauer Rock, einreihig gelbe Knöpfe, rot eingefasste Schöße, roter in Gold gestickter Kragen und rote Aufschläge.
- Kopfbedeckung: Dreieckiger Hut geschmückt mit einem Federbusch.

### Waffenrock Mannschaften 1821
- Waffenrock der Mannschaften: Hellblaues Kollet mit roten brandenburgischen Aufschlägen, ab 1837 schwedische Aufschläge, roter Kragen und Schoßbesatz, auf dem Kragen und den Aufschlägen jeweils drei gelbe Litzen. Die Epaulettes aus rotem Tuch mit Messingbeschlag und der gelbwollenen Fangschnur mit Messingspitzen.
- Beinkleid: Gefertigt aus grauem Tuch mit roten Seitenstreifen, bei Paraden und Gala wurde das hellblaue Beinkleid ebenfalls mit roten Seitenstreifen getragen.
- Helm: Kammhelm aus schwarzem Leder mit aufgesetzter Rosshaarhaube. Der Schirm war gelb eingefasst, dazu die gelbe Schuppenkette. Über dem Schirm, ein Messingblech mit Sonne und eingebrachten mecklenburgischen Wappen.

#### Kleine Montur Mannschaften
- Uniform: Hellblaue Stalljacke mit roten Aufschlägen und Kragen sowie einer Knopfreihe.
- Beinkleid: Graue Reithosen mit ledernen Reitbesatz und einem schmalen roten Vorstoß.
- Kopfbedeckung: Kleine blaue Mütze mit rotem Besatz.

### Waffenrock 1885
- Waffenrock: Die Dragoner trugen einen kornblumenblauen Waffenrock. Der Waffenrock war mit ponceauroten schwedischen Aufschlägen versehen, von selbiger Farbe war der Kragen. Am Kragen und an den Ärmelaufschlägen befanden sich Doppelitzen mit gelber Stickerei. Vorne und an den geschweiften Schoßtaschenleisten der ponceaurote Vorstoß. Auf den ponceauroten Schulterstücken befand sich der in gelb gestickte bekrönte und gespiegelte Namenszug „FF“. Die Epaulettes hatten goldene Halbmonde sowie ponceaurote Felder mit dem Namenszug in Gold. Knöpfe und Beschläge waren von gelber Farbe und aus Tombak gefertigt.
- Beinkleid: Beinkleid blau-schwarz meliert, innen mit schwarzem Leder besetzt. Offiziere trugen zur Gala kornblumenblaues Beinkleid, mit ponceauroten Vorstoß und zwei breiten Streifen.
- Überrock für Offiziere: Hellblauer Überrock mit ponceauroten schwedischen Aufschlägen und Kragen, Knöpfe von gelber Farbe. Am Kragen Doppelitze mit gelber Stickerei.
- Mantel: Aus grauem Tuch gearbeitet, mit ponceauroten Kragenpatten, die Achselstücke kornblumenblau, mit in ponceaurot gestickten bekrönten und sich überkreuzenden Namenszug „FF“.
- Helm: Der schwarzlederne Helm mit seinem runden Augenschirm war vorne mit einer Sonne aus Tombak und dem darin eingesetzten weißen mecklenburgischen Wappen aus Neusilber versehen, das Wappen von einem Lorbeerkranz eingefasst. Schuppenkette (später Lederriemen mit Haken) und gereifelte Helmspitze waren aus Tombak, die Spitze endete oben mit einer kleinen Kugel. Zur Parade wurde ein schwarzer Haarbusch aufgesetzt, Trompeter trugen einen roten Haarbusch.
- Kopfbedeckung: Feldmütze aus kornblumenblauen Tuch, Besatz und Deckelvorstoß in pouceauroter Farbe, vorne auf dem Besatz die mecklenburgische Kokarde, ab 1897 zusätzlich die „schwarz-weiß-rot“ Kokarde oben.
- Schuhwerk: Kavalleriestiefel aus schwarzen Leder gearbeitet. Diese mit Anschnallsporen ausgestattet, zu langen Hosen wurden noch Anschlagsporen getragen.
- Lederzeug: Der weißlederne Überschnallkoppel war mit einer gelben Dornschnalle versehen. Offiziere trugen ein Säbelkoppel aus roten Saffianleder, mittig mit einer goldenen Tresse besetzt, diese war in der Mitte und an den Rändern mit einem roten Streifen besetzt. Der mittlere rote Streifen war mit parallel verlaufenden blauen Streifen versehen.
- Bandelier: Das weißlederne Karabinerbandelier wurde unter dem Schulterstück hindurchgeführt über der linken Schulter zur rechten Hüftseite hin getragen. Dieses weiße Bandelier wurde zum Ausgehanzug und zum Gesellschaftsanzug nicht getragen. Das Kartuschbandelier der Offiziere war mit roten Saffianleder gefüttert, auf der Außenseite mit Goldborten besetzt, welche in der Mitte einen roten und an jedem Rand einen blauen Längsstreifen zeigten. Am Bandelier waren die Räumnadeln[100] mit silbernen Ketten an einem silbernen Löwenkopf befestigt.
- Kartusche: Die schwarze Kartusche wurde beim Dragoner-Regiment Nr. 17 und 18 rechts am Säbelgurt getragen. Offiziere waren mit einer Kartusche aus Silber ausgestattet, die mit einem goldenen Stern besetzt war.

### Waffenrock Feldgrau
Mit der A.K.O. vom 23. Februar 1910 erfolgte die stufenweise Einführung der feldgrauen Uniform, der bunte Uniformrock wird anschließend stufenweise durch die feldgraue Uniform ersetzt.
Mit der Bestimmung vom 21. September 1915 folgten weitere Änderungen und Anpassungen. Die Einführung der Feldbluse M15 erfolgte ebenfalls im Zuge der Bestimmungen vom 21. September 1915. Epauletten und Epaulettenhalter fielen weg, es wurden grundsätzlich Achselstücke und Achselklappen nach neuem Muster getragen. Auf Grundlage der Bestimmungen vom 21. September 1915 folgten am 18. Mai 1916 die Großherzoglich-Schweriner Bestimmungen für Änderungen an den Uniformen der Offiziere und Mannschaften, diese beinhalteten evtl. notwendige Anpassungen.
- Waffenrock: Feldgrau für Mannschaften und Offiziere, für Mannschaften kornblumenblaue Achselklappen mit ponceaurotem Vorstoß und der in rot gestickten bekrönten Chiffre „FF“, grauer Kragen, Kragenspiegel mit Doppellitzen und goldener Stickerei. Für Offiziere, roter Kragen mit Doppellitzen und goldener Stickerei, Achselstücke mit bekrönter aufgelegter Chiffre, diese mit ponceauroten Randstreifen. Bei den Offizieren die ponceauroten schwedischen Aufschläge mit roten Vorstoß und den Ärmelpatten mit goldener Stickerei. Knöpfe am Waffenrock und am „kleinen Rock“ waren von gelber Farbe. Auszeichnungsköpfe sind wiederum mit dem bekrönten Landeswappen versehen. Feldkoppel aus naturbraunen oder schwarzem Leder mit Koppelschloss, dieses aus Messing oder Nickel gefertigt, mit Besatz (Mecklenburger Wappen).
- Beinkleid: Für Mannschaften Hose bzw. Stiefelhose feldgrau, Stiefelhose für Offiziere, roter Vorstoß an den Seitennähten.
- Kopfbedeckung: Feldmütze feldgrau und Schirmmütze blau, roter Besatzstreifen, mit Landeskokarde und Reichskokarde.
- Helm: Gefertigt aus schwarz lackiertem Leder, mit Vorder- und Hinterschirm und Aufsatzspitze, Beschlag aus Messing, flache Schuppenkette aus Messing. Ab 1887 entfiel bei Helmen für Mannschaften die Schuppenkette, diese wird durch einen Lederriemen mit Hakenhalterung ersetzt. 1895 werden zur Gewichtsminderung die Beschläge aus Aluminiumbronze statt aus Messing gefertigt. Der gelbe Beschlag zeigt eine Sonne mit einsetzten weißen Landeswappen, von einem Lorbeerkranz umschlossen, rechts am Helm die Landeskokarde „blau-rot-gelb“, ab 1897 links angebracht. Zu Paraden wurde ein schwarzer Helmbusch getragen, gefertigt aus Rosshaar. Die Helme der Militärmusiker wurden zu militärischen Zeremoniellen mit dem roten Helmbusch ausgestattet. 1915 Einführung des Modells M15, mit entfernbarer Spitze, welche mit Bajonettverschluss ausgestattet war, der Beschlag aus Neusilber gefertigt. Am Helm mit feldgrauen Überzug wurden Kinnriemen getragen. Ab Februar 1916 erfolgt die Ausrüstung der Truppen mit dem Stahlschutzhelm Modell 1916. 1918 wird ein Tarnanstrich in Ockerfarben aus Sichtschutzgründen eingeführt.
- Schuhzeug: Einheits-Kavalleriestiefel, in naturfarbenem Zustand ausgegeben.[103] Nach den per Allerhöchster Kabinettsorder vom 21. September 1915 erlassenen Bestimmungen mussten diese geschwärzt werden.
- Riemenzeug: Einheitliche Leibriemen mit Patronentaschen aus naturfarbenem Leder gefertigt. Dieser wurde durch Schulterriemen gehalten, damit das Gewicht der Patronentaschen den Reiter nicht beeinflusst.[104]

### Galerie Uniformen

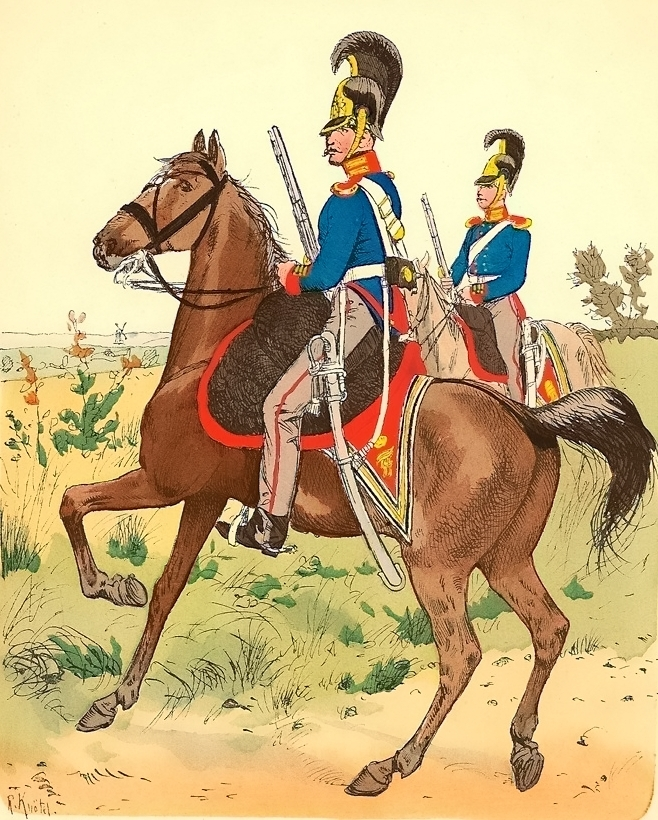
Uniform von 1835
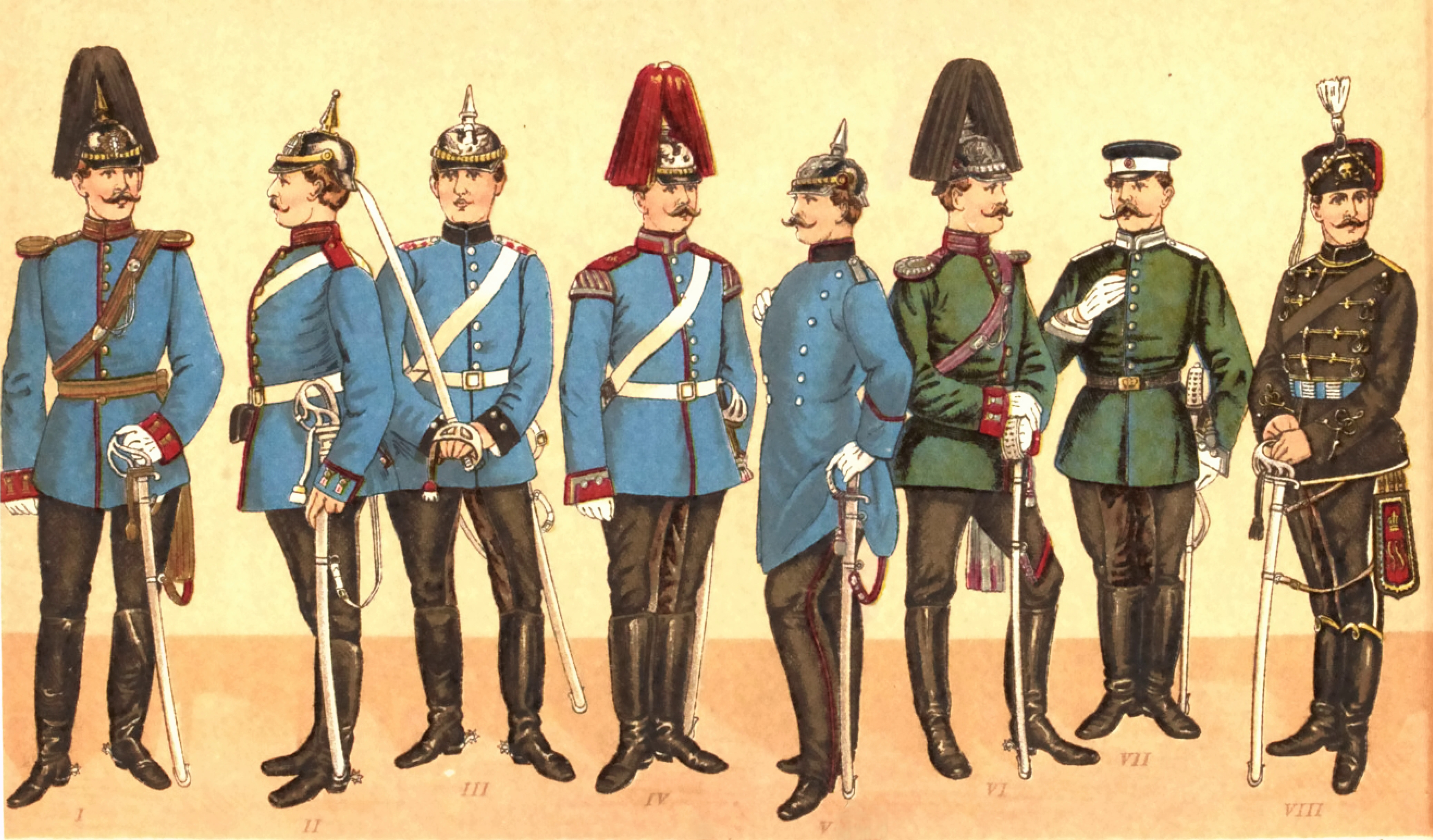
(I.) Leutnant in Paradeuniform um 1890
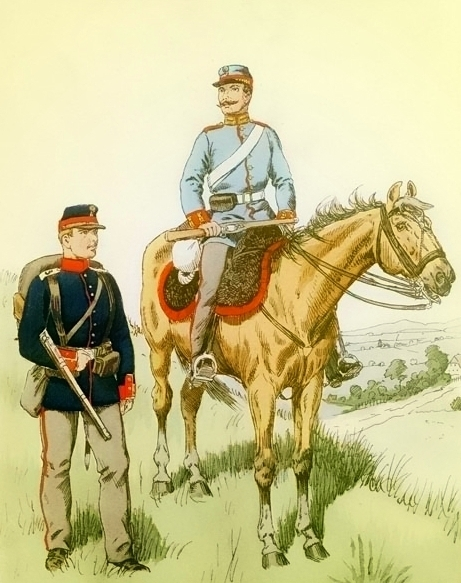
Uniform von 1866
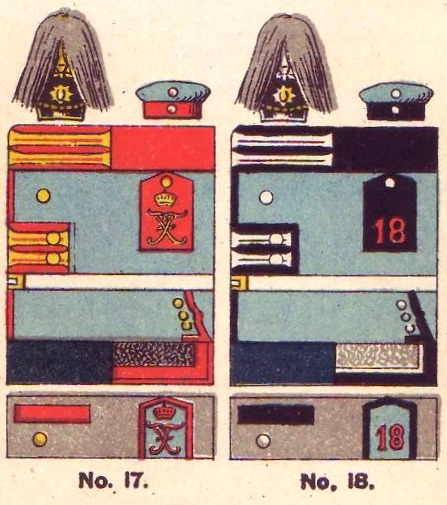
Uniform um 1890
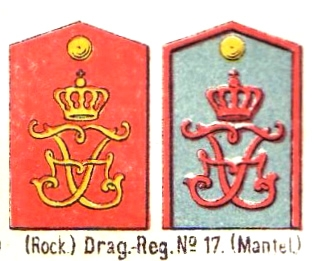
Achselklappen
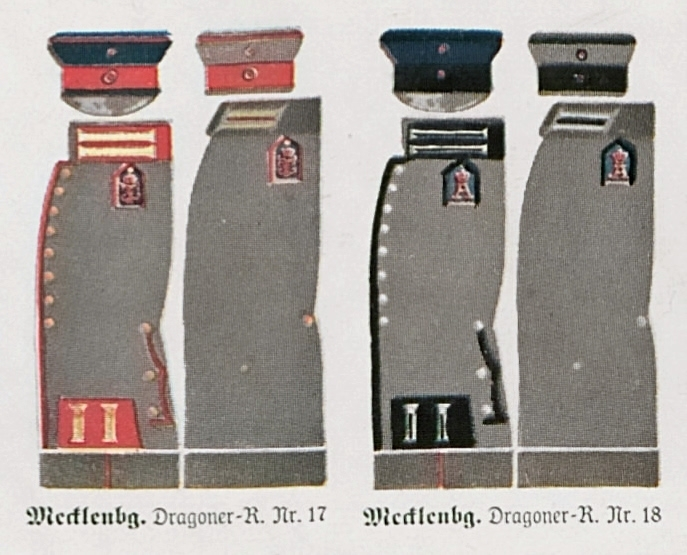
Uniform von 1914

## Standarte und Auszeichnungen

### Standarten

#### Leibgarde zu Pferde
Die Standarte der 1760 errichteten Leibgarde zu Pferde war von weißer Seide, eingefasst von einem silbernen Fransenbehang. In der Mitte das handgemalte bekrönte Wappen, flankiert von Stier und Greif.

#### Dragoner-Regiment Nr. 17
Das Stammregiment des 1. Großherzoglich Mecklenburgischen Dragoner-Regiments Nr. 17 erhielt am 17. Juni 1838 seine Standarte verliehen. Die Standarte war aus weißer Seide gefertigt und von einem goldenen Fransenbehang eingefasst. Beidseitig befand sich das in Gold, Silber und den Landesfarben gestickte Landeswappen. Die Ecken waren mit dem goldgestickten bekrönten Namenszug „PF“ geschmückt, untereinander mit gestickten Eichenlaub verbunden. Die mit Messing beschlagene Fahnenstange wurde von der Standartenspitze bekrönt, in dieser der in Gold gefasste Namenszug „PF“.
Die Verleihung und feierliche Weihe fand auf dem Exerzierplatz am Haselholz statt, auch das Leichte Infanterie-Bataillon – aus dem später das Mecklenburger Jäger-Bataillon Nr. 14 hervorging – erhielt an diesem Tag seine Fahne.

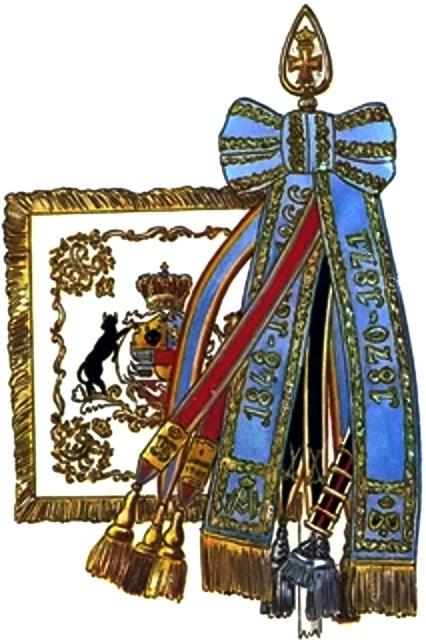
Standarte von 1838

#### Chronik
- Laut A.K.O. vom 12. Dezember 1866 wurde dem Regiment das Band des preußischen Erinnerungskreuzes mit Schwertern verliehen. Das Fahnenband wurde am 9. März 1867 bei einer kirchlichen Feier in der Ludwigsluster Kirche eingeweiht.
- In der Schlacht von Loigny-Poupry am 2. Dezember 1870 wurde die Standarte des Regiments beschädigt, Standartenträger Unteroffizier Lange wird dabei von Granatsplittern verletzt und verstirbt in folgender Nacht.[108]
- Am 14. Juni 1871 wurde der Standarte auf dem Großen Exerzierplatz in Schwerin das Mecklenburger Verdienstkreuz verliehen.
- Aufgrund der Teilnahme am Feldzug 1870/71 wurde dem Regiment am 18. Juni 1871 das Eiserne Kreuz in der Standartenspitze mit den zugehörigen Bändern des Eisernen Kreuzes verliehen.
- Am 9. Januar 1873 wurde der Standarte durch den Kaiser ein silberner Ring verliehen, mit der Aufschrift Es wurde mit dieser Standarte in der Hand am 2. Dezember 1870 verwundet und starb in Folge dessen Unteroffizier Lange.[109]
- Am 9. August 1881 wurde durch die Erbgroßherzogin Anastasia der Standarte des Regiments eine mit goldenen Fransenbehang versehene blauseidene Schleife überreicht. Das eine Ende der Schleife war mit den Jahreszahlen 1848, 1849, 1866 und dem bekrönten Namenszug „A. M.“ in Gold bestickt, während das andere Ende mit den Jahreszahlen 1870–71 und dem mecklenburgischen Wappen bestickt war.
- Im Gefecht bei Halen – am 12. August 1914 – blieb die Standarte des Regiments aufgrund der Zurücklassung bei der 4. Eskadron unversehrt.[110]
- Am 12. Juli 1915 veranlasste Kaiser Wilhelm II. die Rückführung der Fahnen und Standarten des Heeres zu den stellvertretenden Generalkommandos.[111]

### Lanzenflaggen
- Lanzenflaggen der Mannschaften gelb-rot.
- Lanzenflaggen der Unteroffiziere gelb, mit in rot gesticktem mecklenburgischen Wappen.

## Bewaffnung

### Handwaffen
Die Chevaulegers wurden anfangs mit einem kurzen glatten Karabiner ausgerüstet, hinzu kamen zwei Pistolen. Karabiner und Pistolen wurden im Auftrag von Generalmajor von Pentz in England beschafft. Die Lieferung sollte schließlich 523 Karabiner und 590 Pistolen umfassen, alle von gleichen Kaliber. 1841 werden die englischen Steinschlosspistolen mit Perkussionschlössern versehen, diese umgebauten Pistolen wurden dann im Jahr 1851 gegen neue preußische Kavalleriepistolen ausgetauscht.
Das Jahr 1851 brachte weitere Änderungen in der Waffenausrüstung mit sich, die glatten Karabiner wurden gegen die Spitzkugel-Karabiner mit Feuerschloß
ausgetauscht. Im Zuge der Umstellung wurde der Versuch unternommen den Spitzkugel-Karabiner auf dem Rücken zu tragen, dieses erwies sich als nicht vorteilhaft, daher blieb die Trageweise am Sattel unverändert.
Während die mecklenburgischen Infanteristen und Grenadiere bereits 1860 Zündnadel ausgestattet wurden, verzögerte sich die Einführung bei den mecklenburgischen Dragonern. Erst im Jahr 1863 erfolgten Schieß- und Trageversuche, die im Zuge der Manöver des Gardekorps und des III. preußischen Armeekorps durchgeführt wurden.
Im Frühjahr 1866 wurde schließlich der Zündnadel-Karabiner im Regiment eingeführt, welcher schon einige Zeit im preußischen Heer im Einsatz war. Für die Einweisung und Schießübungen wurden vier Unteroffiziere nach Rathenow abkommandiert, innerhalb von zwei Wochen erlernten sie die Handgriffe und Instruktionen von den erfahrenen Ausbildern der Zieten-Husaren. Diese Unteroffiziere führten dann innerhalb des Regiments die Ausbildung am Karabiner durch.
Unteroffiziere und Trompeter führten die preußischen Kavalleriepistolen des Modells 1850 mit glattem Lauf, diese wurden dann gemäß A. K. O. vom 21. März 1879 gegen den Revolver des Modells 1879 ausgetauscht. Die Revolver werden nach 1910 gegen die Pistole 08 ausgetauscht.
1873 wurde übergangsweise ein Chassepot-Karabiner eingeführt, der dann im Januar 1877 vom Kavallerie-Karabiner Modell 1871 abgelöst wurde. 1891 folgte die Einführung des Karabiners Modell 1888, dieser bleibt schließlich bis 1909 in Gebrauch. Im selben Jahr – am 1. Oktober – wird der Karabiner Modell 1898 eingeführt, der bis zur Auflösung des Regiments im Jahr 1918 in Gebrauch bleiben sollte. Der Karabiner 98 wurde wie das Vorgängermodell in einem neu modifizierten Karabinerschuh am Sattel geführt, im Feldeinsatz wiederum am Gewehrriemen auf dem Rücken.

### Blankwaffen und Lanzen

#### Blankwaffen
Anfänglich wurden Krummsäbel mit eiserner Scheide beschafft, der weißlederne Handriemen mit Quaste und diese nach Dienststellung in unterschiedlicher Farbe bzw. in Landesfarben.
Die Mecklenburger Dragoner führten dann den Korbsäbel des Modells 1849, der Säbel ähnelte dem preußischen Kavallerie-Säbel, jedoch mit seitlich fester Öse. Die nach 1850 eingeführten Kavallerie-Säbel hatten eine Klinge mit leichter Krümmung und den aus Eisen gefertigten Korbgriff mit Fingering. Hinzu kam die aus Gussstahl bestehende Scheide.
Zur Unterscheidung trugen die Dragoner farbige Faustriemen am Säbel, weiße für die 1. Eskadron, rote für die 2. Eskadron, blaue für die 3. Eskadron und grüne Faustriemen für die 4. Eskadron.
Im Jahr 1880 wurden auf Grundlage eines Erlasses notwendige Modifikationen am Kavallerie-Säbel mecklenburgischen Modells vorgenommen. Die Konstruktionsänderungen des Kavallerie-Säbel Modells 1852 sollten nunmehr auch auf das mecklenburgische Modell übertragen werden.
Durch Erlass vom 27. November 1886 war es Offizieren außer Dienst bzw. zu Fuß erlaubt den Löwenkopfsäbel anzulegen. An der Stichplatte wurde von da an die großherzogliche Chiffre vorgeschrieben. Im darauffolgenden Jahr wurde die Erlaubnis zum Tragen des Löwenkopfsäbels auf die Wachtmeister, Vize-Wachtmeister und den Stabstrompeter ausgedehnt.
Im Dezember 1893 wurde der Kavallerie-Degen des Modells 1889 eingeführt, dessen Gefäß jetzt mit dem mecklenburgischen Wappen verziert war. Der alte Bestand an preußischen Kavallerie-Säbeln wurde nachfolgend vollständig ausgetauscht.
1910 waren die Mannschaften unverändert mit dem Kavallerie-Degen des Modells 1889 ausgerüstet, ebenso die Offiziere mit dem Löwenkopf-Säbel.

#### Lanzen
In der zweiten Jahreshälfte 1889 begann die Erprobung des Einsatzes von Holzlanzen, die dann 1890 im Regiment eingeführt wurden. Diese wurden aber bereits im Juli 1891 gegen Stahlrohrlanzen getauscht, diese bleiben noch bis 1927 in Verwendung.

## Ausrüstung

### Pferdeausrüstung

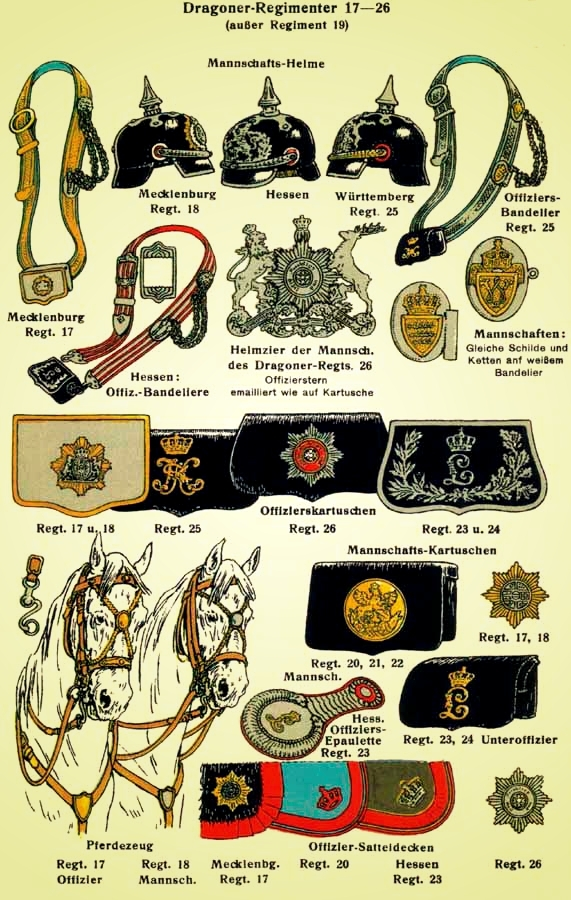
Ausrüstung des Dragoner-Regiments Nr. 17

#### Offiziere 1821
Englischer Sattel und gelbe Bügel, das Hauptgestell aus schwarzem Leder gearbeitet mit seinen gelben Schnallen und gelber Kreuz- und Hiebkette. Die schwarze Sattelhaut aus Schaffell. Die scharlachrote Schabracke mit doppelter Goldtresse umrandet, in den vier Ecken der in gelb gestickte Großherzogliche Namenszug „FF“.

#### Mannschaften 1821
Der ungarische Sattelbock, Untergurt mit Walzenschnalle und den Sattelstrippen. Die Obergurte mit Umlauf und Schlagriemen, drei Packriemen und drei Mantelriemen. Zwei lederne Pistolenhalfter. Vorderzeug mit einem Schild aus Messingblech gearbeitet. Hauptgestell mit Stirnkreuz und einem runden Messingschild. Weißer Woilach, die Sattelhaut aus schwarzem Schaffell, dieses rot eingefasst. Die scharlachrote Schabracke mit gelber Einfassung in den vier Ecken der Großherzogliche Namenszug „FF“.

#### Mannschaften und Offiziere 1870
Ungarischer Bocksattel mit Stahlbügeln, Vorderzeug mit einem Messing-Herzstück, Kreuzstrippen und Messingschild an der Stirnseite des Dienstzaumzeugs, schwarze Schaffellschabracken rot eingefasst, mit je einem Wappenstern in den vier abgerundeten Ecken. Am Zaumzeug der Offiziere eine flache gelbe Ketten an Stelle der Kreuzstrippen.

#### Gasschutz für Pferde
Als Folge des ersten Gaseinsatzes an der Ostfront wird für Mannschaften und Pferde der Gasschutz eingeführt. Anfänglich wurden für die Pferde Futtersäcke mit feuchten Stroh als Schutzausrüstung genutzt. Im Jahr 1917 werden dann Stoff-Schutzmasken entwickelt, der Stoff seinerseits war mit einer Schutzsalzlösung getränkt. Diese Masken umschlossen den vorderen Bereich der Pferdeschnauze und boten einen mäßigen Schutz.

#### Chronik
- Ab dem 29. März 1852 wurden die Offizier-Pelzschabracken nicht mehr mit dem Namenszug des Großherzoges bestickt, stattdessen wurde ein weißer Stern mit gelbem Landeswappen verwendet.
- Gemäß einer Mitteilung des Königlichen General-Kommandos vom 23. Dezember 1884 wurde der freihändige Ankauf von mecklenburgischen Remonten eingestellt.[117] Auf Grundlage der Vereinbarung mit dem preußischen Kriegsministerium wurde der Ankauf von Remonten für die mecklenburgischen Dragonerregimenter aus dem Bestand ostpreußischer Depots angewiesen.
- Statt der bisherigen hellblauen Unterlegdecke wurde 1889 eine dunkelblaue eingeführt. Die Schabracke – schon seit 1887 nicht mehr in Manövern mitgeführt – wurden nur noch zur Parade aufgelegt.
- 1890 wurde der ungarische Bocksattel durch den neuen Armeesattel ersetzt.

### Gasschutz 1915–1918
Mit dem ersten deutschen Blasangriff am 22. April 1915 begann der Gaskrieg des Ersten Weltkrieges, so auch für die mecklenburgischen Soldaten. Es stellte sich nunmehr die Frage des Schutzes der deutschen Soldaten. So wurde als erster Gasschutz der sogenannte „Atem- und Mundschützer Etappe Gent“ entwickelt, um zumindest übergangsweise einen Grundschutz zu gewährleisten. Dieser Atem- und Mundschützer bestand aus Putzwolle, die wiederum in einen Müllbeutel eingenäht wurde, wobei die Putzwolle in einer Natriumthiosulfatlösung getränkt war. Im August 1915 wurde die deutsche Heeresgasmaske – mit abschraubbaren Filter – eingeführt, diese Gesichtsmaske gewährleistete den Schutz der Augen, des Mundes und der Nase. Schließlich wurde 1917 die deutsche Ledergasmaske – aus imprägnierten Leder – eingeführt, mit einem verbesserten Filtereinsatz, der auch Schutz gegen Chlorpikrin und Blaukreuz Kampfstoffe bot.

## Regimentschefs und Kommandeure

### Regimentschefs

#### Chevaulegersregiment
| Dienstgrad          | Name            | Datum                               |
| ------------------- | --------------- | ----------------------------------- |
| Oberst/Generalmajor | Ernst von Pentz | 6. November 1819 bis 15. April 1838 |

#### Dragoner-Regiment Nr. 17
| Dienstgrad             | Name                 | Datum                                |
| ---------------------- | -------------------- | ------------------------------------ |
| General der Kavallerie | Friedrich Franz II.  | 1867 bis 24. Dezember 1879           |
| General der Kavallerie | Friedrich Franz III. | 24. Dezember 1879 bis 10. April 1897 |
| General der Kavallerie | Friedrich Franz IV.  | 18. April 1897 bis 14. November 1918 |

### Kommandeure

#### Chevaulegers- u. Dragoner-Regiment

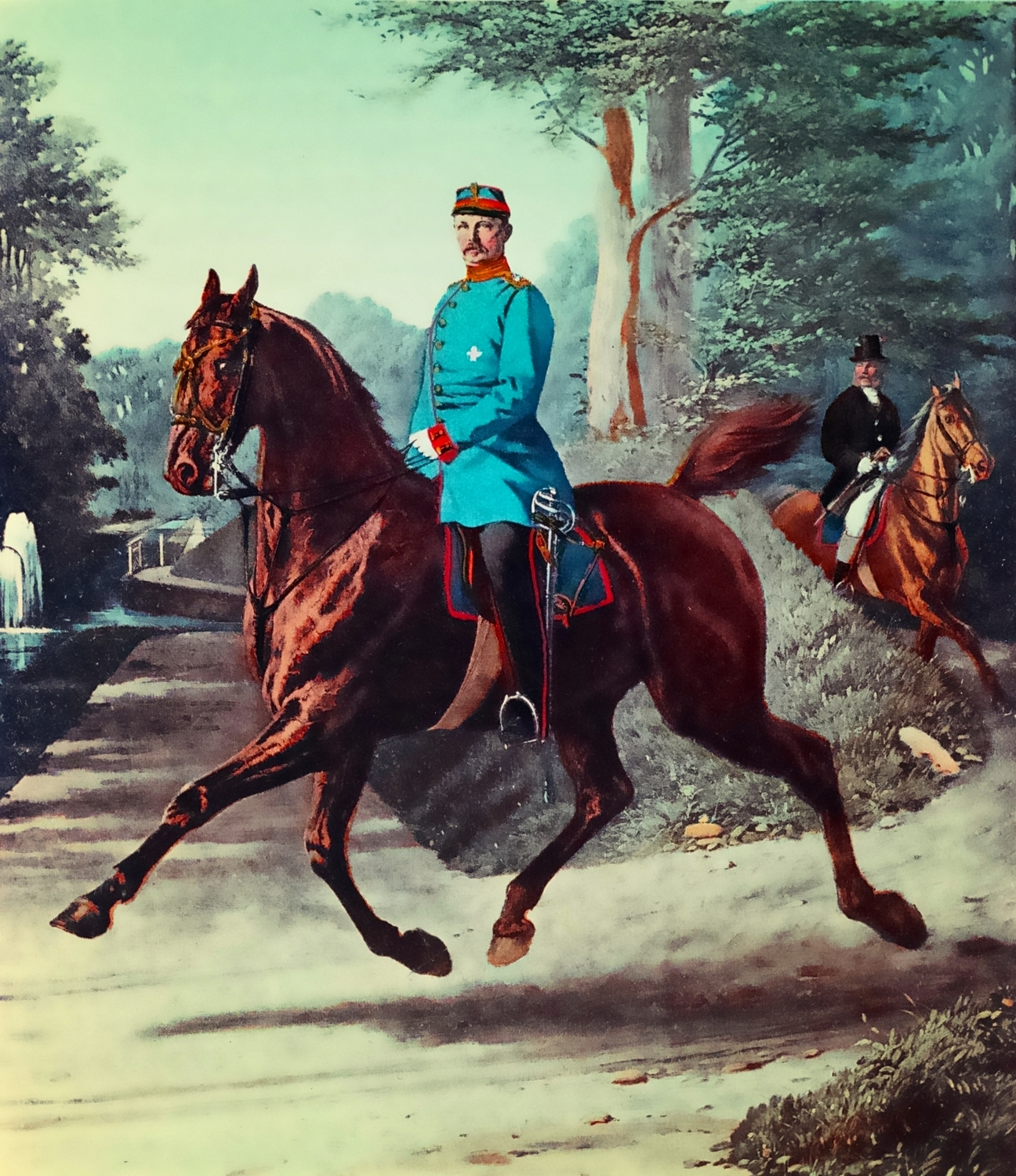
Kommandeur von Kahlden – zu Pferde – im Schlosspark Ludwigslust um 1865.

| Dienstgrad                                    | Name                    | Datum                                    |
| --------------------------------------------- | ----------------------- | ---------------------------------------- |
| Oberstleutnant/Oberst/ General der Kavallerie | Friedrich von Kleeburg  | 10. Dezember 1833 bis 1846               |
| Oberstleutnant/Generalmajor                   | August von Bernstorff   | 07. November 1846 bis 26. Juli 1858      |
| Major                                         | Franz von Rodde         | 28. Juli 1858 bis 8. August 1860         |
| Oberstleutnant                                | Helmuth von Blücher     | 09. August 1860 bis 30. Dezember 1863    |
| Major/Oberstleutnant                          | August Paul von Kahlden | 31. Dezember 1863 bis 22. September 1867 |

#### Dragoner-Regiment Nr. 17
| Dienstgrad                    | Name                            | Datum                                   |
| ----------------------------- | ------------------------------- | --------------------------------------- |
| Oberstleutnant/Oberst         | August Paul von Kahlden         | 22. September 1867 bis 1. November 1872 |
| Major                         | Friedrich von Willisen          | 02. November 1872 bis 10. Dezember 1876 |
| Oberstleutnant                | Adolf von Wartenberg            | 12. Dezember 1876 bis 8. Juli 1878      |
| Oberstleutnant                | Karl von Schack                 | 09. Juli 1878 bis 3. November 1886      |
| Oberst/General der Kavallerie | Heinrich XVIII. Reuss           | 04. November 1886 bis 26. Januar 1892   |
| Oberstleutnant/Oberst         | Leonhard von und zu Egloffstein | 27. Januar 1892 bis 12. Mai 1895        |
| Major                         | Konrad von Katzler              | 13. Mai 1896 bis 17. Oktober 1896       |
| Oberst                        | Bernhard von Gustedt            | 18. Oktober 1897 bis 19. Juli 1897      |
| Oberstleutnant                | Friedrich von Rauch             | 20. Juli 1898 bis 22. November 1898     |
| Major                         | Eric von der Marwitz            | 23. November 1898 bis 22. März 1901     |
| Major                         | Otto von Hoffmann               | 23. März 1901 bis 21. März 1902         |
| Major                         | Anatol von Bredow               | 22. März bis 21. April 1902             |
| Oberstleutnant/Oberst         | Anatol von Bredow               | 22. April 1902 bis 26. Januar 1907      |
| Oberst                        | Georg Graf von Waldersee        | 27. Januar 1907 bis 20. April 1911      |
| Oberstleutnant                | Hermann von der Heyden-Rynsch   | 21. April 1911 bis 9. Dezember 1914     |
| Oberstleutnant                | Claus von Heydebreck            | 10. Dezember 1914 bis 9. September 1915 |
| Oberstleutnant                | Friedrich von Restorff          | 1915 bis 1919                           |

## À la suite
| Dienstgrad             | Name                                 | Datum              |
| ---------------------- | ------------------------------------ | ------------------ |
| Generalmajor           | Paul Friedrich zu Mecklenburg        | 19. September 1852 |
| General der Kavallerie | Wilhelm zu Mecklenburg               | 31. Oktober 1868   |
| General der Kavallerie | Heinrich XVIII. Reuss                | 07. Oktober 1894   |
| Leutnant zu See        | Paul Friedrich zu Mecklenburg (Sohn) | 15. März 1900      |

## Dienst in Freiwilligenverbänden

### Ostasiatisches Reiter-Regiment

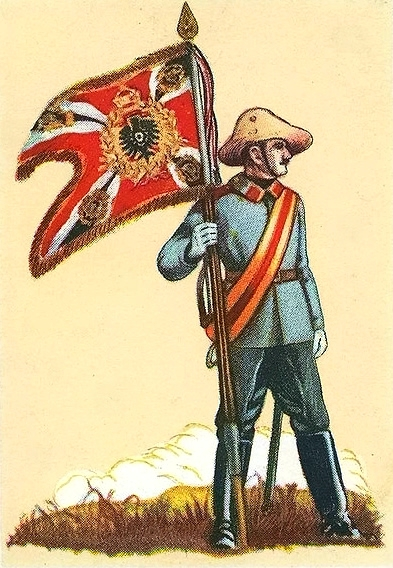
Standarte des Ostasiatischen Reiter-Regiments 1900–1901

Aus dem Dragoner-Regiment Nr. 17 meldeten sich im Juli 1900 einige Freiwillige im Mannschaftsrang zum Dienst im Ostasiatischen Expeditionskorps. Sie wurden im Anschluss in das Ostasiatische Reiter-Regiment eingegliedert, welches sich in Berlin und Senne formierte. Nachfolgend wurde das Regiment nach Bremerhaven transportiert. Der Abfahrten nach China begannen am 27. Juli mit der sogenannten Hunnenrede des Kaisers und dauerten bis zum 4. August. Nach Ankunft im Einsatzgebiet Mitte bis Ende Oktober 1900, als die wesentlichen Kampfhandlungen der Strafexpedition (Eroberung von Peking und Tientsin) bereits beendet waren, beteiligte sich das Regiment unter dem Kommando von Oberstleutnant von Arnstedt an der Besetzung und Sicherung der international kontrollierten und vielfach stark zerstörten Gebiete zwischen Shandong und dem weiteren Umkreis der chinesischen Kaiserstadt. Am 13. Mai 1901 wurden während einer Patrouille der Ludwigsluster Gefreite Leopold Glävke und sechs weitere Reiter durch eine mutwillig herbeigeführte Explosion in Kalgan getötet. Der Einsatz in China war von besonderer Rücksichtslosigkeit gegenüber Kombattanten und Nichtkombattanten gekennzeichnet.

#### Gliederung 1900–1901
- Ostasiatischen Expeditionskorps
  - Ostasiatisches Reiter-Regiment[132]
    - 1. Eskadron
    - 2. Eskadron
    - 3. Eskadron
    - 4. Eskadron[133]

### Schutztruppe-Südwestafrika
Zahlreiche Regimentsangehörige meldeten sich zum freiwilligen Dienst bei der Schutztruppe in Südwestafrika. Dort beteiligten sie sich in den Jahren 1904–06 an der gewaltsamen Niederschlagung des Aufstandes der Herero und Nama. Die Ludwigsluster Dragoner wurden nach Ankunft im Einsatzgebiet in die berittenen Feldregimenter eingegliedert. Dank ihrer Ausbildung als Kavalleristen erfüllten sie alle notwendigen Anforderungen, um den anspruchsvollen berittenen Dienst in Afrika auszuüben. Sie kämpften unter anderem im Gefecht von Onganjira am 9. April 1904 und im Gefecht am Waterberg am 11. August 1904, in dem der mecklenburgische Dragoner-Unteroffizier Hoppe fiel. Die schwierigen Lebensumstände führten zudem zu zahlreichen Ausfällen aufgrund von Krankheiten. So erlagen die Ludwigsluster Reiter Siglow und Kaven in den Lazaretten der Schutztruppe ihrer Typhuserkrankung.

## Gedenkkultur

### Dragoner-Denkmal Alexandrinenplatz

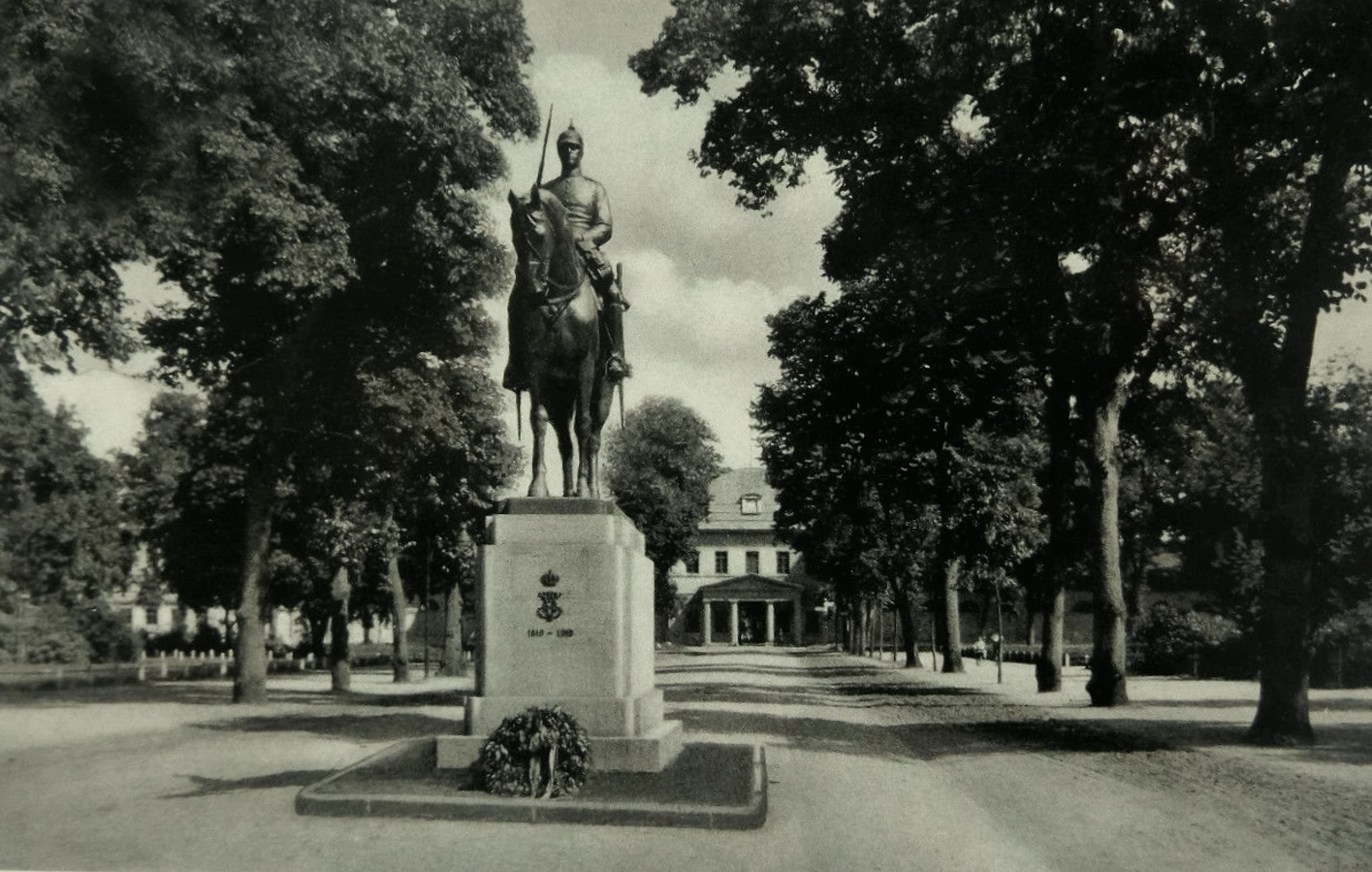
Dragoner-Denkmal auf Alexandrinenplatz in Ludwigslust.

Auf Beschluss des mecklenburgischen Dragonerbundes wurde 1929 in Ludwigslust ein Dragonerdenkmal errichtet. Die Kosten für die Errichtung wurden gänzlich aus Spendenmitteln des Vereins und der Bevölkerung erbracht.
1932 wurde das von Emil Cauer geschaffene Reiter-Denkmal aus Bronze – welches einen Dragoner in der Uniform von 1910 darstellte – auf dem Alexandrinenplatz errichtet und eingeweiht. 1946 wurde das Denkmal auf Beschluss des Magistrats der Stadt abgetragen. Der ehemalige Offizier des Regiments Hans von Bodecker konnte jedoch die Erinnerungstafel und den Kartuschkasten sichern, welche 2014 als Bestandteil einer Ausstellung im Ludwigsluster „Natureum“ zu sehen waren. Die Tafel trägt die Inschrift: Zur Erinnerung an das Großherzoglich Mecklenburgische Dragonerregiment Nr. 17, Errichtet 1932 in schwerer Zeit vom Bunde ehemaliger Angehöriger des Regiments.
Während der Grundsteinlegung wurde in den Sockel des Denkmals ein verlöteter Kasten eingebracht. In dem Behältnis befanden sich Erinnerungsstücke und Schriftstücke aus dem Besitz des Dragoner-Regiments.

### Heldenhain Eichenkoppel
Die als „Heldenhain“ bezeichnete Gedenkstätte wurde 1920 errichtet und am 3. August desselben Jahres eingeweiht. Die Planung des Heldenhains begann bereits im Jahr 1915 und wurde von aktiven und ehemaligen Regimentsangehörigen, wie dem Major von Troschke, unterstützt und finanziert.
In dem vom abgedankten Großherzog gestifteten Eichenwald wurden ein großer Findling und 400 Gedenksteine aufgestellt. Die Gedenksteine für die Gefallenen sind jeweils einem dort stehenden Eichenbaum zugeordnet. Auf dem großen Findling findet sich die Inschrift Weltkrieg 1914–1919. Auf den kleineren Gedenksteinen sind hingegen die Namen der Gefallenen eingearbeitet. Bei der Einweihungsfeier wurde betont, dass dieser Ort nicht nur als Gedenkstätte anzusehen ist, vielmehr sollte er den Lebenden zur Mahnung dienen und an den Schrecken des Krieges erinnern.

### Denkmal bei Halen
Zur Erinnerung an die Gefallenen des Kampfes bei Halen, wurde auf dem ehemaligen Gefechtsfeld bzw. auf dem ehemaligen Gräberfeld ein Obelisk aus Sandstein errichtet. Die Inschrift auf den Obelisken lautet wie folgt: Hier ruhten 111 Deutsche Helden gefallen am 12. August 1914. Anlässlich des 100-jährigen Jahrestages der Kämpfe von Halen, fand am 12. August 2014 eine Kranzniederlegung statt.

## Besonderes

### Marketenderin 1849
Während des Feldzuges von 1849 sorgte die Lüneburger Marketenderin Luise Löseke für die Versorgung der Dragoner mit Waren des täglichen Bedarfs. Ihr schmuckvolles Erscheinungsbild zu Pferde sorgte stets Aufsehen. Die von ihr getragene Tracht war der mecklenburgischen Dragoner-Uniform nachgebildet.

### Regimentshund
Im Feldzug 1866 begleitete der Regimentshund „Wilhelm“, ein sogenannter Parforce-Hund, seine Dragoner. Für seine treue Begleitung verliehen ihm die Ludwigsluster Dragoner den Gefreitenknopf.